# المتحف المصري
المتحف المصري هو أحد أكبر وأشهر المتاحف العالمية، يقع في قلب العاصمة المصرية «القاهرة» بالجهة الشمالية لميدان التحرير. يعود تاريخ إنشائه إلى عام 1835 وكان موقعه حينها بحديقة الأزبكية، حيث ضم وقتها عدداً كبيرًا من الآثار المتنوعة، ثم نُقل بمحتوياته إلى قاعة العرض الثانية بقلعة صلاح الدين، حتى فكر عالم المصريات الفرنسي أوجوست مارييت الذي كان يعمل بمتحف اللوفر في افتتاح متحف يعرض فيه مجموعة من الآثار على شاطئ النيل عند بولاق، وعندما تعرضت هذه الآثار لخطر الفيضان تم نقلها إلى ملحق خاص بقصر الخديوي إسماعيل بالجيزة، ثم جاء عالم المصريات جاستون ماسبيرو وافتتح عام 1902 في عهد الخديوي عباس حلمي الثاني مبنى المتحف الجديد في موقعه الحالي في قلب القاهرة.
يعتبر المتحف المصري من أوائل المتاحف في العالم التي أسست لتكون متحفًا عامًا على عكس المتاحف التي سبقته، يضم المتحف أكثر من 180 ألف قطعة أثرية أهمها المجموعات الأثرية التي عثر عليها في مقابر الملوك والحاشية الملكية للأسرة الوسطى في دهشور عام 1894، ويضم المتحف الآن أعظم مجموعة أثرية في العالم تعبر عن جميع مراحل التاريخ المصري القديم.

## النشأة والتأسيس

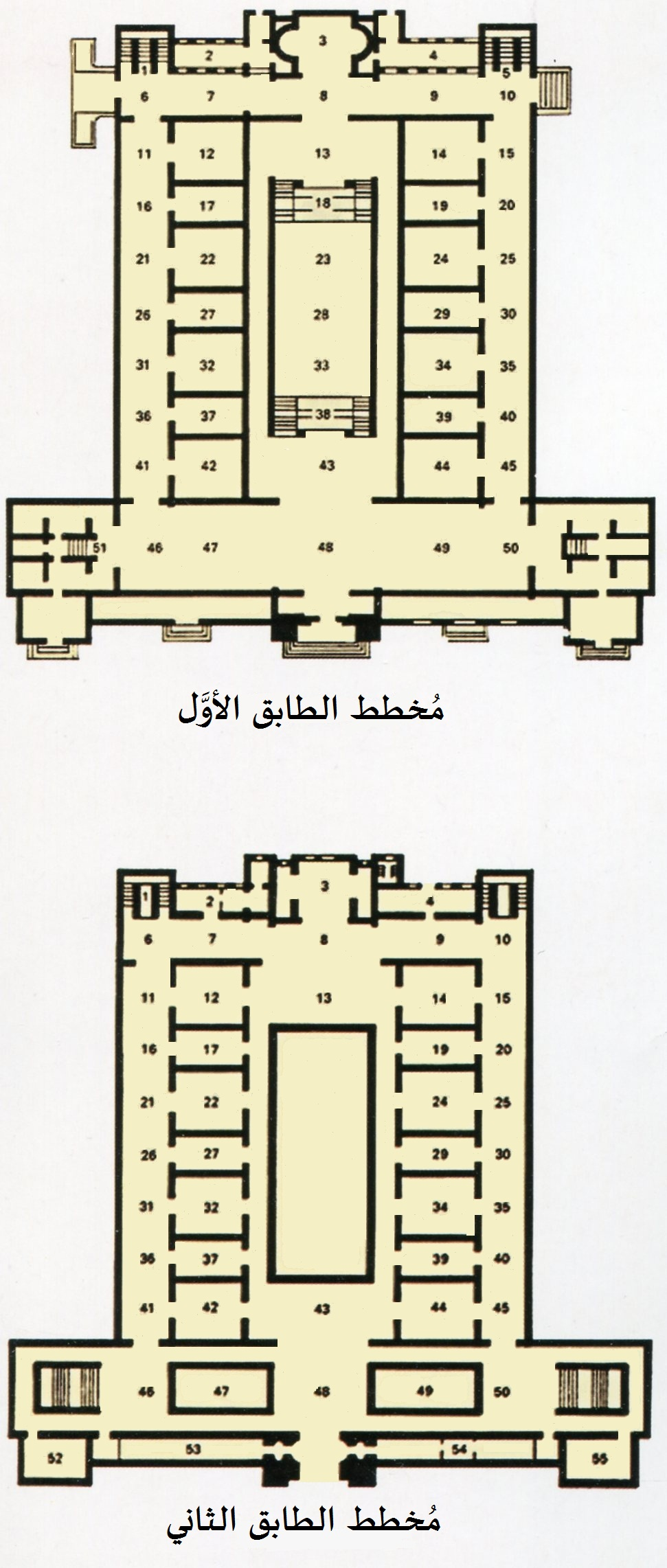
تخطيط المتحف المصري الحالي

### قبل الإنشاء
بدأت قصة المتحف عندما أبدى القناصل الأجانب المعتمدون في مصر إعجابهم بالفن المصري القديم، وعملوا على جمع الآثار المصرية، وإرسالها إلى المدن الأوروبية الرئيسية، وبذلك بدأت تزدهر تجارة الآثار المصرية التي أصبحت بعد ذلك موضة أوروبية. وكانت الهدايا من تلك القطع النادرة خلال القرن التاسع عشر منتشرة بين الطبقة الأرستقراطية، وكانت التوابيت من بين أهم القطع الأكثر طلبًا.
لم يفهم المصريون في بداية الأمر الدوافع التي جعلت الأوروبيين يهتمون بالأحجار الموجودة في أراضيهم. فيما كان الدافع الأهم وراء تنقيب المصريين عن الآثار في المعابد والمقابر هي الشائعات التي كانت تروج إلى أن ببعض هذه المناطق كنوزًا خفية.

### المتحف المصري في الأزبكية
حكم مصر في ذلك الوقت محمد علي باشا الذي بدأ استراتيجية جديدة كان أساسها أن تنفتح مصر على العالم الغربي. وفي عام 1835 أصدر محمد علي باشا مرسومًا يقضي بإنشاء مصلحة الآثار والمتحف المصري وقام بإسناد إدارة تلك المصلحة إلى يوسف ضياء أفندي بإشراف الشيخ رفاعة الطهطاوي ليتولى مهمة الاهتمام بآثار الماضي. ونجح في تحذير الرأي العام بقيمة الآثار وأمر بإصدار قرار في 15 أغسطس 1835 بمنع التهريب والاتجار في الآثار المصرية، بل ضرورة صيانتها والحفاظ عليها. وكان المتحف المصري في ذلك الوقت يطل على ضفاف بركة الأزبكية ثم تم إلحاقه بكلية الألسن.

### المتحف المصري في القلعة
بدأ يوسف ضياء أفندي «مدير مصلحة الآثار» منذ تولى منصبه بالتفتيش على آثار مصر الوسطى التي كان يعثر عليها الفلاحون. وفي عام 1848 كلف محمد علي باشا لينان بك وزير المعارف بوضع بيان شامل عن المناطق الأثرية وإرسال الآثار المهمة إلى المتحف المصري، ولم يكلل هذا العمل بالنجاح بسبب وفاة محمد علي باشا عام 1849، والتي تلاها اضطراب الأمور مرة أخرى وعادت ظاهرة الاتجار في الآثار إلى الظهور، وأخذت المجموعة التي كان يضمها المتحف الذي أقيم في الأزبكية في الانكماش حتى تم نقلها إلى قلعة صلاح الدين في صالة واحدة. ومما زاد الأمر سوءًا كان إهداء الخديوي عباس الأول محتويات تلك الصالة كاملة إلى الدوق مكسميليان النمساوي أثناء زيارته القلعة.

### المتحف المصري في بولاق (الأنتكخانة)
استمرت الآثار المصرية تتعرض للسلب والنهب والدمار إلى أن أصدر الخديوي عباس أوامره إلى المديريات بفرض رقابة شديدة على الأجانب والمصريين الذين كانوا يقومون بسرقة الآثار وإخفائها وبيعها. إلى أن جاء أوجوست مارييت الذي قام باكتشاف مدخل السرابيوم بسقارة، وقام بعمل حفائر في جبانة العجل أبيس استمرت قرابة ثلاث سنوات، والذي سعى لإقناع أولي الأمر بإنشاء مصلحة للآثار المصرية ومتحف مصري. وفي 19 يونيو 1858 وافق الخديوي سعيد على إنشاء مصلحة للآثار المصرية، وقام بتعيينه مأمورًا لأعمال الآثار في مصر وإدارة الحفائر. وبدأ مارييت في عمل برامج مكثفة للبحث الأثري، وأنشأ مخزنًا للآثار على ضفاف النيل ببولاق، والذي تحول في 5 فبراير 1859 إلى متحف عند اكتشاف كنز الملكة إياح حتب بمنطقة دراع أبو النجا بطيبة، وكان من أهم القطع المكتشفة التابوت الذي وجدت بداخله مجموعة من الجواهر والحلي والأسلحة التي كانت على درجة عالية من الروعة، حرضت الخديوي سعيد على التحمس لإنشاء متحف للآثار المصرية في بولاق. وقد تم بناؤه في عهد الخديوي إسماعيل وافتتح للزيارة للمرة الأولى عام 1863، وكان المتحف في بدايته مبنًى ضخمًا يطل على النيل وسمي (دار الآثار القديمة أو الأنتكخانة)، إلا أنه تعرض لفيضان النيل في عام 1878 فغمرت المياه قاعات المتحف لدرجة أن مجموعة من المعروضات ذات القيمة الفنية العلمية قد فقدت.

### المتحف المصري في الجيزة
اعتبر مارييت متحف بولاق مكانًا مؤقتاً وبعد حادث الفيضان وجد أن الفرصة سانحة للمطالبة بإنشاء مقر دائم للمتحف ذو قدرة كبيرة على استيعاب مجموعة أكبر من الآثار وفي الوقت نفسه يكون بعيدًا عن مسار الفيضان. وبعد وفاة مارييت خلفه في المنصب جاستون ماسبيرو الذي حاول نقل المتحف من مكانه في بولاق، لكن لم يحالفه الحظ. وفي عام 1889 وصل الحال بالمبنى الذي يحوي مجموعات الآثار إلى ذروة ازدحامه، حيث لم تعد هناك حجرات كافية سواء في قاعات العرض أو المخازن للمزيد من الآثار. وكانت الآثار التي يعثر عليها خلال الحفائر تترك في مراكب بمصر العليا لفترات طويلة. أدى هذا الوضع المأساوي إلى تنازل الخديوي إسماعيل عن أحد قصوره بالجيزة في المكان الذي تقع به حديقة الحيوان الآن، ليكون المقر الجديد للمتحف. وما بين صيف ونهاية عام 1889 كان قد تم نقل جميع الآثار من متحف بولاق إلى الجيزة، وقام بإعادة تنسيق القطع الأثرية في المتحف الجديد العالم دي مورجان بصفته رئيسًا للمتحف. وفي الفترة من 1897- 1899 جاء لوريه كخليفة لمورجان، ولكن عاد ماسبيرو مرة أخرى ليدير المتحف من عام 1899- 1914.

### المتحف المصري الحالي

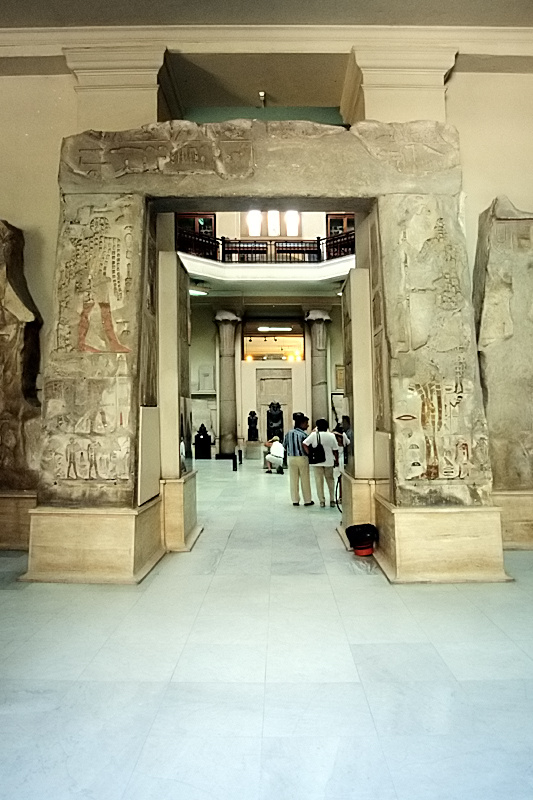
مصطبة أثرية من منطقة ميدوم

وضع تصميم المتحف المعماري الفرنسي مارسيل دورنون عام 1897 ليقام بالمنطقة الشمالية لميدان التحرير «الإسماعيلية سابقًا» على امتداد ثكنات الجيش البريطاني بالقاهرة عند قصر النيل، واحتفل بوضع حجر الأساس في 1 أبريل 1897 في حضور الخديوي عباس حلمي الثاني ورئيس مجلس النظار «الوزراء» وكل أعضاء وزارته، وتم الانتهاء من المشروع علي يد الألماني هرمان جرابو.
في نوفمبر 1903 عينت مصلحة الآثار المهندس المعماري الإيطالي إليساندرو بارازنتي الذي تسلم مفاتيح المتحف منذ التاسع من مارس 1902 ونقل المجموعات الأثرية من قصر الخديوي إسماعيل بالجيزة إلى المتحف الجديد وهي العملية التي استُخدم خلالها خمسة آلاف عربة خشبية، أما الآثار الضخمة فقد تم نقلها على قطارين سُيِّرا ذهابًا وعودة نحو تسع عشرة مرة بين الجيزة وقصر النيل. وقد حملت الشحنة الأولى نحو ثمانية وأربعين تابوتاً حجريًا، تزن ما يزيد على ألف طن إجمالًا. إلا أن عملية النقل قد شابتها الفوضى بعض الوقت. وتم الانتهاء من عمليات النقل في 13 يوليو 1902، كما تم نقل ضريح مارييت إلى حديقة المتحف، تلبيةً لوصيته التي عبر فيها عن رغبته في أن يستقر جثمانه بحديقة المتحف مع الآثار التي قضى وقتا طويلًا في تجميعها خلال حياته.
في 15 نوفمبر تم افتتاح المتحف المصري رسمياً. واعتمد المتحف الجديد على أسلوب عرض يقوم على ترتيب القاعات ترتيبًا تدريجيًا ولم يؤخذ في الاعتبار تخصيص حجرات لفترات الاضطراب، نظرًا أنها اعتبرت غير ذات أهمية تاريخية. وقد صنفت الآثار بالمتحف حسب موضوعاتها، إلا أنه لأسباب معمارية ثم وضع التماثيل الضخمة في الدور الأرضي، في حين تم عرض الخبايا الجنائزية المكتشفة في الطابق الأول تبعًا للتسلسل التاريخي، وفي كل يوم يتم وضع وتجميع آثار في عدد من الحجرات وفقا لموضوعاتها. وأصبح المتحف الوحيد في العالم المكدس بالآثار لدرجة أنه أصبح مخزناً، وعندما سُأل ماسبيرو عن السبب، أجاب بأن المتحف المصري هو صورة للمقبرة أو المعبد الفرعوني، فقد كان يستغل الفنان كل جزء فيه لوضع لوحة مرسومة أو نقوش هيروغليفية، بل إن المنزل المصري الحديث في ذلك الوقت كان يتم فيه وضع لوحات وصور بحيث يستغل كل جزء علي الحائط، أي أن المتحف صورة للمصري الحالي والقديم.

## التصميم المعماري

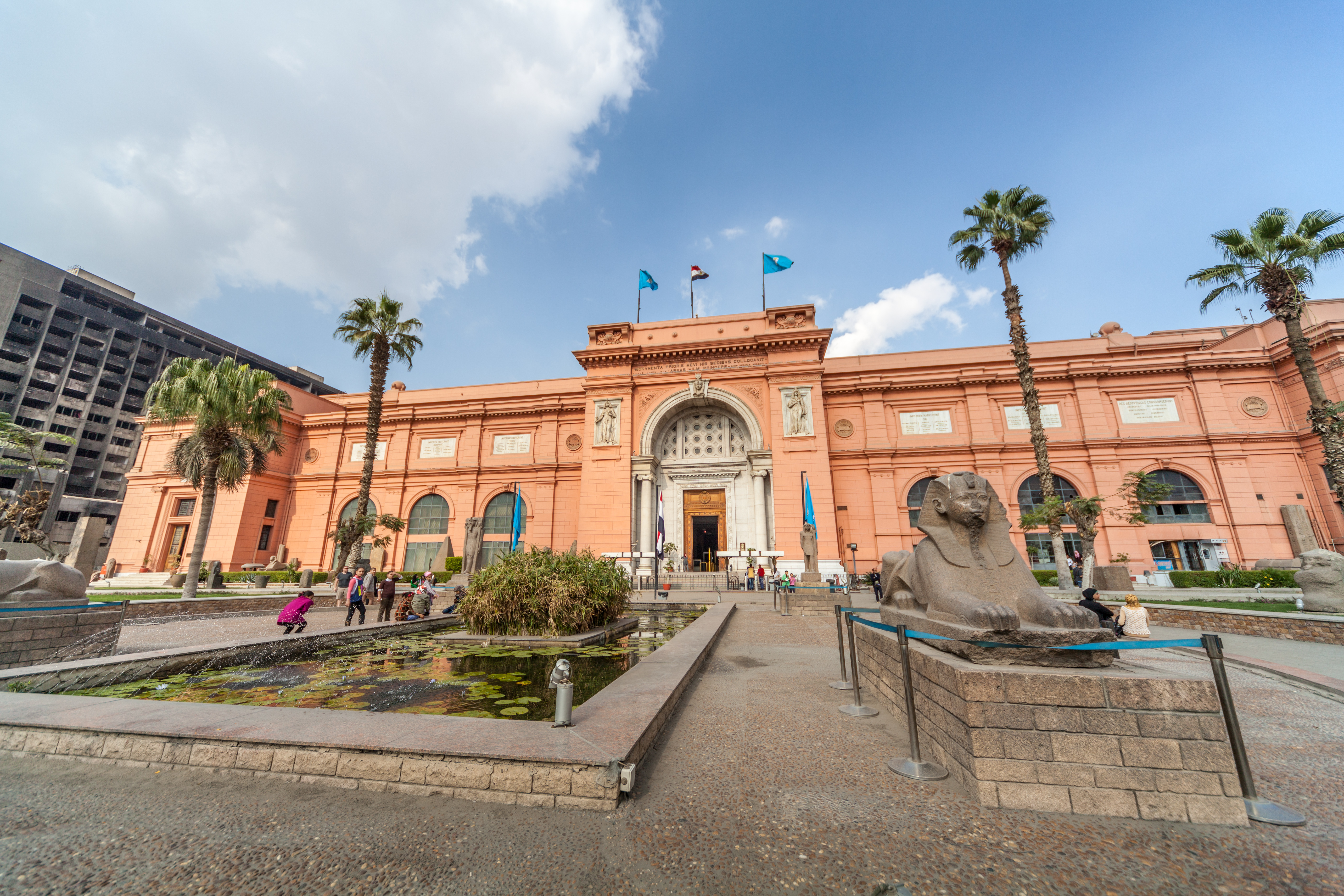
المتحف من الخارج

تنافس على تشييد مبنى المتحف بالتحرير ثلاثة وسبعون مشروع تصميم، وفي النهاية اختير تصميم المهندس المعماري الفرنسي مارسيل دورنون الذي صمم عملًا إبداعيًا، ليكون أول متحف في العالم شيد ليكون متحفًا وليس مبنى معدل بناؤه إلى متحف، كما استعملت أساليب التشييد والبناء وطبقت وسائل العرض الحديثة خلال تلك الفترة. ولقد تأثرت الأنماط والعناصر المعمارية في المتحف بالفن والعمارة الكلاسيكية اليونانية، ولم يحوي أي تأثيرات للفن المصري القديم والمعابد المصرية القديمة سوى في تصميم حجراته أو في تصميم قاعاته الداخلية، حيث يحاكي مدخل القاعات صروح المعابد المصرية القديمة.

## تطوير المتحف

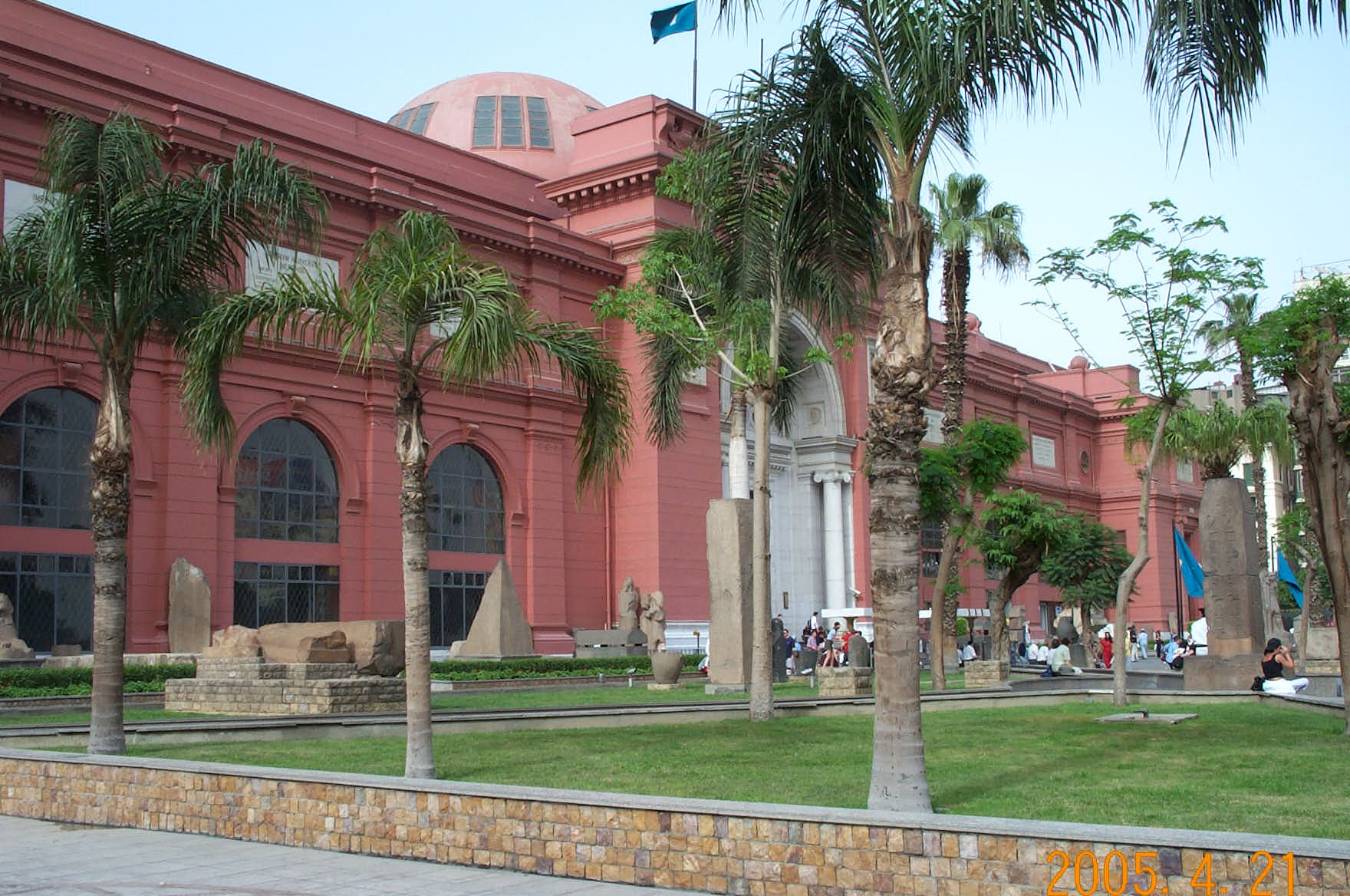
اللون المميز للمتحف من الخارج

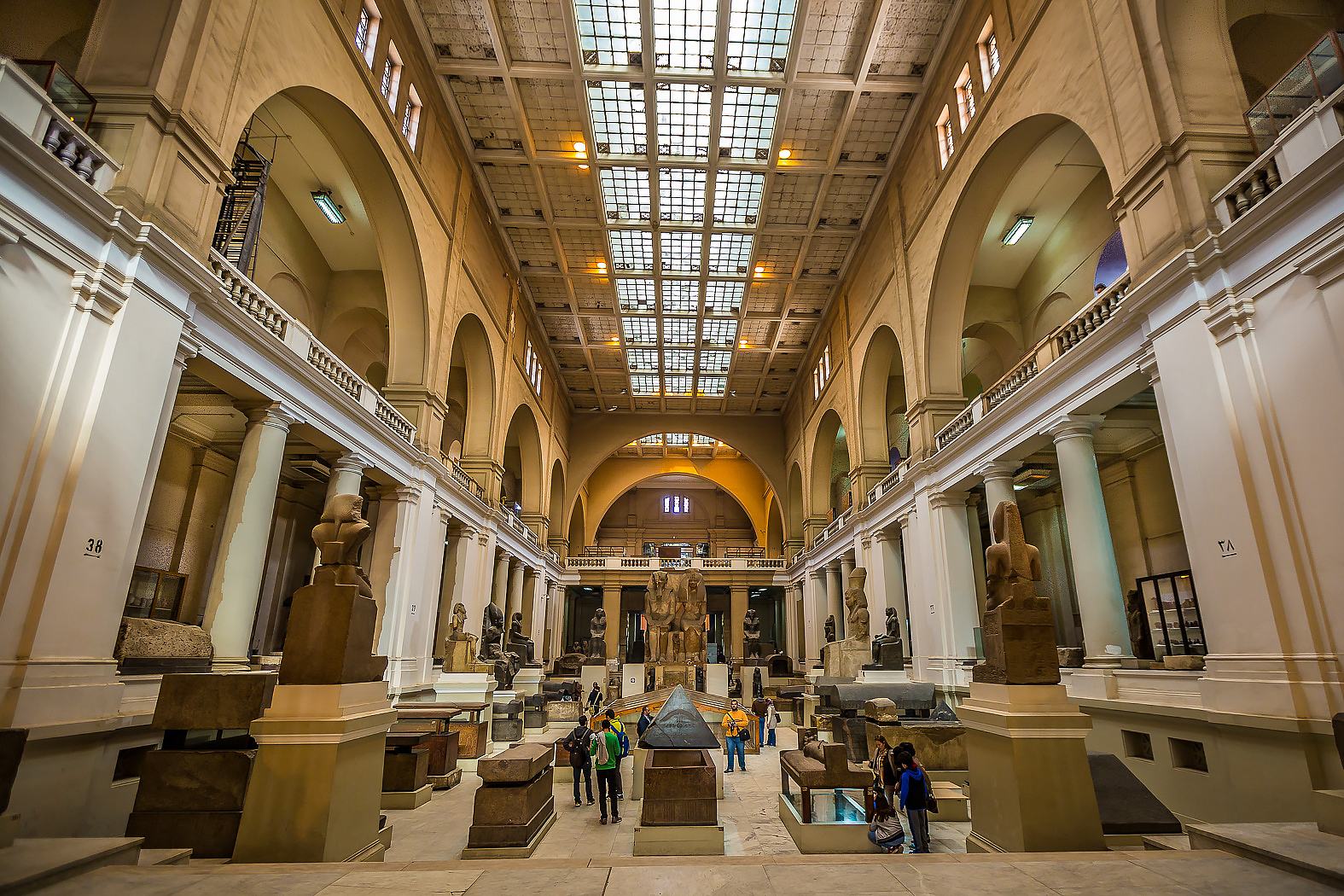
الإضاءة بالقاعة الرئيسية

في عام 1983 تم تسجيل مبنى المتحف كمبنى أثري باعتبار أنه قيمة معمارية فريدة من نوعها. وفي أغسطس 2006 أجريت أكبر عملية تطوير للمتحف، بهدف جعله مقصدًا علميًا وثقافيًا، عن طريق إنشاء مركز ثقافي وملحق إداري تجاري على الجانب الغربي للمتحف مكان العشوائيات التي تم إزالتها. ونظرًا لتعرض مبنى المتحف طوال سنوات لعدة تشوهات معمارية أخفت كثيرًا من جماليات تصميمه الأصلي بسبب عوامل خارجية مثل: التلوث والكثافة المرورية، أطلقت وزارة الآثار في مايو 2012 مبادرة لوضع خطة لإعادة تأهيل المتحف بصورة شاملة ساهمت فيها وزارة الخارجية الألمانية بتمويل الدراسات اللازمة والأبحاث العلمية، كما شاركت جمعية «نوعية البيئة الدولية» في تنفيذ المبادرة لإعادة المتحف لحالته الأصلية والتي تضمنت أعمال ترميم هندسية ومعمارية وأعمال تطوير منطقة التحرير المحيطة بالمتحف، وتم الانتهاء من المشروع بحلول عام 2016 بعد ترميم الجناحين الشرقي والشمالي ومعالجة المشكلات الخاصة بالإضاءة وإعادة عرض القطع الأثرية القيمة.
تضمنت المرحلة الأولى من المبادرة أخذ عينات من اللون الأصلي لمبنى المتحف وإعادة الحوائط للونها الأصلي بالإضافة إلى أعمال ترميم ومعالجة سطح الحوائط وترميم الزخارف الموجودة على الحوائط والأعمدة، وتغيير زجاج النوافذ وتركيب زجاج يمنع دخول الأشعة فوق البنفسجية لحماية الآثار. اعتمدت أعمال الترميم على 257 لوحة محفوظة داخل مكتبة المتحف تبين التصميمات الأساسية والأصلية للمبنى، علاوة على إعادة تشغيل نظام التهوية الأصلي بعد تنظيفه بالكامل. وفي يوليو 2016 قامت وزارة الآثار بتطوير منظومة الإضاءة الداخلية والخارجية للمتحف، بهدف فتحه أمام حركة الزيارة ليلًا. في نوفمبر 2018 افتتحت آخر أعمال تطوير المتحف والتي تضمنت إعادة سيناريو العرض المتحفي، وعرض مقتنيات يويا وتويا في الدور العلوي، بالإضافة لمقتنيات الملك توت عنخ آمون لحين نقل باقي مقتنياته إلى المتحف المصري الكبير، تضمنت الأعمال كذلك تغيير دهانات الحوائط وتطوير المنافذ وشبكة الإضاءة وإعادة صيانة الفتارين، وتمت تلك الأعمال تحت إشراف لجنة شارك فيها مديري أكبر المتاحف العالمية لوضع وجهة نظر علمية لإعادة توزيع القطع، بعد نقل الآثار المتعلقة بالمتحف المصري الكبير ومتحف الحضارة، وهم مديري متاحف تورينو واللوفر ويونايتد وبرلين.

## مكتبة المتحف

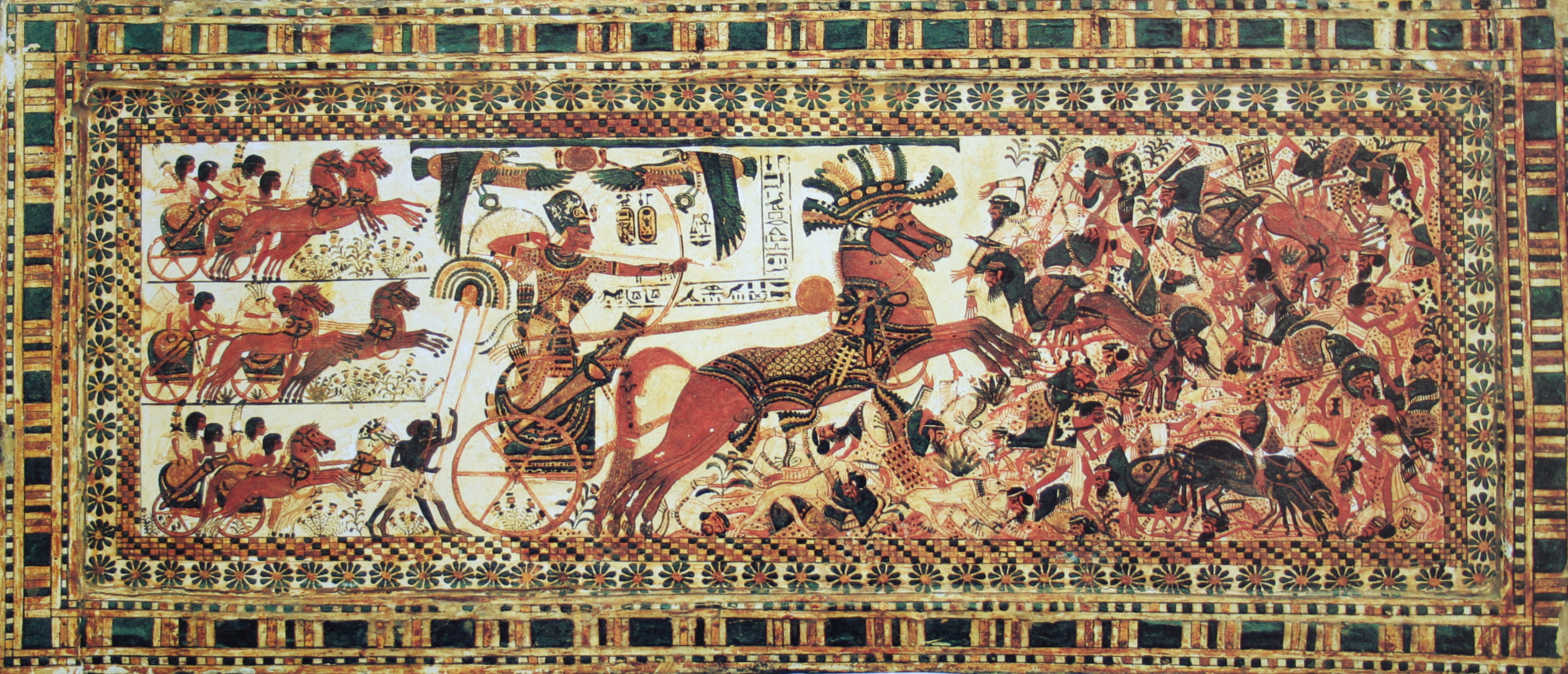
لوحة فنية على الخشب تصور توت عنخ آمون يهزم أعداءه

أنشئت مكتبة المتحف منذ افتتاحه، ورصد مبلغ من المال منذ عام 1899 لشراء الكتب، وطالب عالم المصريات ماسبيرو بتخصيص مبلغ دائم لشراء الكتب، وعين دكروس كأول أمين لها خلال الفترة من 1903 إلى 1906، ثم خلفه بعد ذلك عدة أمناء حتى مونييه الذي قام بإعداد كتالوج شامل لمحتويات المكتبة حتى عام 1926، ثم كانت النقلة الهامة للمكتبة حين تولى عبد المحسن الخشاب إدارة المكتبة، وعملت معه ضياء الدين أبو غازي، والتي تولت بعد ذلك أمانة المكتبة عام 1950 وكان لها دور هام في إعداد كتالوجات للكتب وزيادة التبادل الخارجي وتوسيع المكتبة بحيث أصبح حجمها الحالي من طابقين وقاعتي اطلاع ومخزن للمطبوعات. تضم المكتبة أكثر من 50 ألف كتاب ومجلد من أندر الكتب في تخصص الآثار المصرية القديمة واليونانية والرومانية والشرق الأدنى القديم فضلًا عن تخصصات أخرى، ومن أهم تلك الكتب «كتاب وصف مصر» و«كتاب آثار مصر والنوبة» و«كتاب ليبسيوس»، وتحتوي المكتبة أيضًا على مجموعة نادرة من الخرائط واللوحات والصور.

## مجموعات المتحف

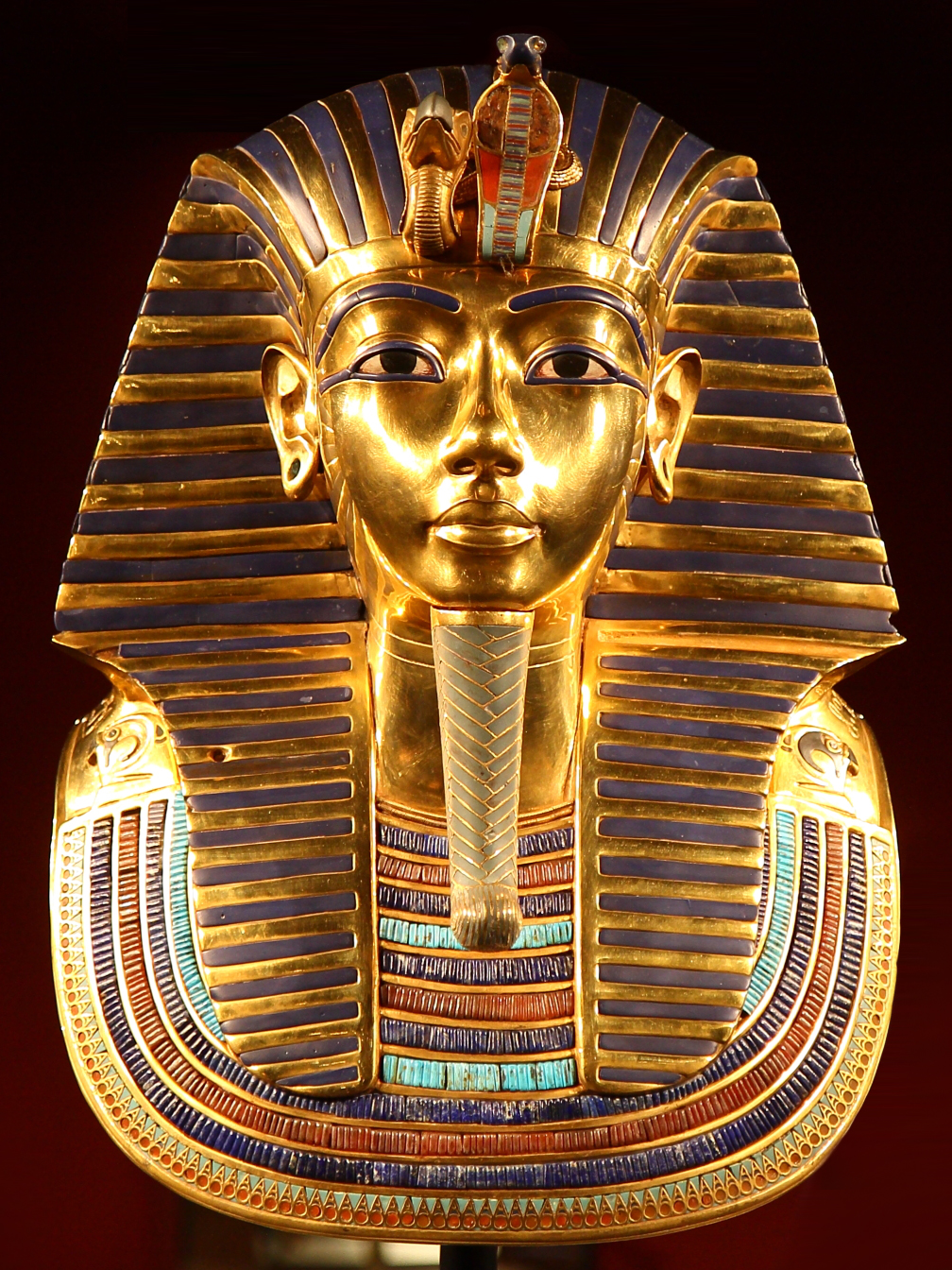
القناع الذهبي لتوت عنخ أمون

- عصور ما قبل التاريخ: تتضمن تلك المجموعة أنواعًا مختلفة من الفخار وأدوات الزينة وأدوات الصيد ومتطلبات الحياة اليومية التي تمثل نتاج المصري قبل معرفة الكتابة والذي استقر في أماكن كثيرة في مصر في شمال البلاد ووسطها وجنوبها.[3]
- عصر التأسيس: تشتمل على آثار الأسرتان الأولى والثانية، مثل: صلاية نعرمر وتمثال خع سخموي والعديد من الأواني والأدوات.[3][5]
- عصر الدولة القديمة: تتضمن مجموعة من القطع الأثرية من أهمها تماثيل زوسر وخفرع ومنكاورع وشيخ البلد والقزم سنب وبيي الأول وابنه مري أن رع والعديد من التوابيت وتماثيل الأفراد والصور الجدارية ومجموعة الملكة حتب حرس.[3][5]
- عصر الدولة الوسطى: تضم تلك المجموعة العديد من القطع الأثرية من أهمها تمثال الملك منتوحب الثاني ومجموعة تماثيل بعض ملوك الأسرة 12 مثل: سنوسرت الأول وأمنمحات الثالث وغيرهما، والعديد من تماثيل الأفراد والتوابيت والحلي وأدوات الحياة اليومية، وهريمات بعض أهرام الفيوم.[3][5]
- عصر الدولة الحديثة: هي المجموعة الأشهر بالمتحف وعلى رأسها مجموعة الفرعون الصغير توت عنخ آمون وتماثيل حتشبسوت وتحتمس الثالث ورمسيس الثاني، بالإضافة إلى العجلات الحربية والبرديات والحلي ومجموعة إخناتون ولوحة إسرائيل وتمثالي أمنحتب الثالث وزوجته تي ومجموعة التمائم وأدوات الكتابة والزراعة، ثم مجموعة المومياوات الملكية التي تعرض في قاعة خاصة بها والتي افتتحت عام 1994، إلى أن نقلت المومياوات الملكية إلى المتحف القومي للحضارة المصرية بالفسطاط ضمن مراسم حدث موكب المومياوات الملكية عام 2021.[3][5]
- العصور المتأخرة: تضم المجموعة قطع أثرية متنوعة من بينها كنوز تانيس المصنوعة من الذهب والفضة والأحجار الكريمة والتي عثر عليها في مقابر بعض ملوك وملكات الأسرتين 21، 22 في صان الحجر، بالإضافة إلى بعض التماثيل الهامة مثل تمثال آمون ومنتومحات وتمثال للإلهه تاورت ولوحة قرار كانوب (أبو قير) ولوحة بعنخي ومجموعة من آثار النوبة التي نقل بعضها إلى متحف النوبة بأسوان.[3][5]

## سرقة المحتويات
في أغسطس 2004 أعلن عن اختفاء 38 قطعة أثرية من المتحف ولم يستدل عليها وأحيلت الواقعة للنيابة العامة للتحقيق.
وخلال حالة الانفلات الأمني التي واكبت ثورة 25 يناير، تم اقتحام المتحف في يوم 28 يناير 2011 من قبل مجهولين، وسرقت خلال تلك الواقعة 54 قطعة أثرية، وعلى إثر ذلك قامت قوات الجيش بتطويق المتحف لحمايته وتأمينه ضد عمليات النهب والسرقة. عقب هدوء الأحداث والأوضاع السياسية، استطاعت الجهات الأمنية ضبط واسترداد جزء من تلك الآثار، ولا زال مفقودًا حتى الآن 29 قطعة أثرية.

## موكب المومياوات الملكية
في الثالث من أبريل عام 2021، شهد المتحف المصري موكب المومياوات الملكية، حيث نقلت 22 مومياء ملكية (18 ملكًا وأربع ملكات) من المتحف المصري إلى المتحف القومي للحضارة المصرية بمدينة الفسطاط، حيث ستعرض المومياوات في صناديق أحدث للتحكم في الحرارة والرطوبة مقارنةً بالمتحف المصري.

## الوصول والدخول

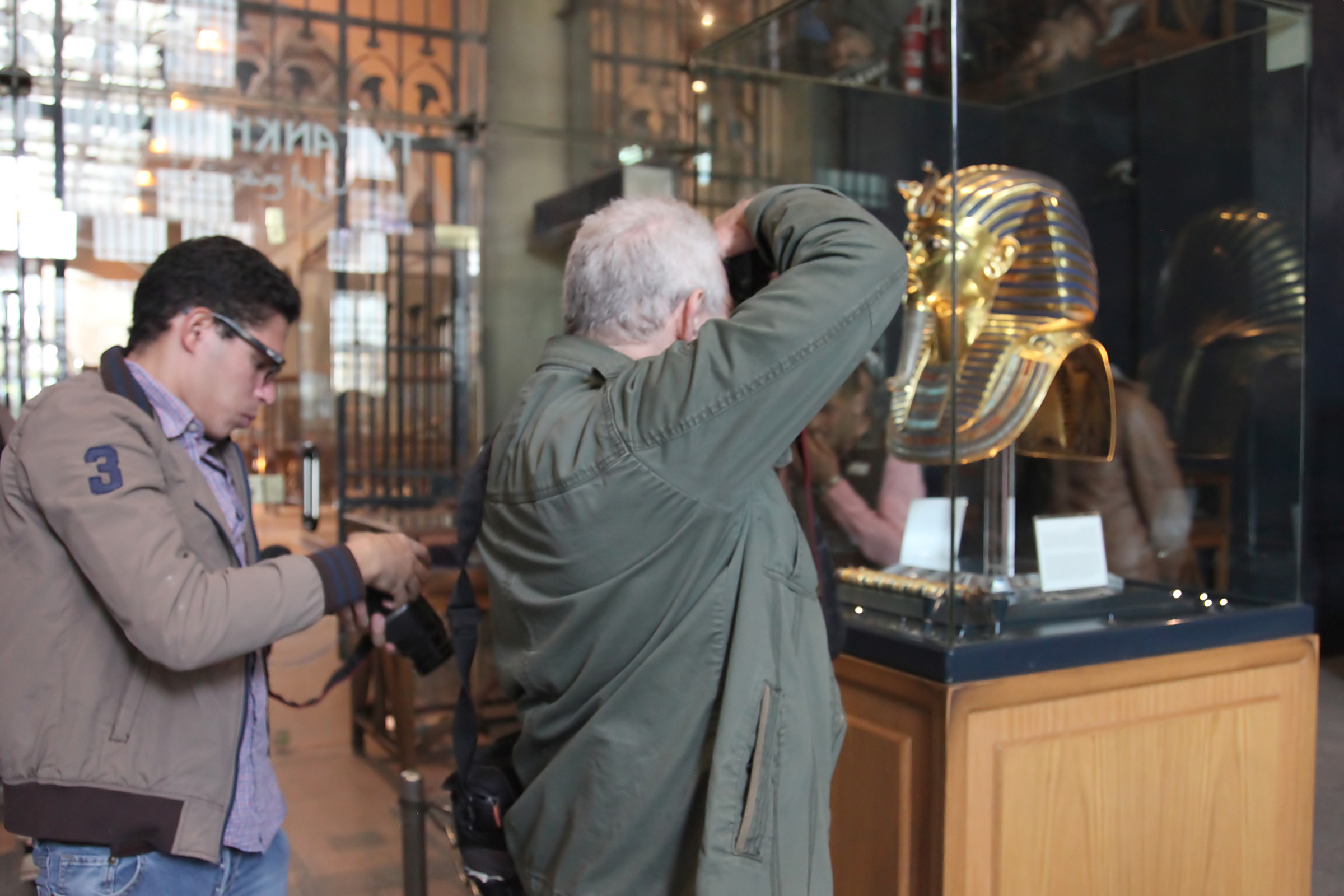
أحد مصوري القناع الذهبي لتوت عنخ آمون

يقع المتحف في قلب مدينة القاهرة بالجهة الشمالية لميدان التحرير (وسط البلد)، ويمكن الوصول إليه باستخدام المواصلات العامة أو استخدام السيارات الخاصة وتوقيفها بموقف سيارات التحرير متعدد الطوابق، أو استخدام وسيلة المواصلات الأسهل وهي مترو الأنفاق، والخروج من محطة السادات التي تطل على ميدان التحرير مباشرة. يفتح المتحف أبوابه يوميًا للزوار من الساعة 09:00 صباحًا وحتى 07:00 مساءً، وفي يوم الجمعة من الساعة 09:00 صباحًا وحتى 11:00 صباحًا ومن 1.30 ظهرًا حتى 07.00 مساءً. ولا يسمح بالتصوير داخل المتحف بسبب الآثار السلبية لإضاءة الكاميرات على ألوان الآثار الصغيرة، إلا أنه حديثًا سمح بالتصوير الشخصي مقابل 50 جنيهًا للمصريين والأجانب ما عدا قاعة القناع الذهبي وقاعتي المومياوات الملكية. وفي بعض الأحيان يسمح بالتصوير المجاني لعدة أيام محددة مسبقًا، بهدف تشجيع السياحة ورفع نسبة الإقبال على زيارة المتحف. كما يمكن تأجير جهاز المرشد الإلكتروني من داخل المتحف، لشرح كل المعلومات عن الآثار المعروضة وذلك مقابل 25 جنيهًا.

### أسعار التذاكر
القيمة بالجنيه المصري.
| أماكن الزيارة                      | الطلبة والأطفال المصريين | المصريين والعرب | الأجانب |
| ---------------------------------- | ------------------------ | --------------- | ------- |
| الفترة الصباحية                    |                          |                 |         |
| المتحف                             | 5                        | 20              | 120     |
| قاعة المومياوات                    | 20                       | 40              | 150     |
| الفترة المسائية يومي الأحد والخميس |                          |                 |         |
| المتحف                             | 15                       | 30              | 180     |
| قاعة المومياوات                    | 30                       | 60              | 225     |

- 240 جنيهًا تذكرة صباحية مجمعة للأجانب بسعر مخفض للمتحف وقاعة المومياوات.

## الإدارة
يخضع المتحف لإشراف قطاع المتاحف بالمجلس الأعلى للآثار التابع لوزارة الآثار المصرية، ويقوم على شؤونه مدير المتحف وهو المنصب الذي تعاقب عليه عدة شخصيات أثرية مرموقة وهم:
- علي عبد الحليم (يناير 2023 - حتى الآن).[27][28]
- صباح عبد الرازق (سبتمبر 2016 - يناير 2023).[28][29]
- سمية عبد السميع (مارس 2016 - سبتمبر 2016).[28][30]
- خالد العناني (2015 - 2016).[28][31]
- محمود الحلوجي (2014 - 2015).[28][32][33]
- سيد عامر (2013 - 2014).[28][34]
- سلوى عبد الرحمن (2012 - 2013).[28][35]
- سيد حسن (2012 - 2012).[28][36]
- طارق العوضي (2010 - 2012).[28][37]
- وفاء الصديق (2004 - 2010).[35][38][39]
- ممدوح الدماطي (2001 - 2004).[28][40]
- سهير الصاوي (2000 - 2001).[28]
- محمد الشيمي (1999 - 2000).[28]
- محمد صالح (1991 - 1999).[28]
- محمد محسن (1987 - 1991).[28]
- محمد صالح ( 1982-1987).[28][41][42][43]
- محمد محسن (1978-1982).[28][43]
- حسن العشيري (1978 - 1978).[28]
- ضياء أبو غازي (1978 - 1978).[28]
- علي حسن (1977 - 1978).[28][44]
- عبد القادر سليم (1973 - 1977).[28]
- هنري رياض غبور (1967 - 1973).[28][43][45]
- محمد حسن عبد الرحمن (1965 - 1967).[28]
- فيكتور أنطون جرجس (1960 - 1965).[28]
- موريس رفائيل (1957 - 1960).[28]
- محرم كمال (1956 - 1957).[28]
- عباس بيومي (1950 - 1956).[28]
- محمود علي حمزة (1941 - 1950).[28][46]
- ريجينالد انجلباخ (1936 - 1941).[28]
- بيير لاكاو (1914 - 1936).[28][47]
- جاستون ماسبيرو (1899 - 1914).[28][48][49]
- جاك دي مورجان (1892 - 1899).[28][49]
- يوجين جريبو أوجينى (1886 - 1892).[28][50]
- جاستون ماسبيرو (1881 - 1886)[28][47]
- أوجوست مارييت (1858 - 1881).[4][28]
- يوسف ضياء أفندي (1835 - 1850).[28]

## معرض صور

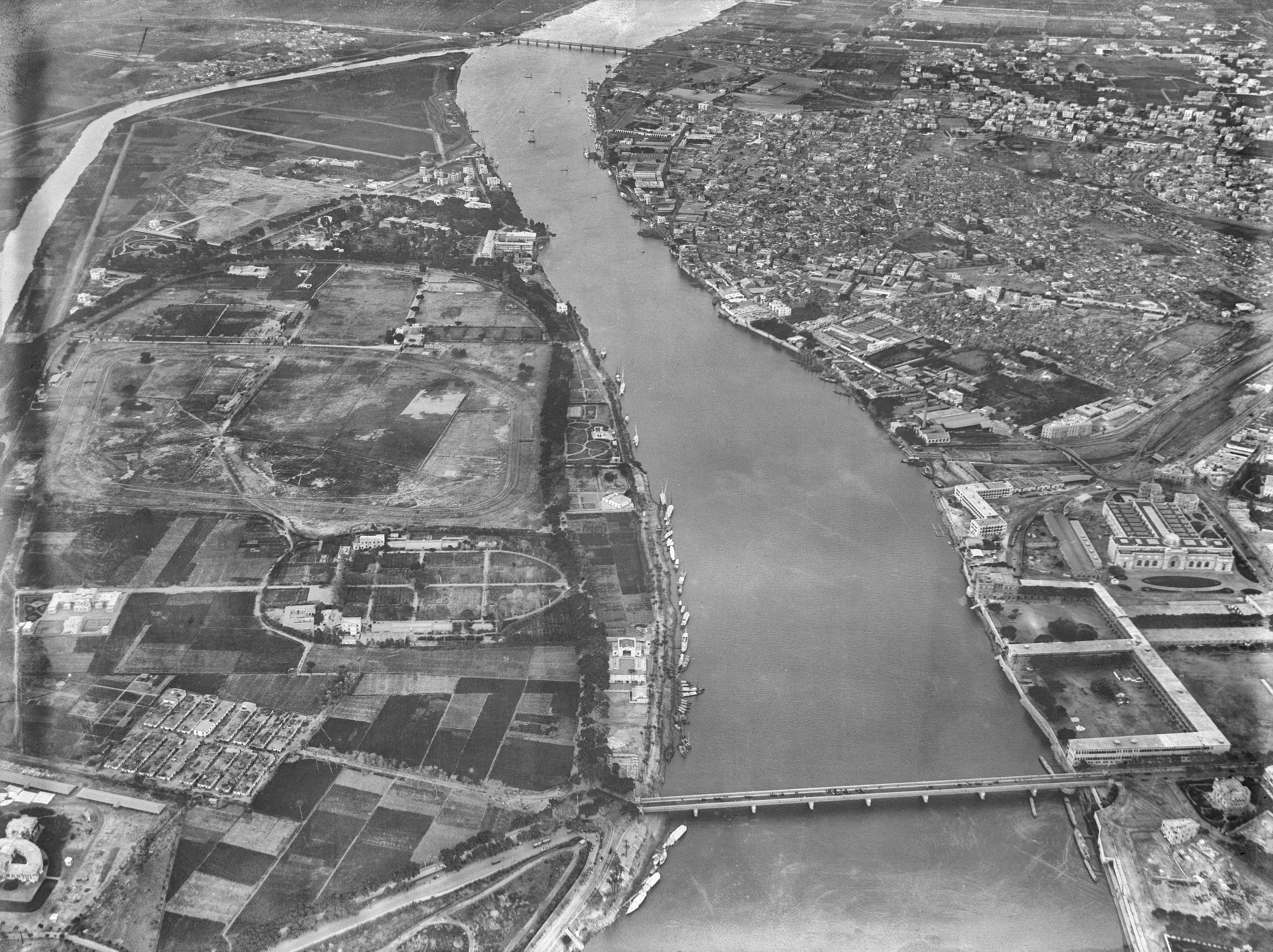
صورة لموقع المتحف عام 1904
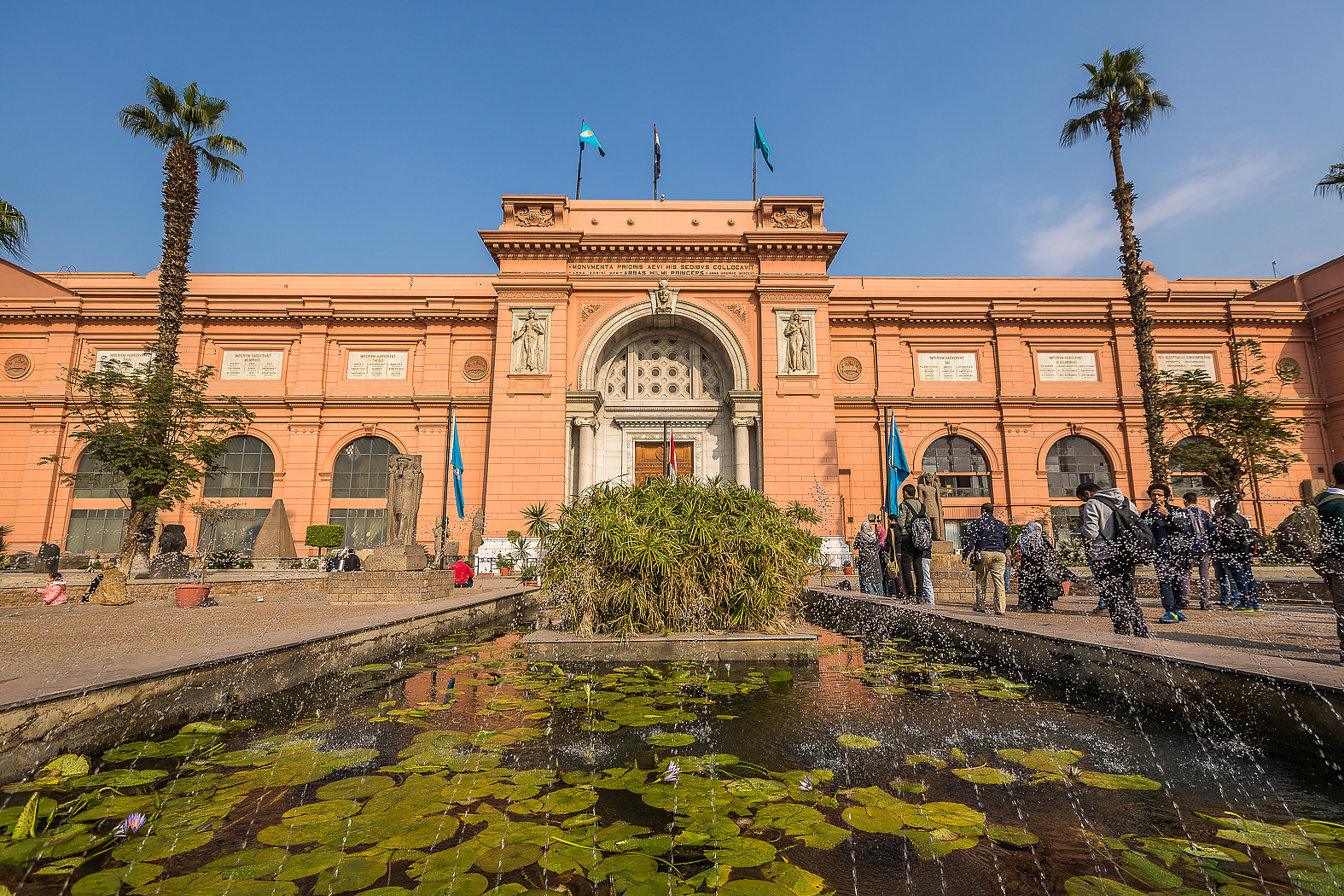
منظر خارجي للمتحف
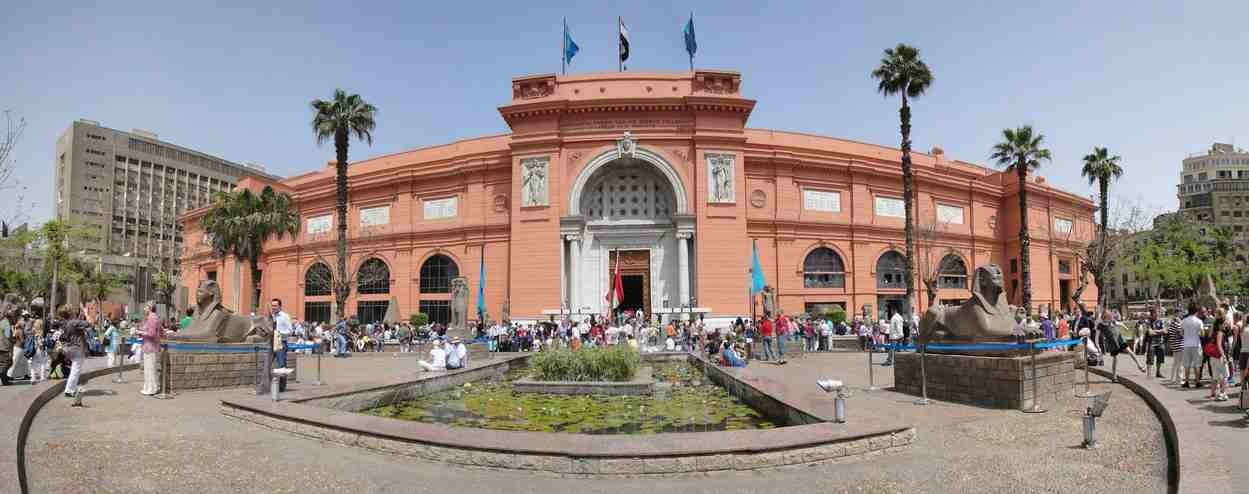
منظر خارجي للمتحف
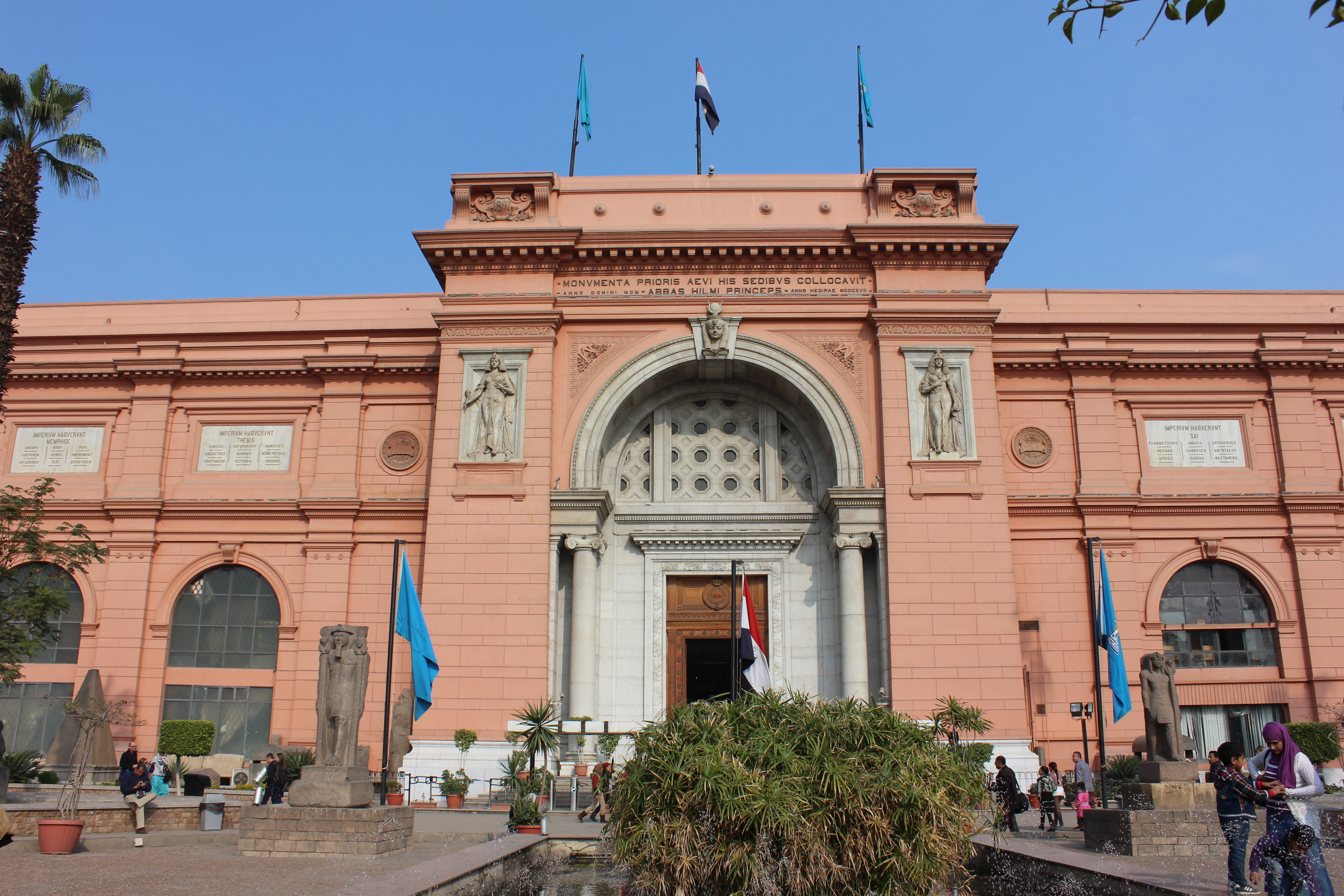
منظر خارجي للمتحف
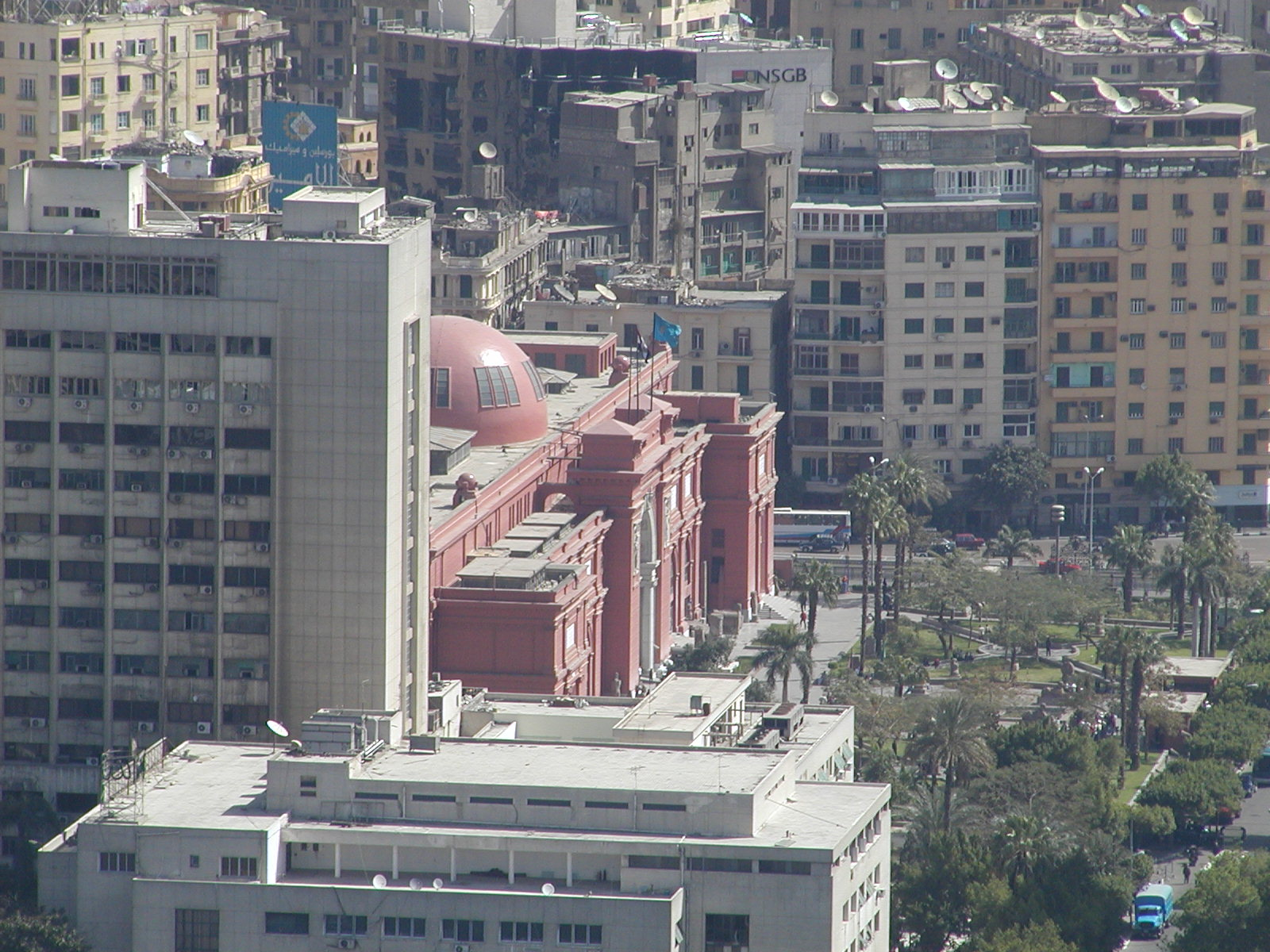
منظر خارجي للمتحف
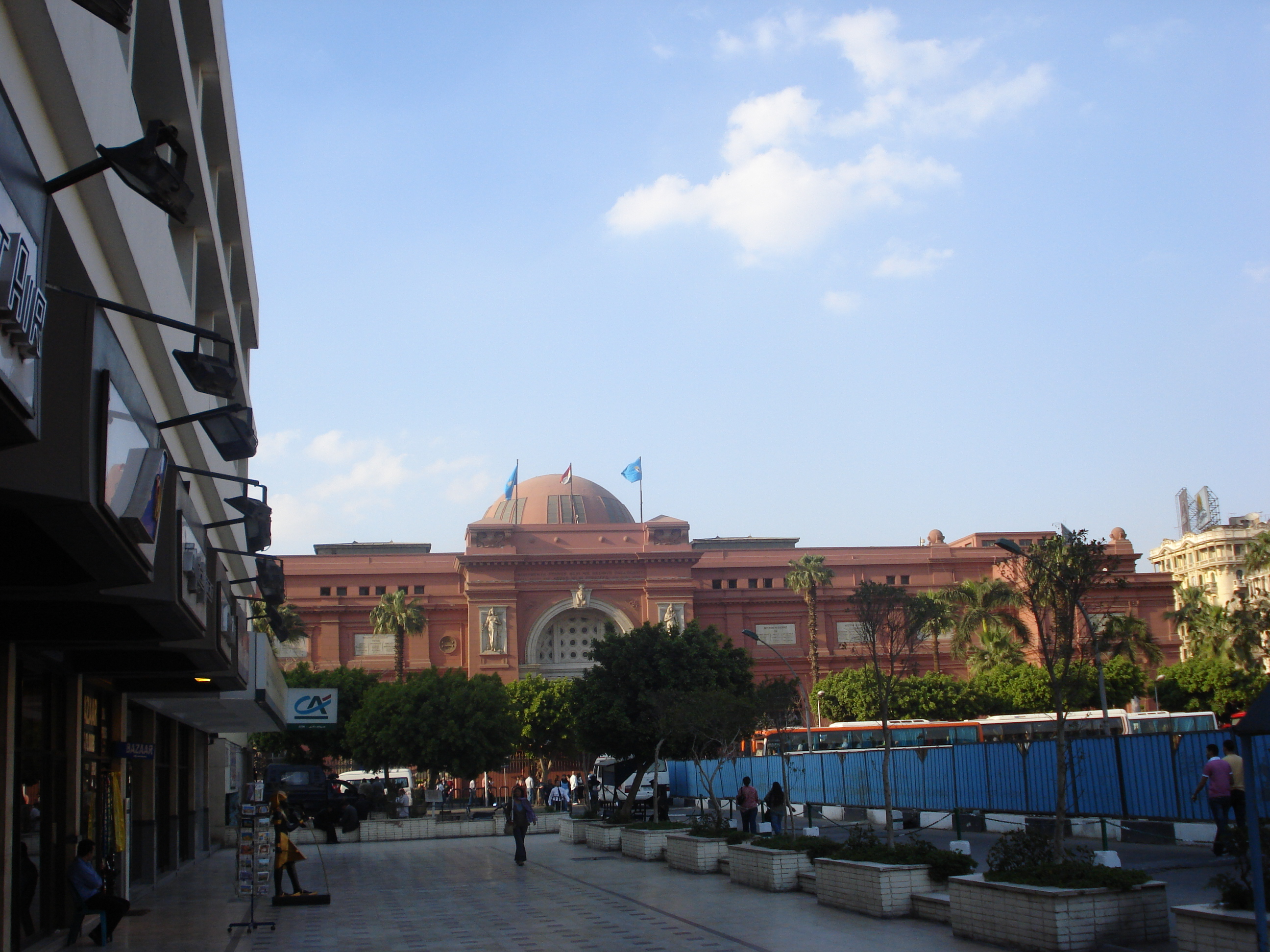
منظر خارجي للمتحف
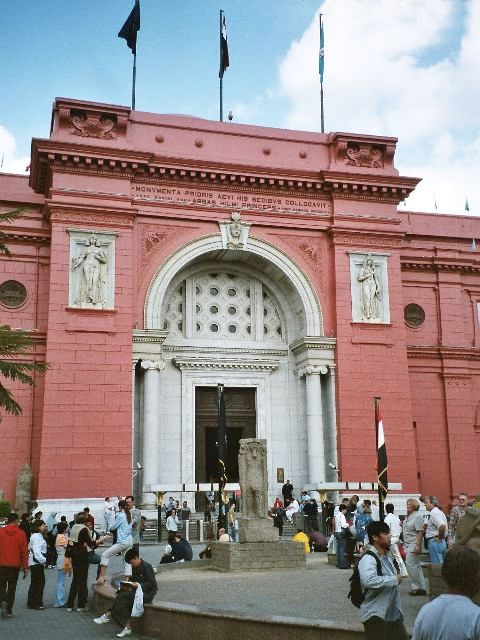
منظر خارجي للمتحف
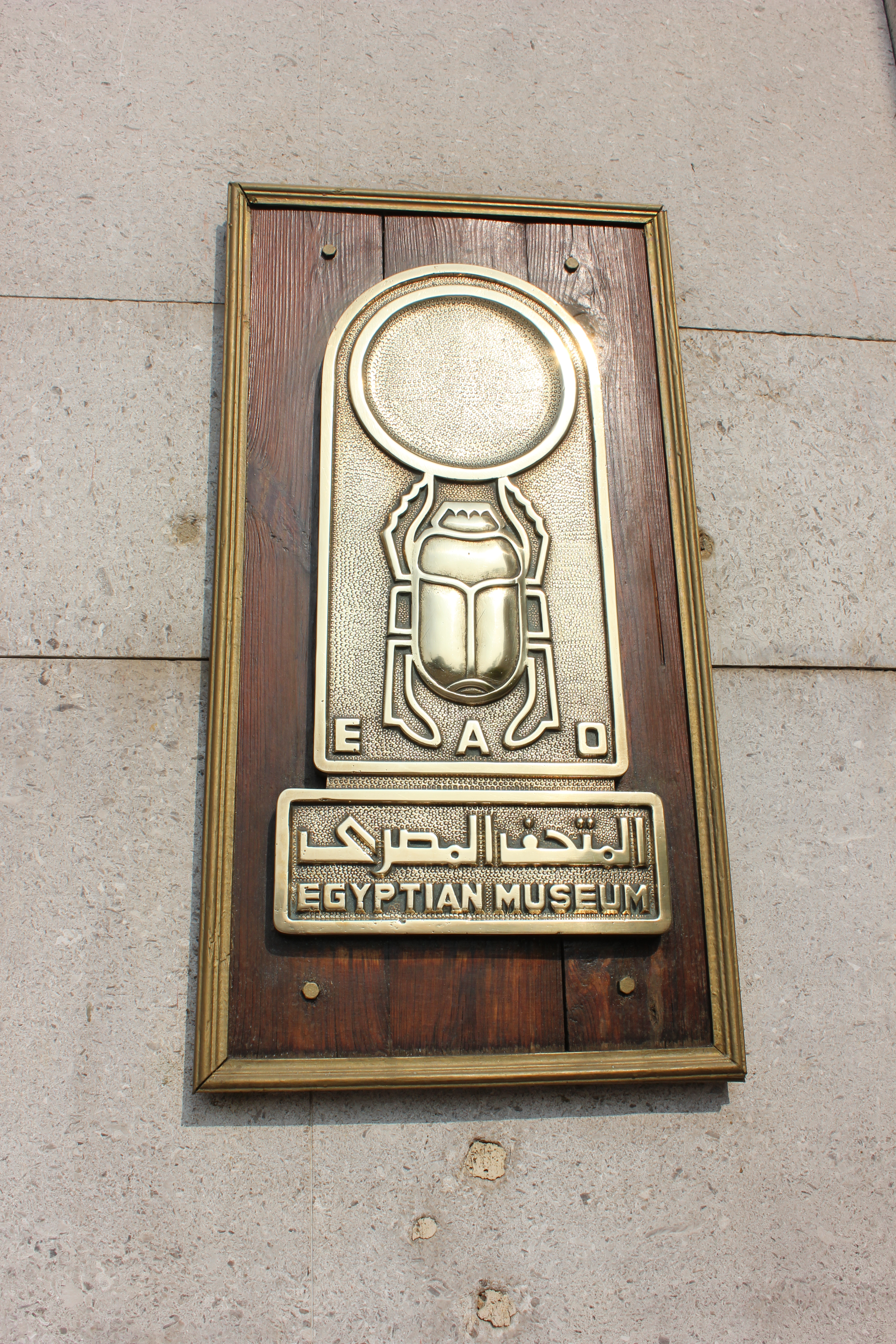
منظر خارجي للمتحف
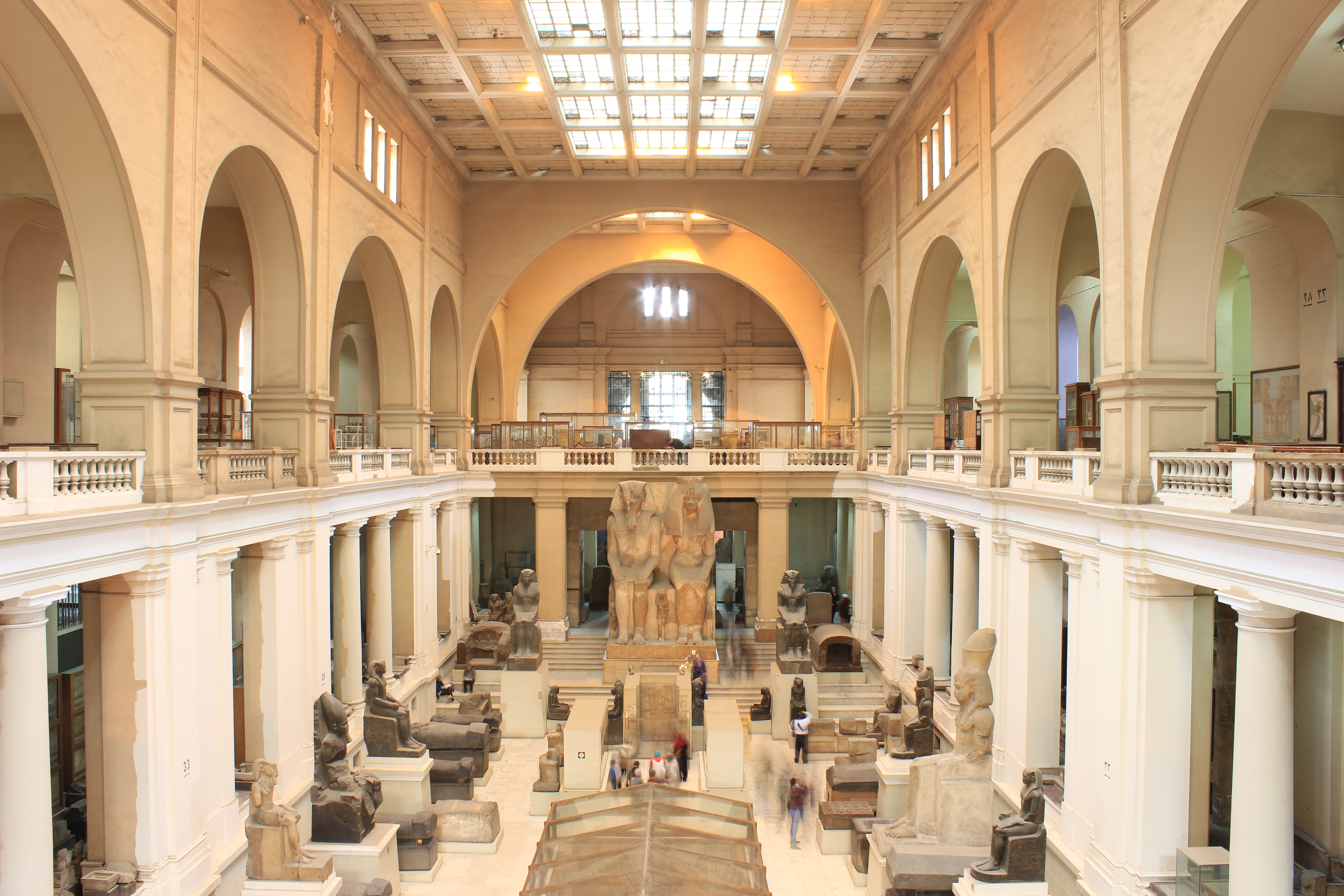
القاعة الرئيسية
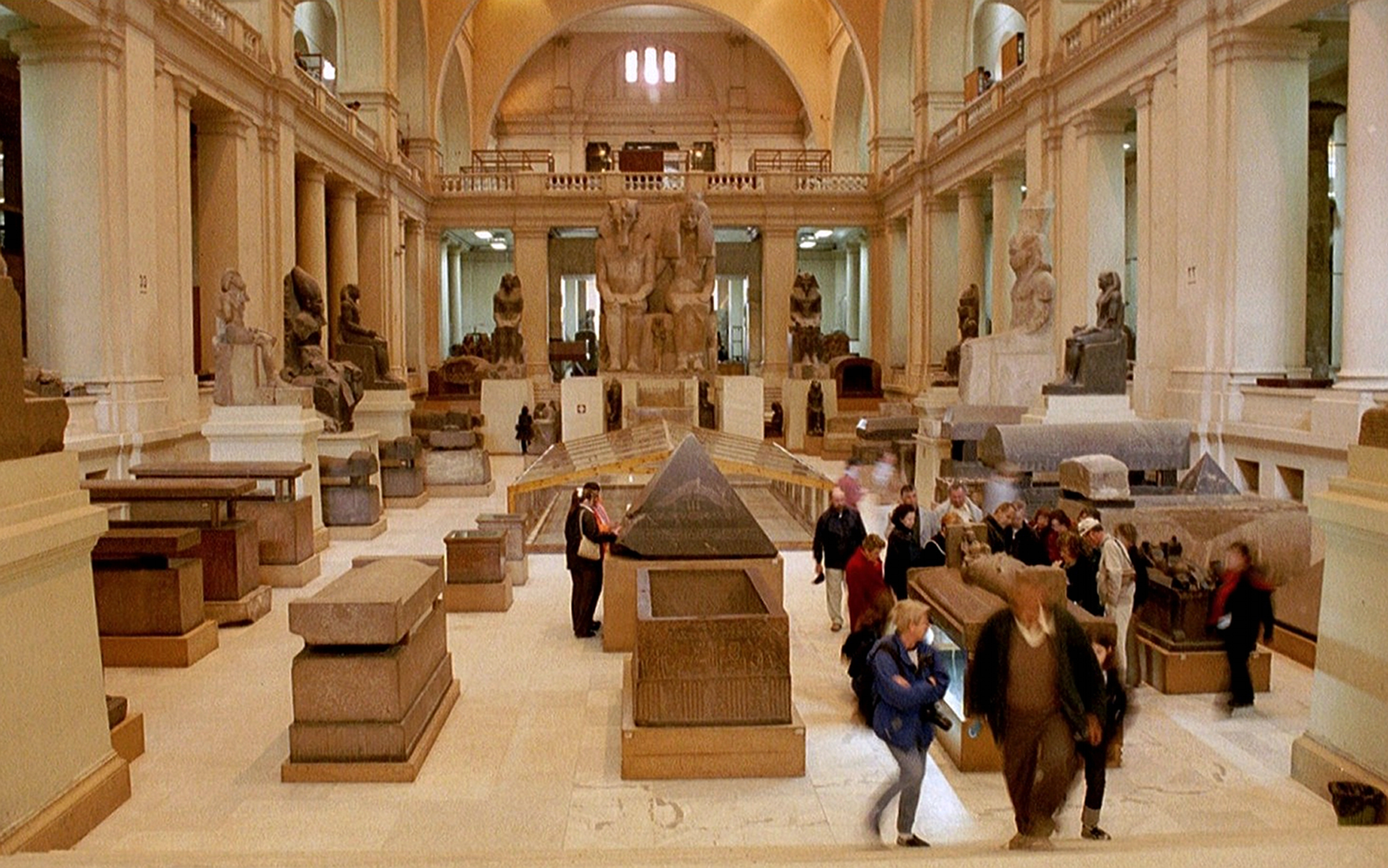
القاعة الرئيسية
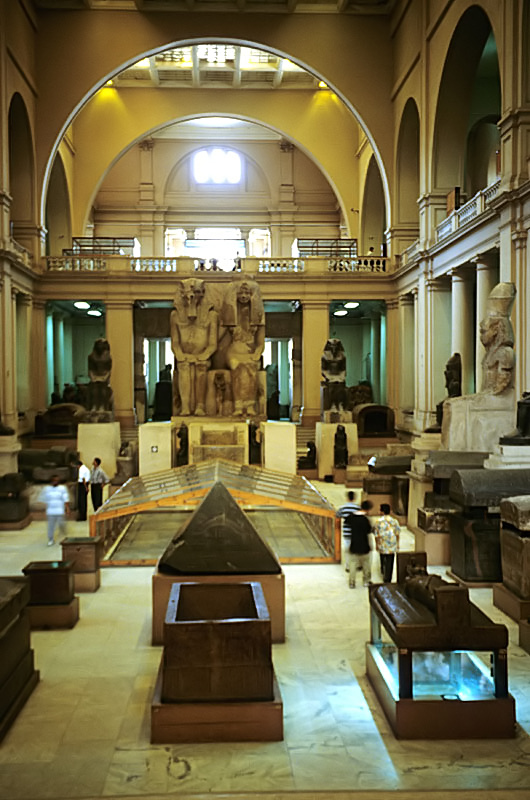
القاعة الرئيسية
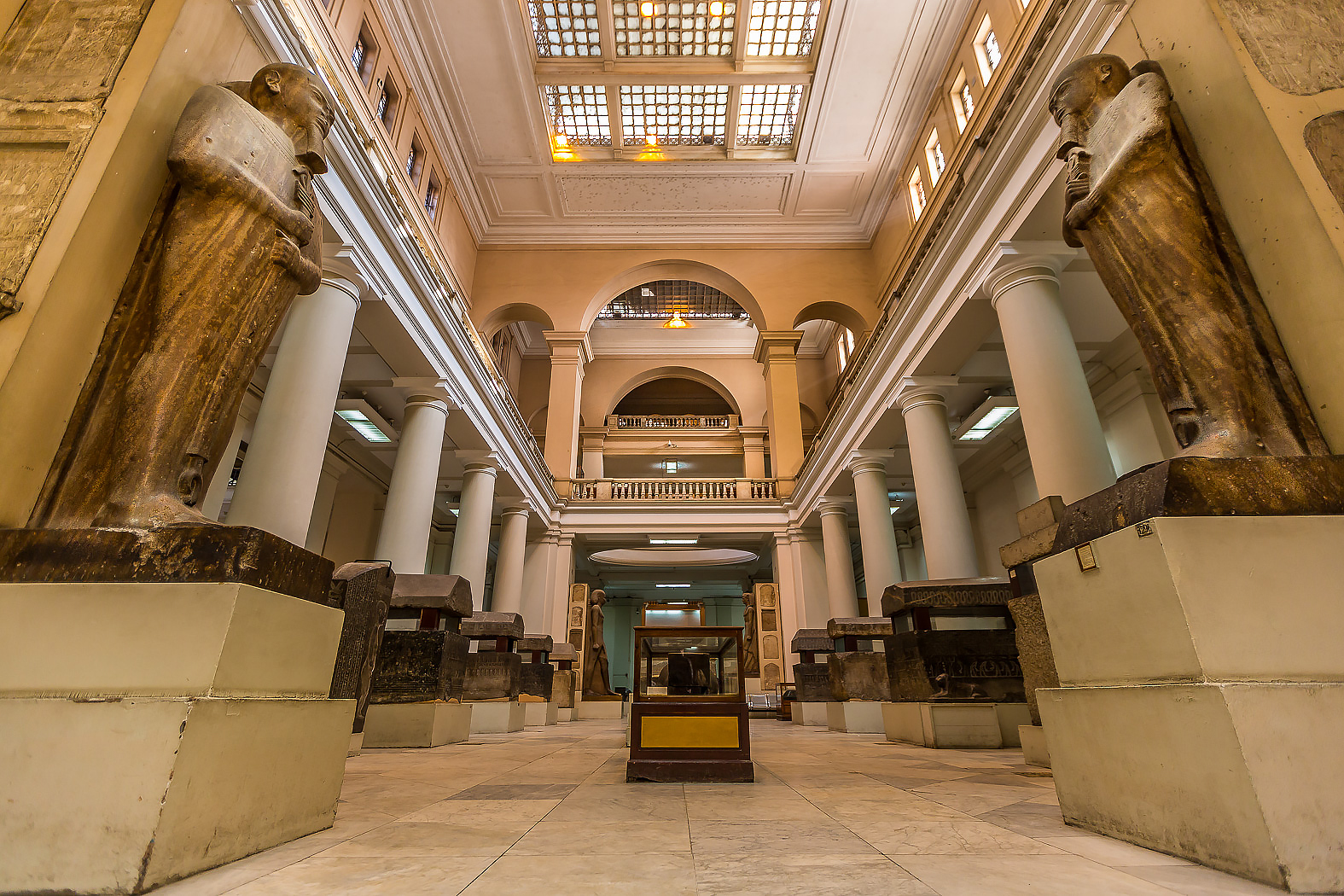
أحد قاعات المتحف
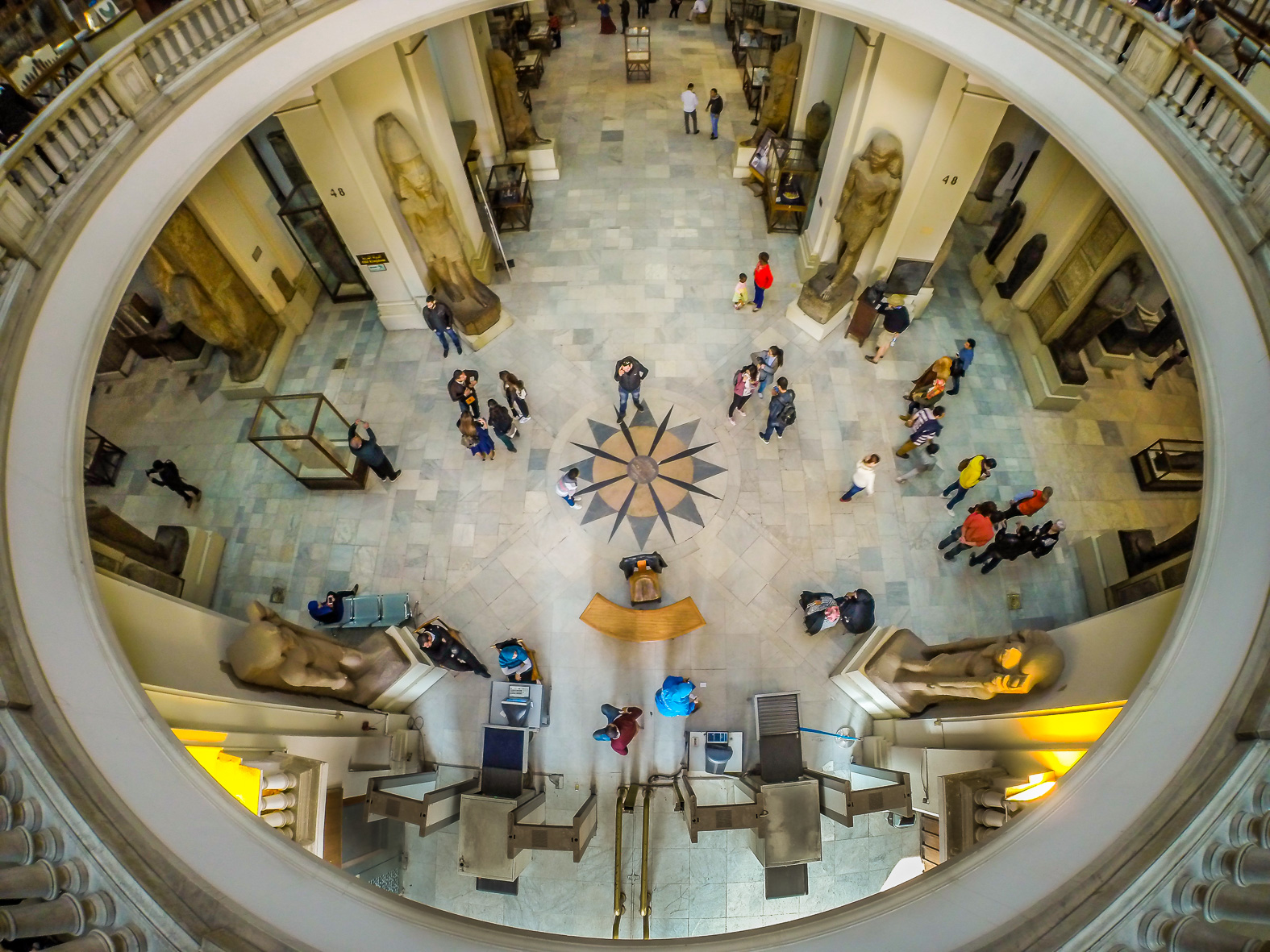
منظر للطابقين الأول والثاني
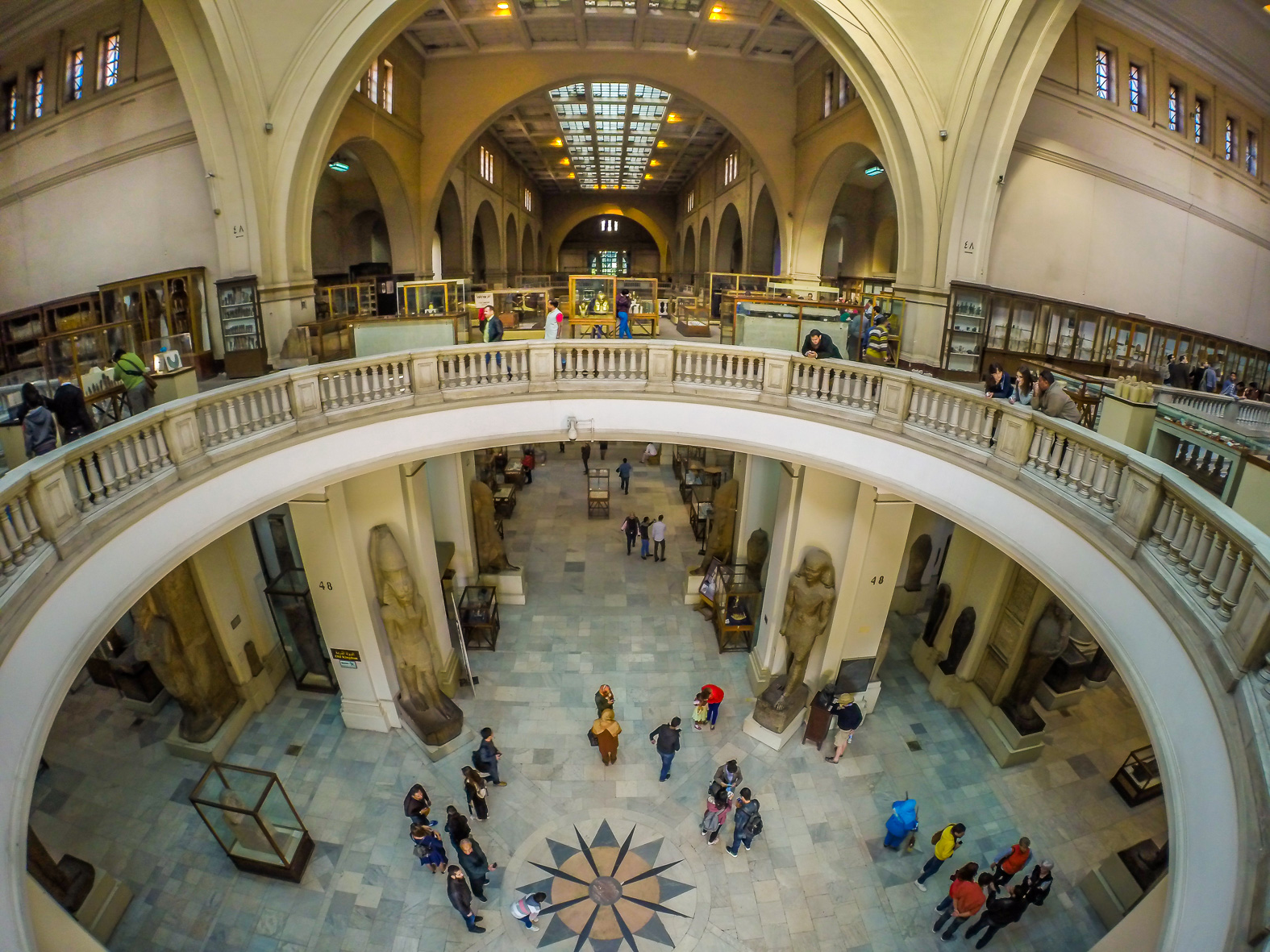
منظر للطابقين الأول والثاني
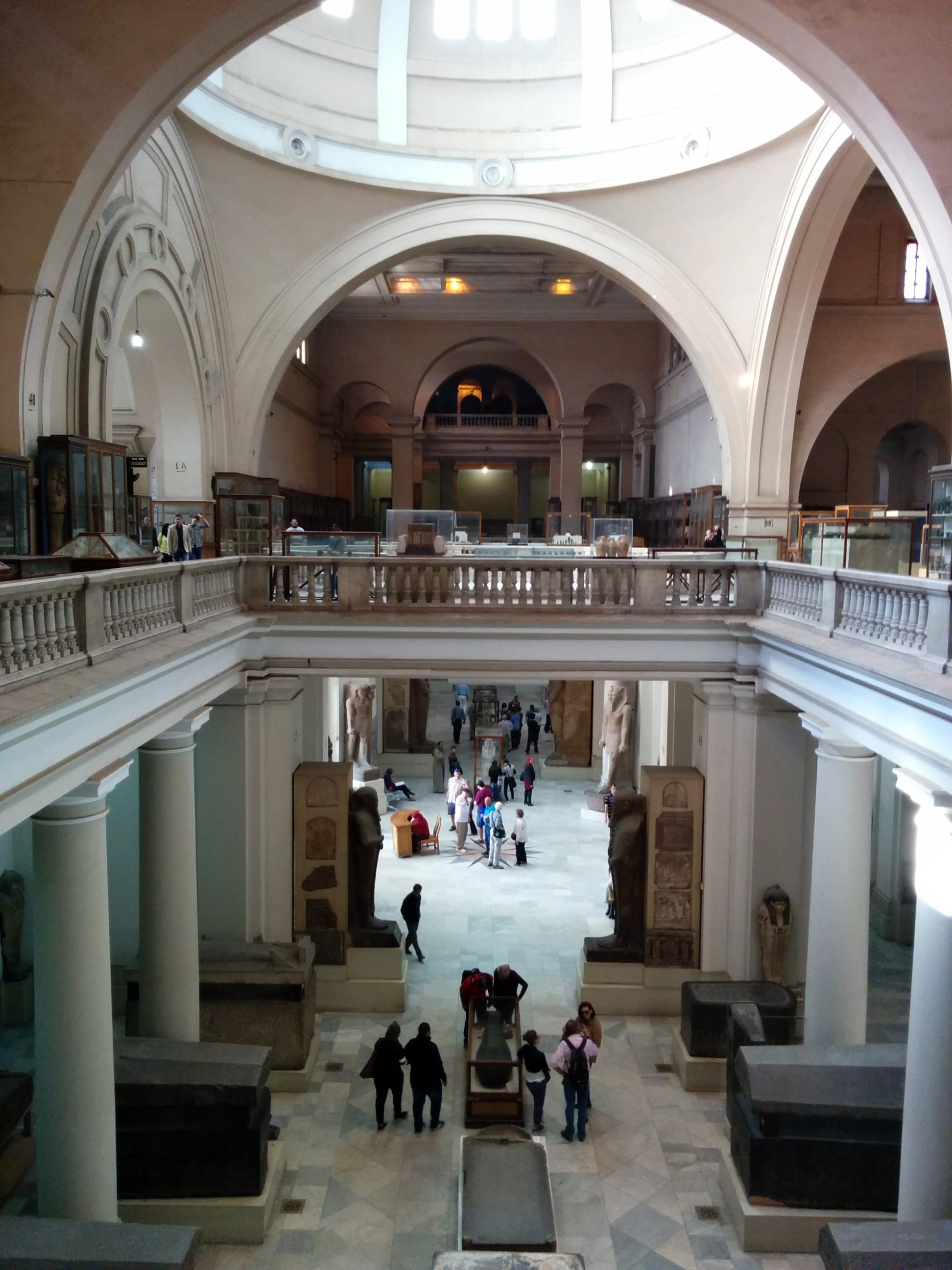
منظر للطابقين الأول والثاني
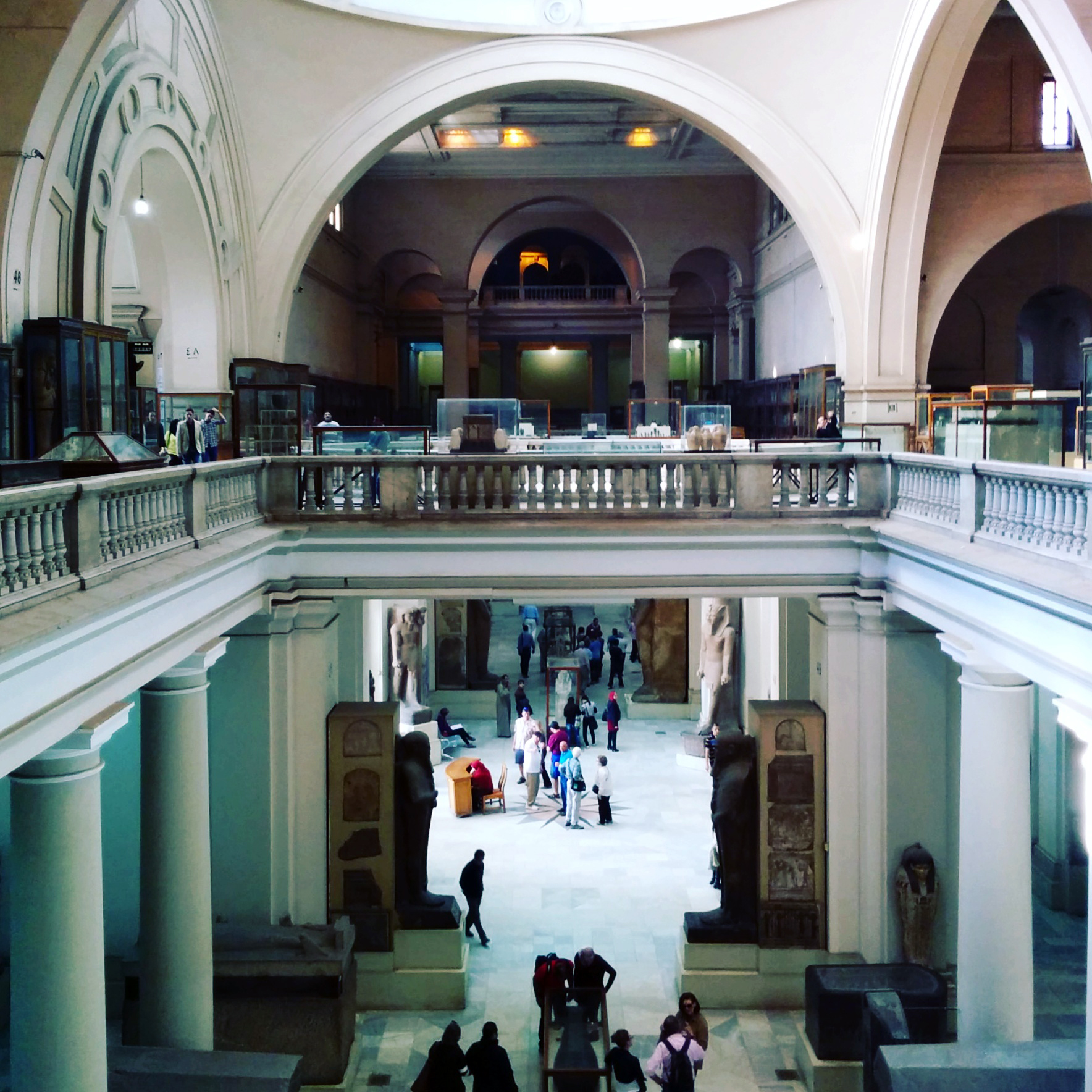
منظر للطابقين الأول والثاني
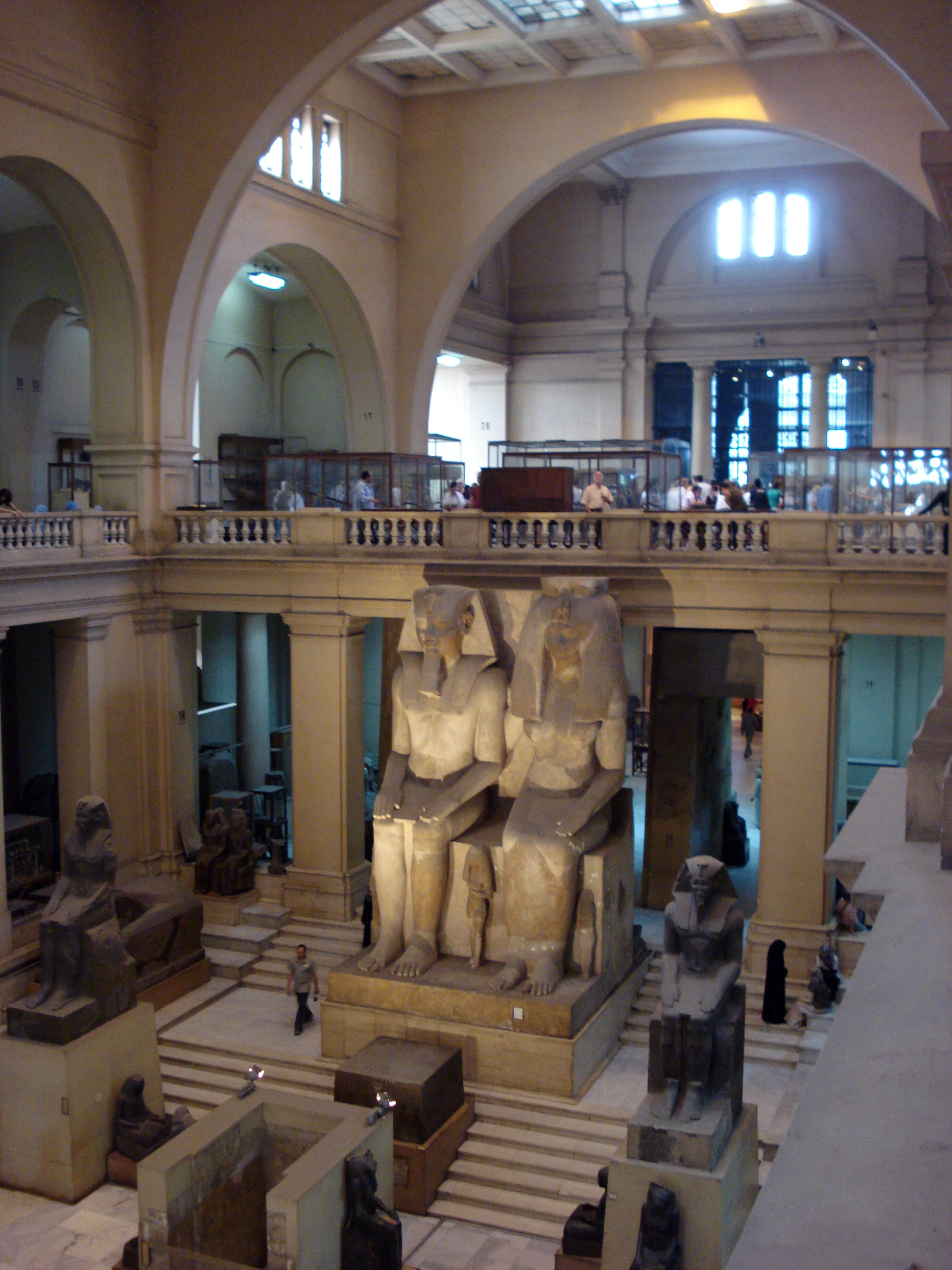
منظر للطابقين الأول والثاني
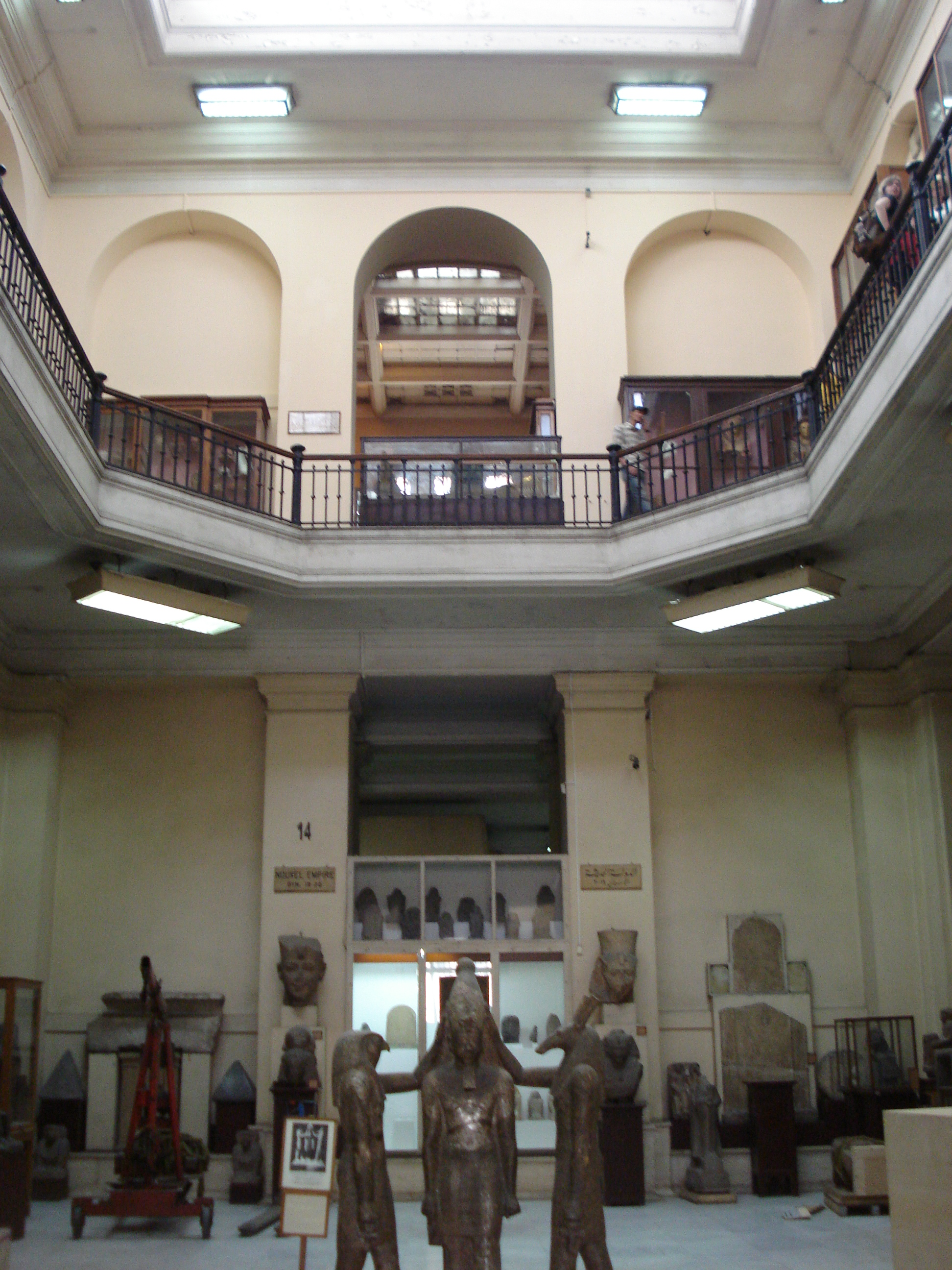
منظر للطابقين الأول والثاني
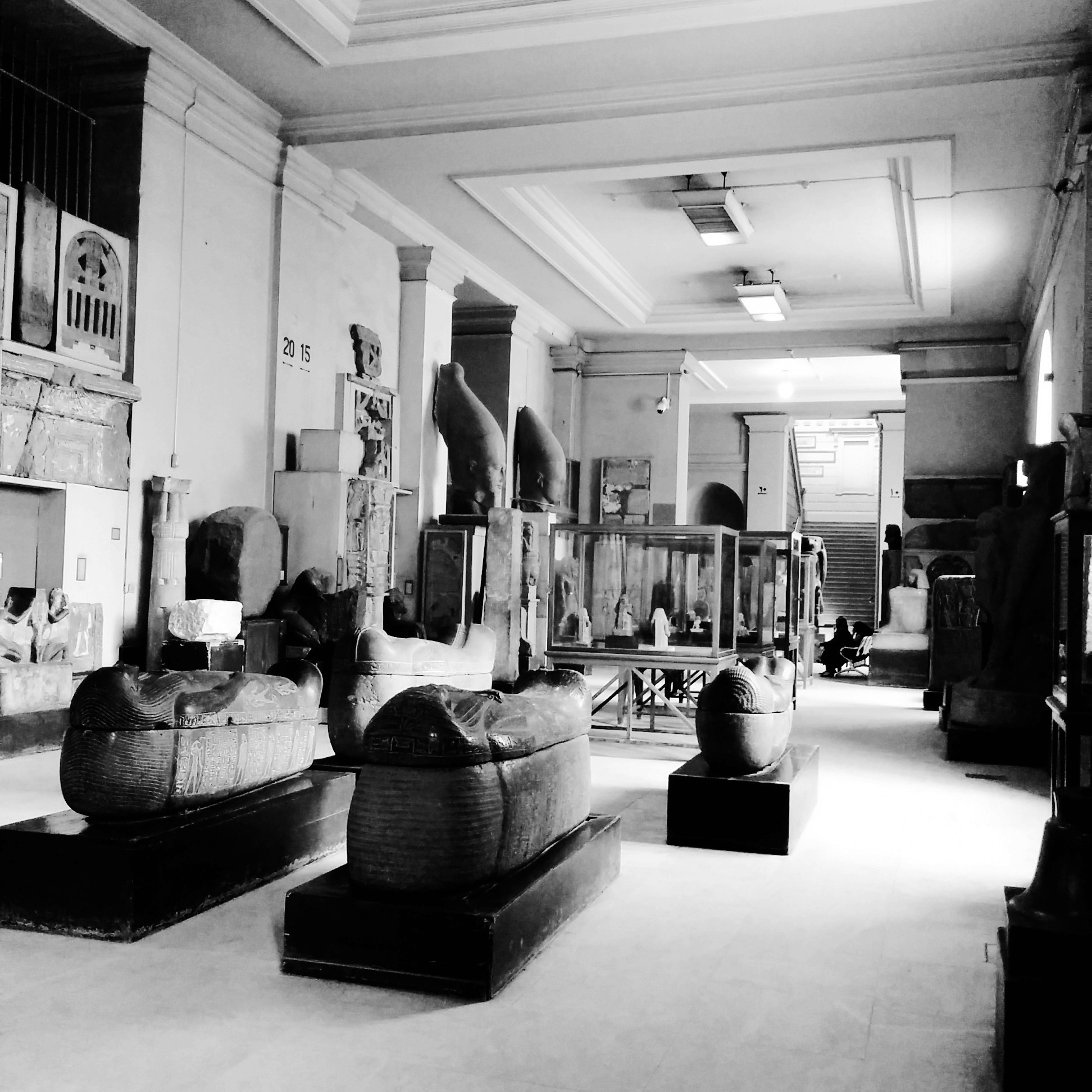
أحد ممرات المتحف
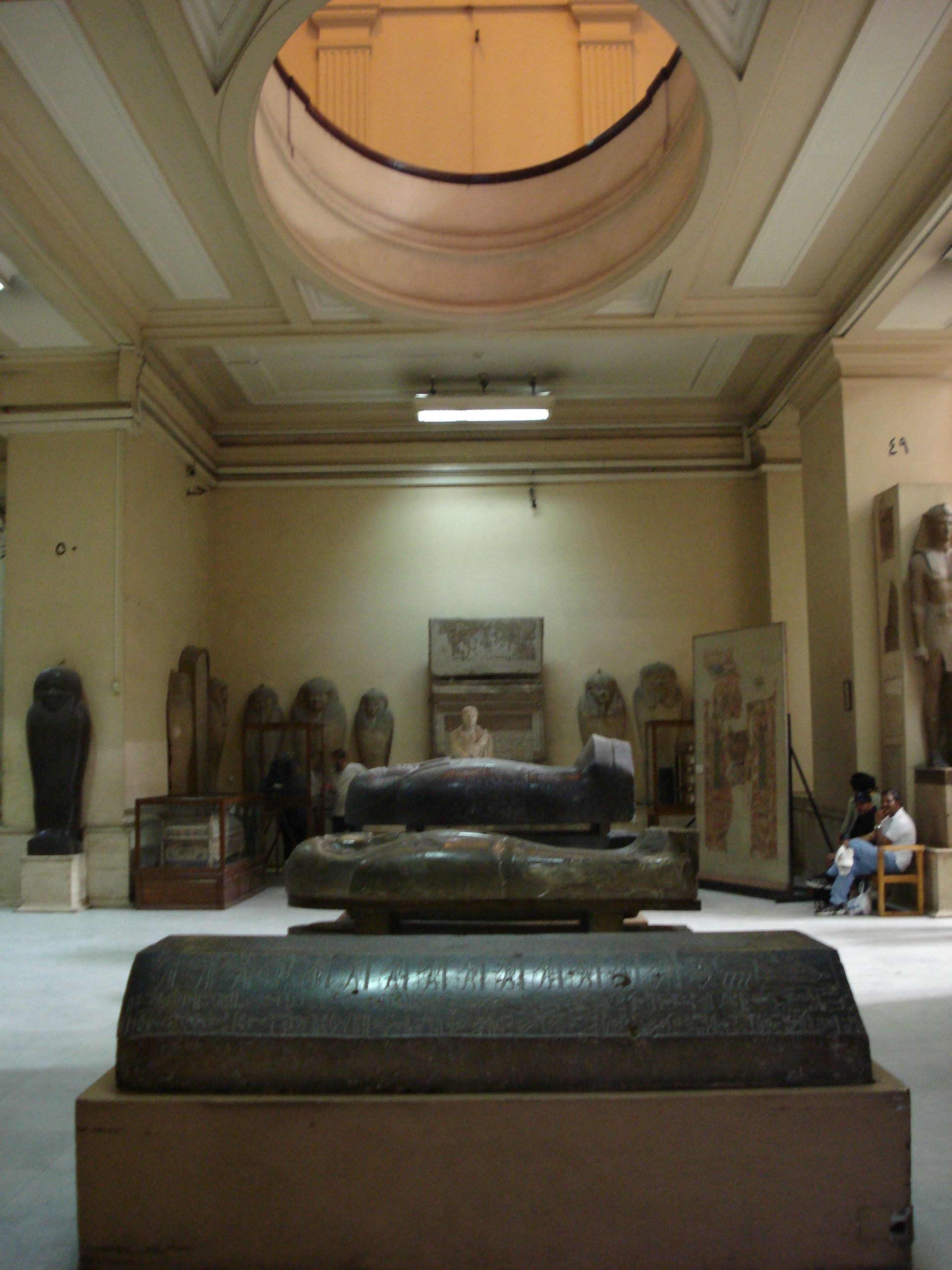
أحد ممرات المتحف
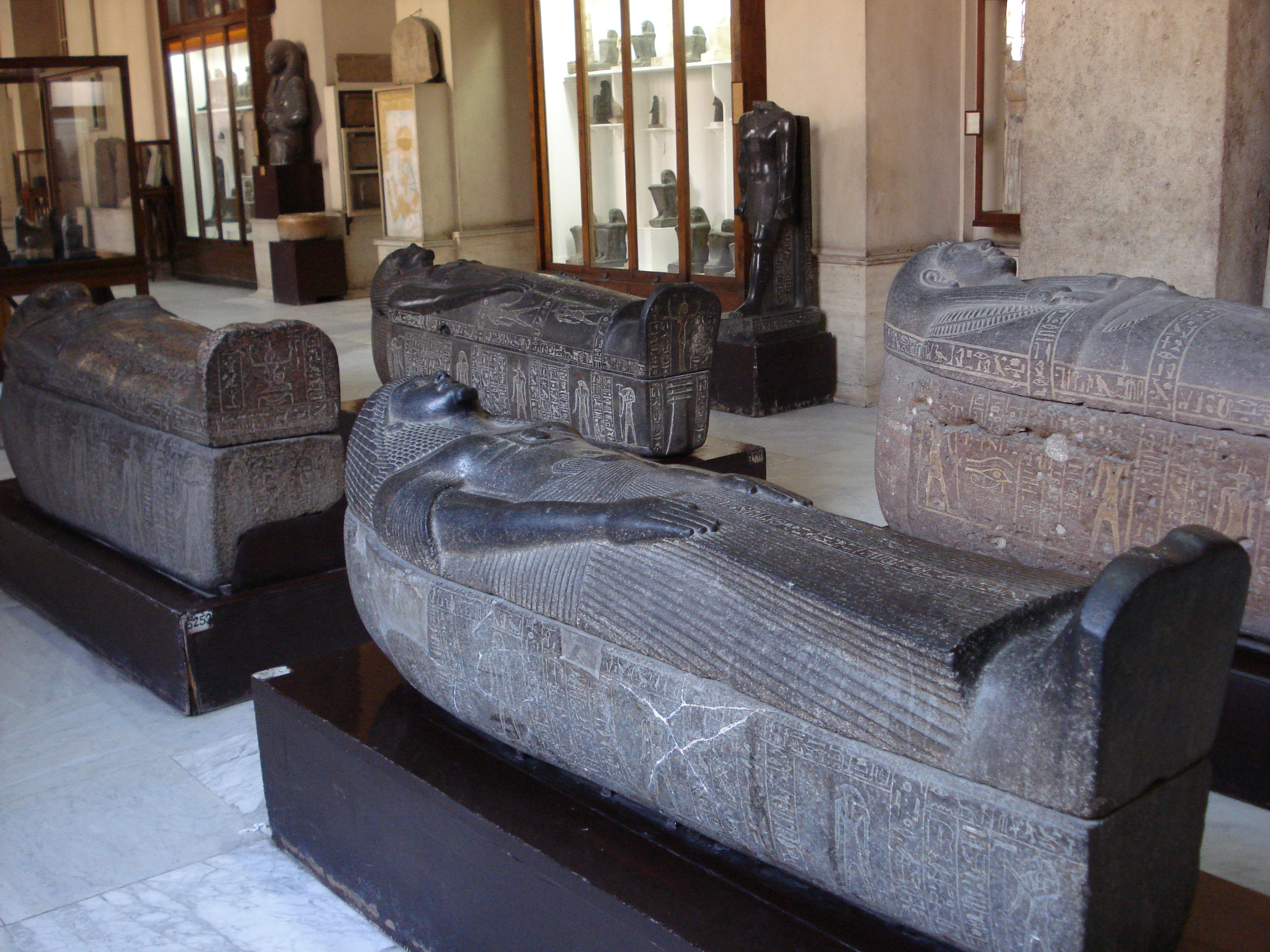
أحد ممرات المتحف
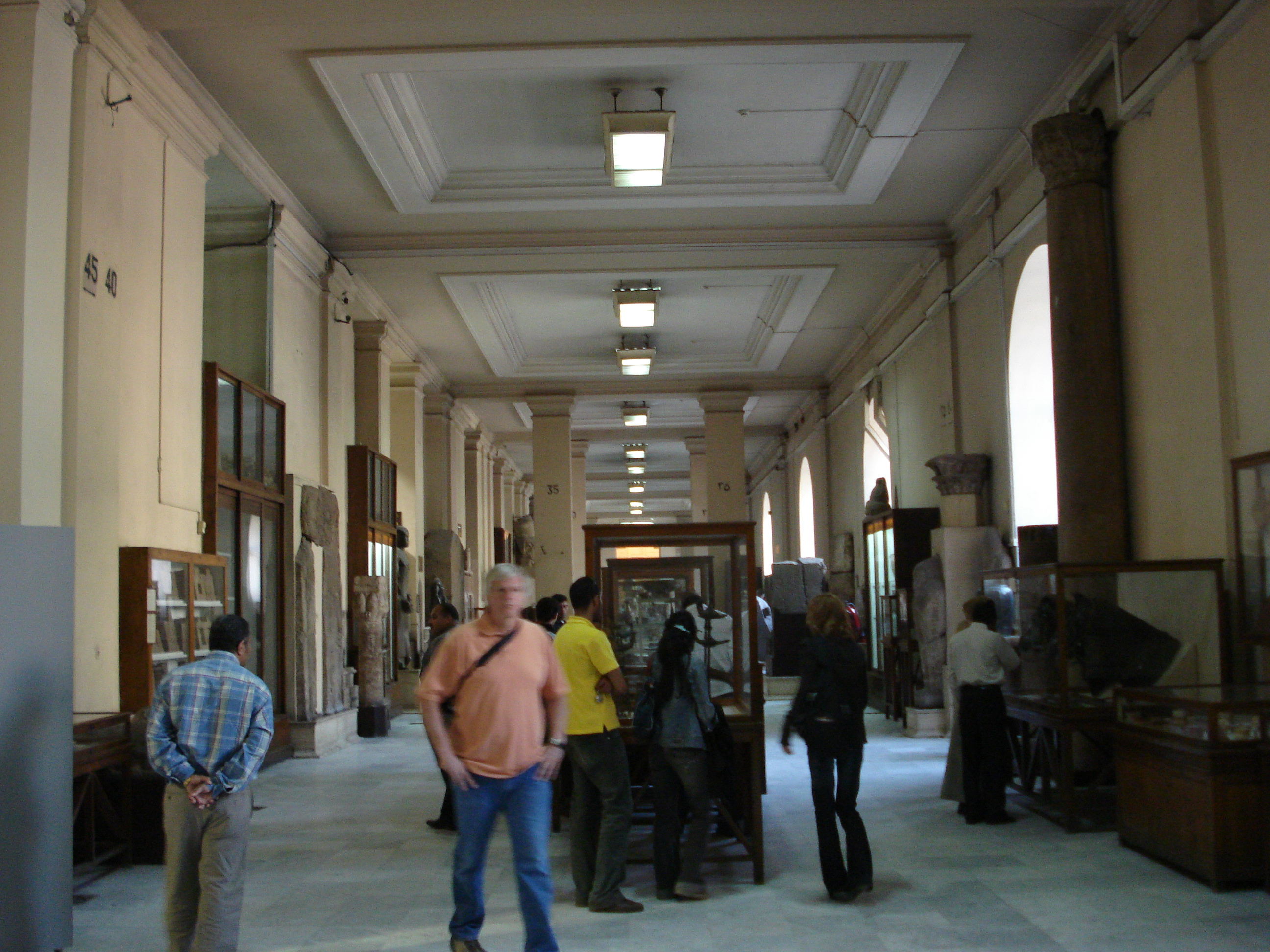
أحد ممرات المتحف
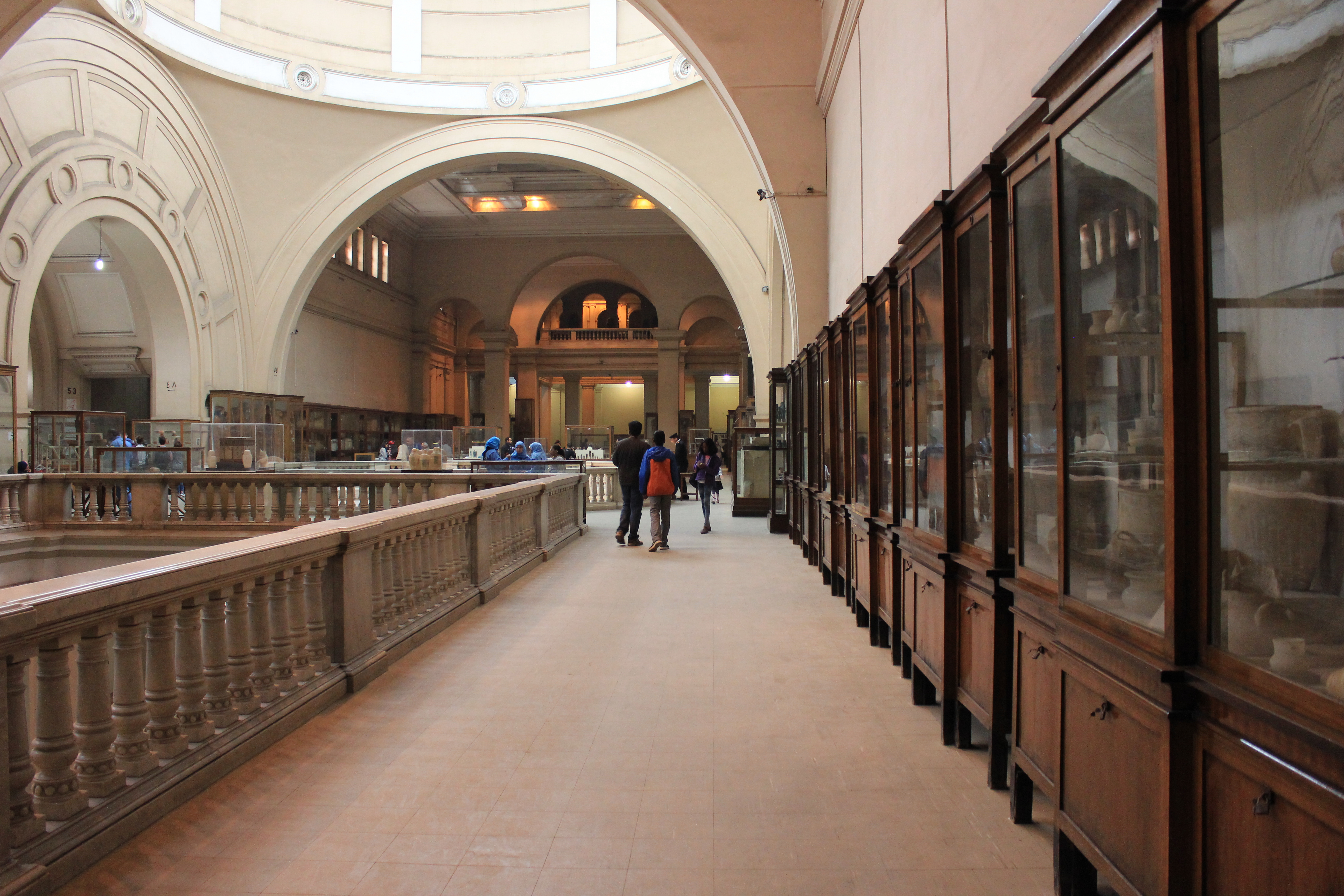
أحد ممرات المتحف
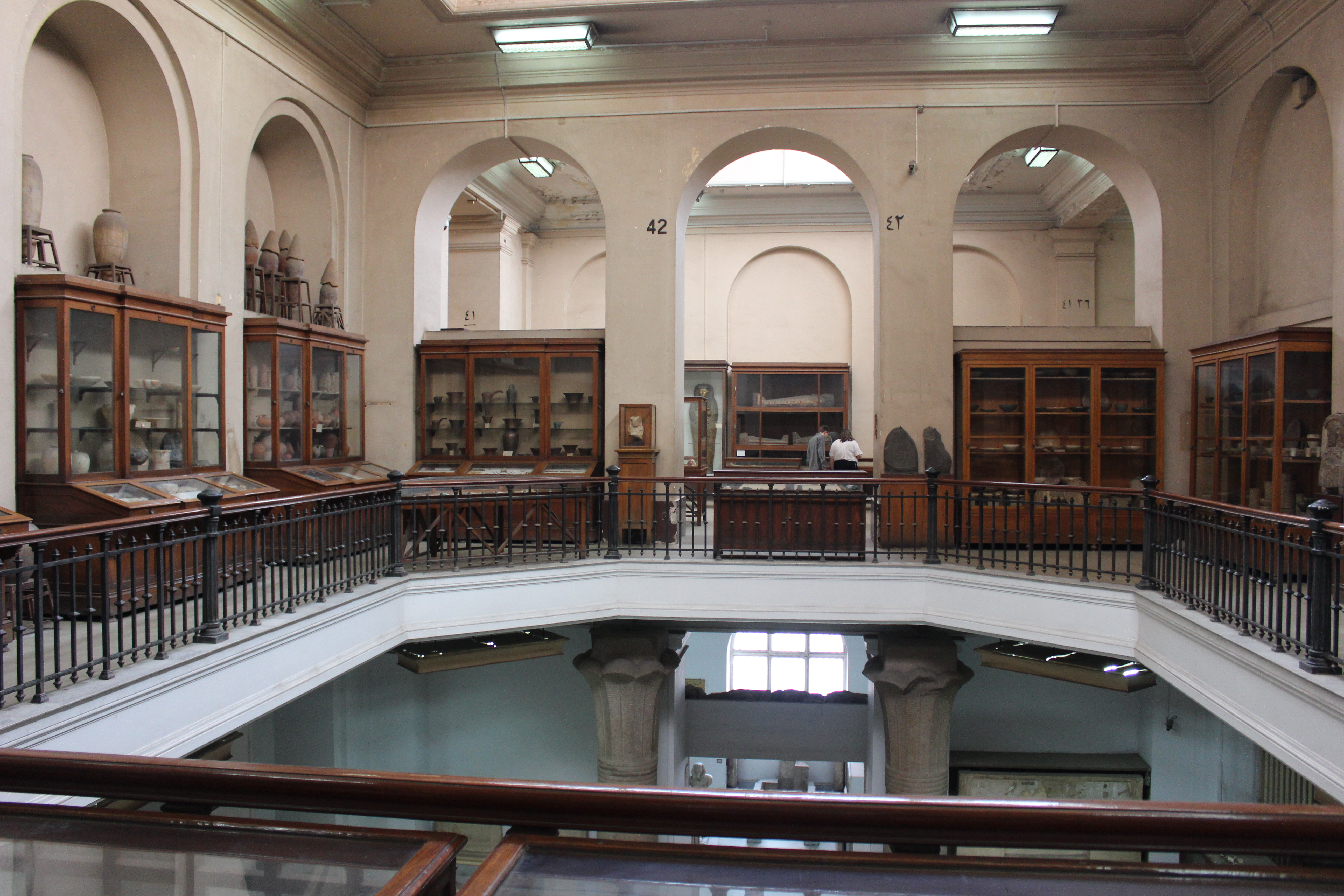
أحد ممرات المتحف
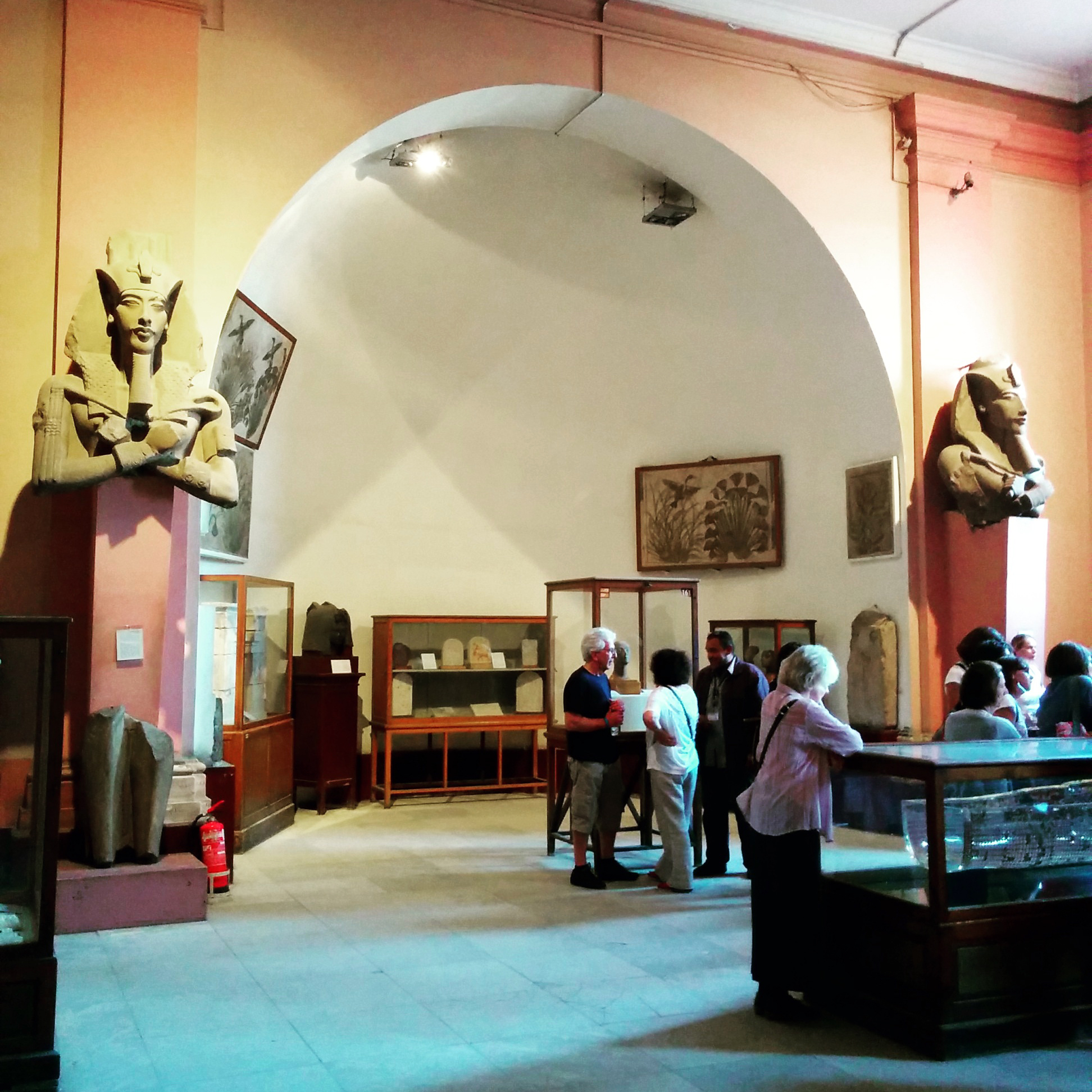
أحد غرف المتحف
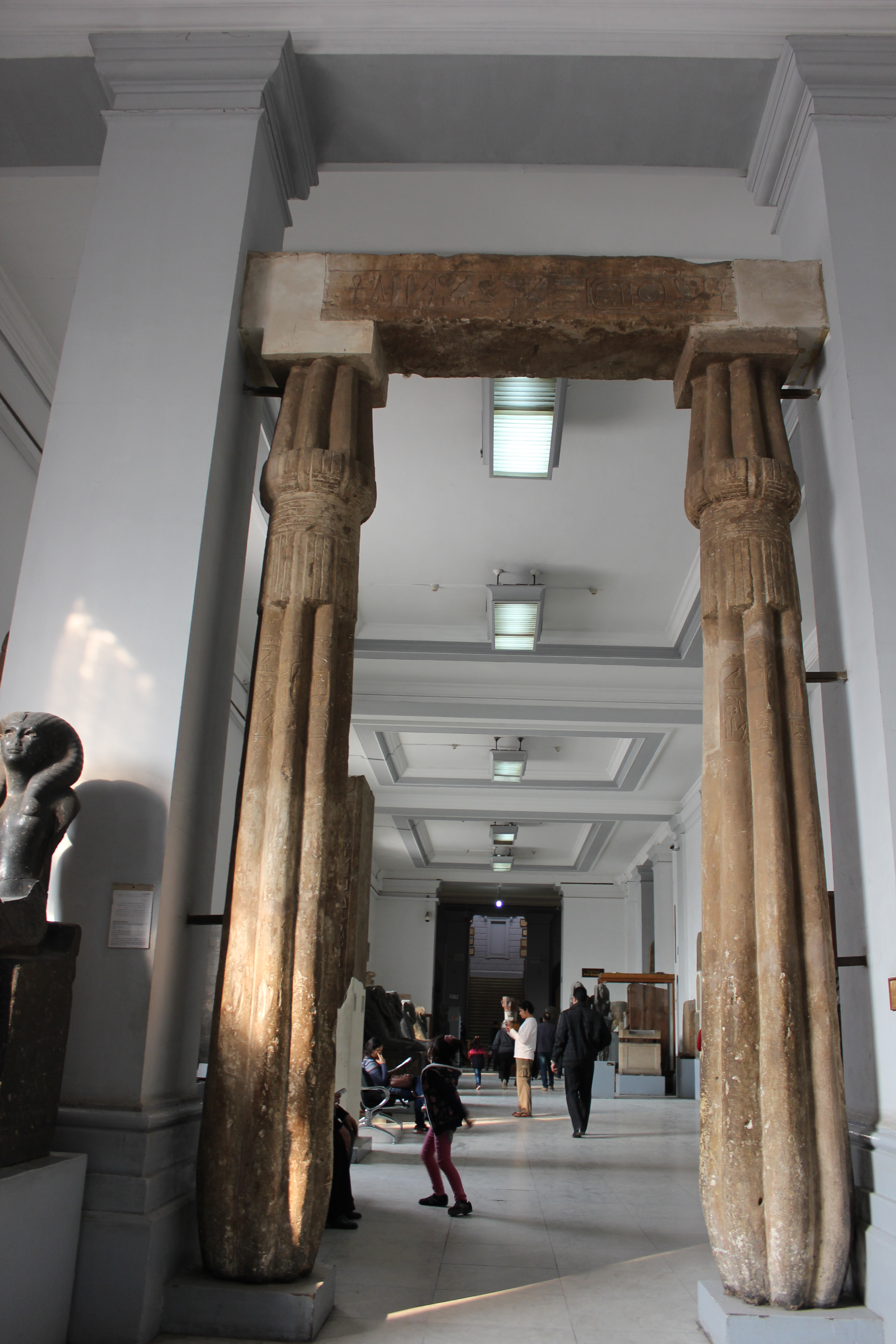
عمودان وعارضة للملك سخم كا
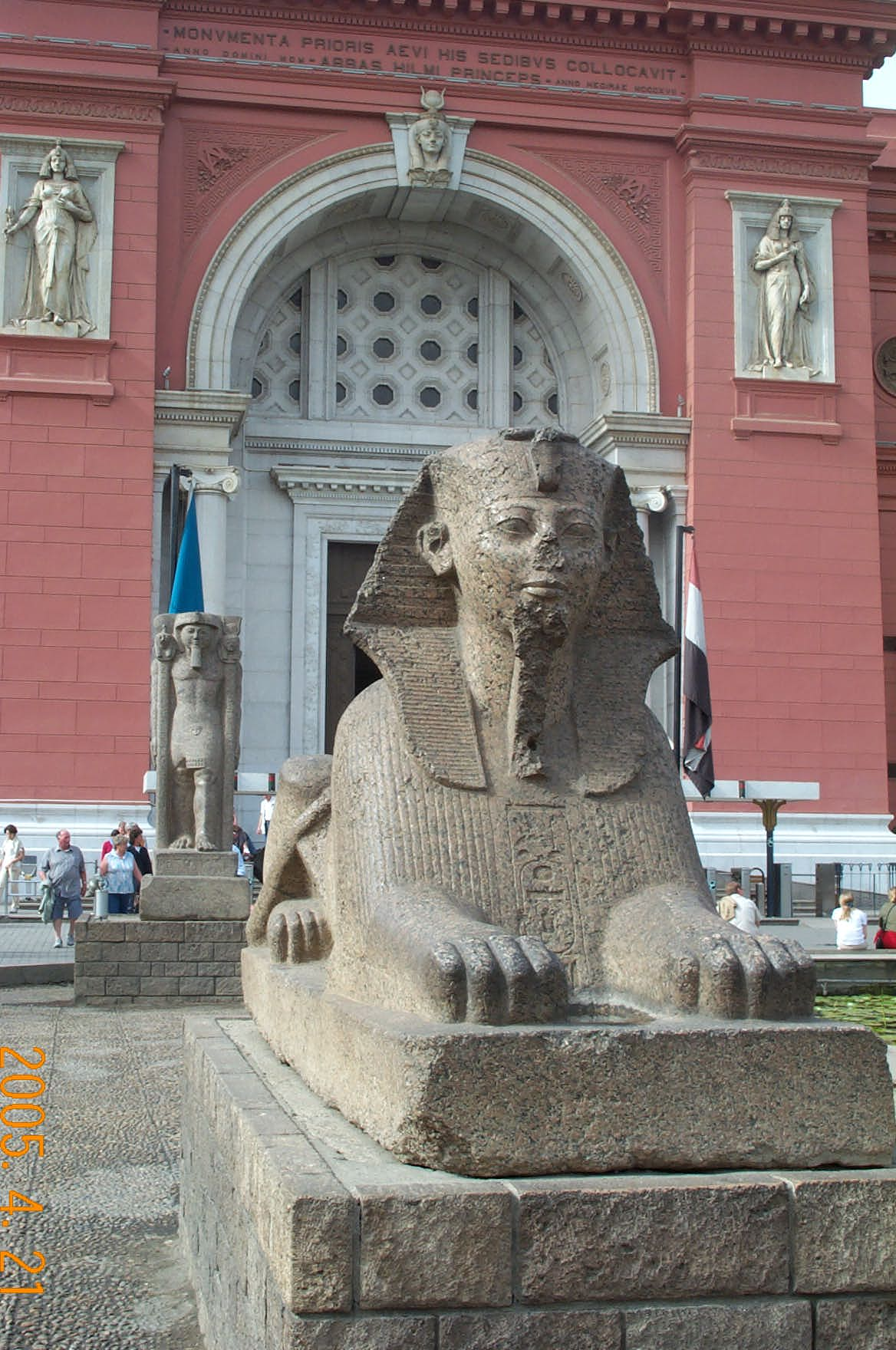
تحتمس في شكل أبو الهول في حديقة المتحف
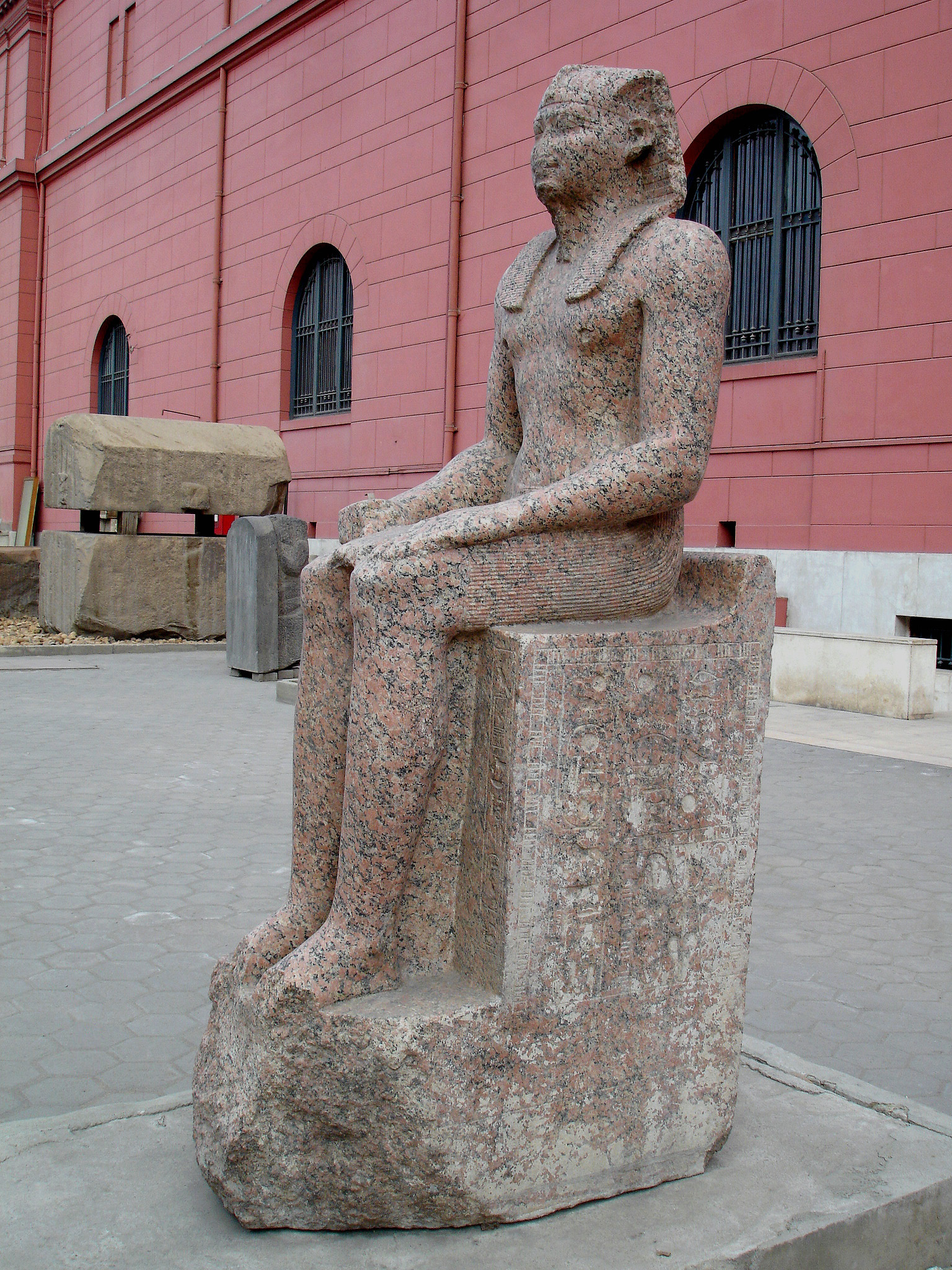
أمنمحات الأول في حديقة المتحف
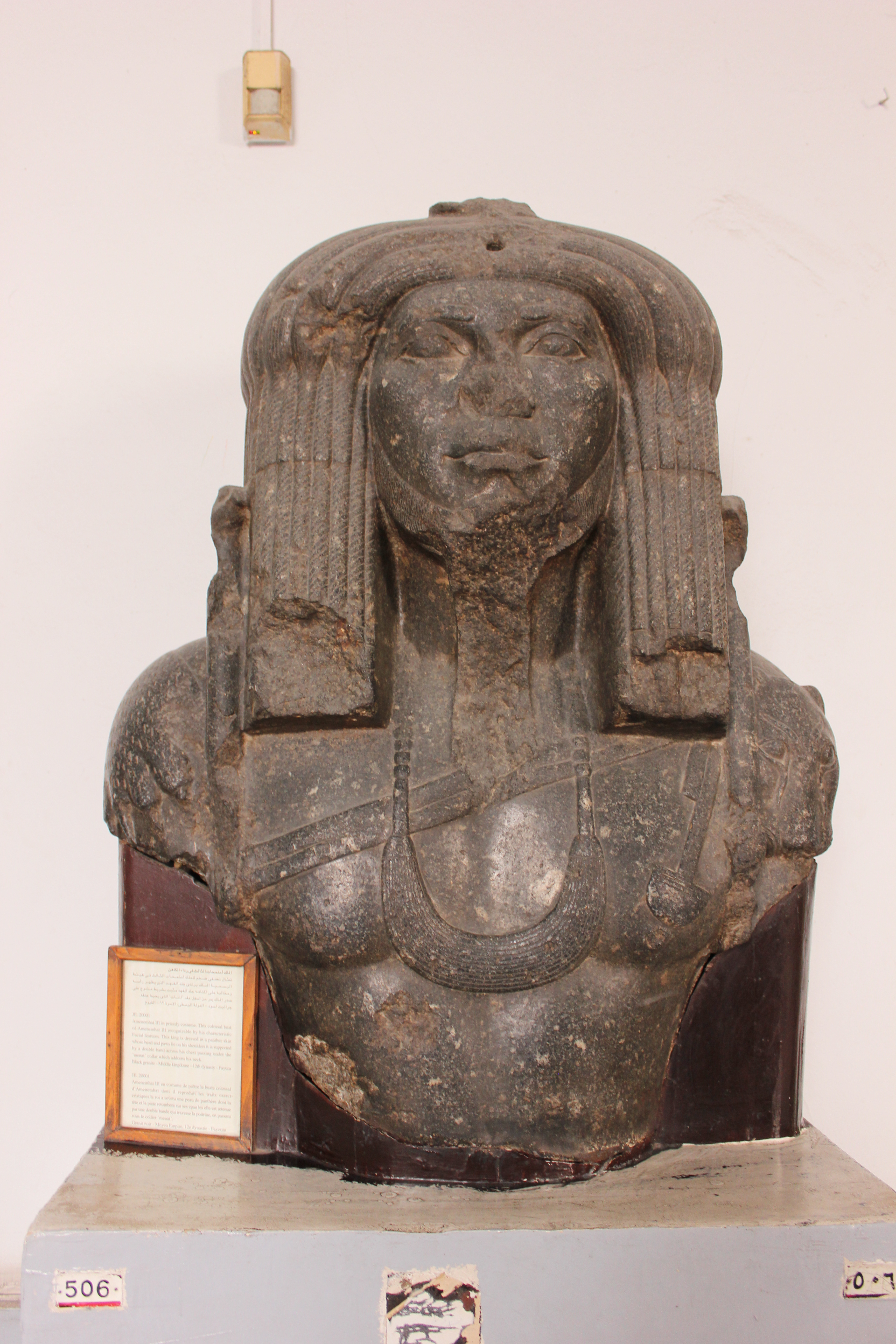
الملك أمنمحات الثالث في رداء الكاهن
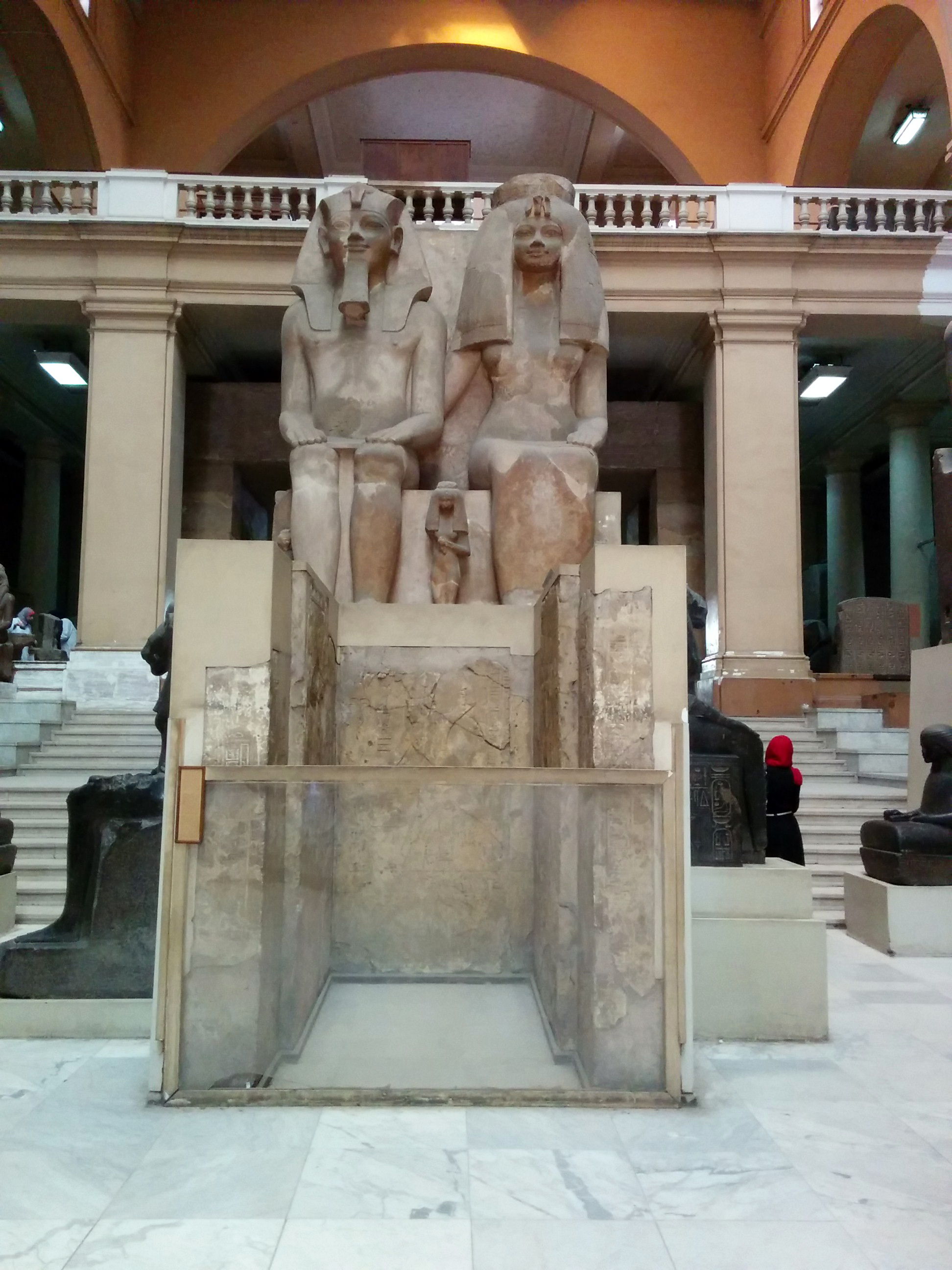
أمنحتب الثالث وزوجته الملكة تيي وإحدى بناته
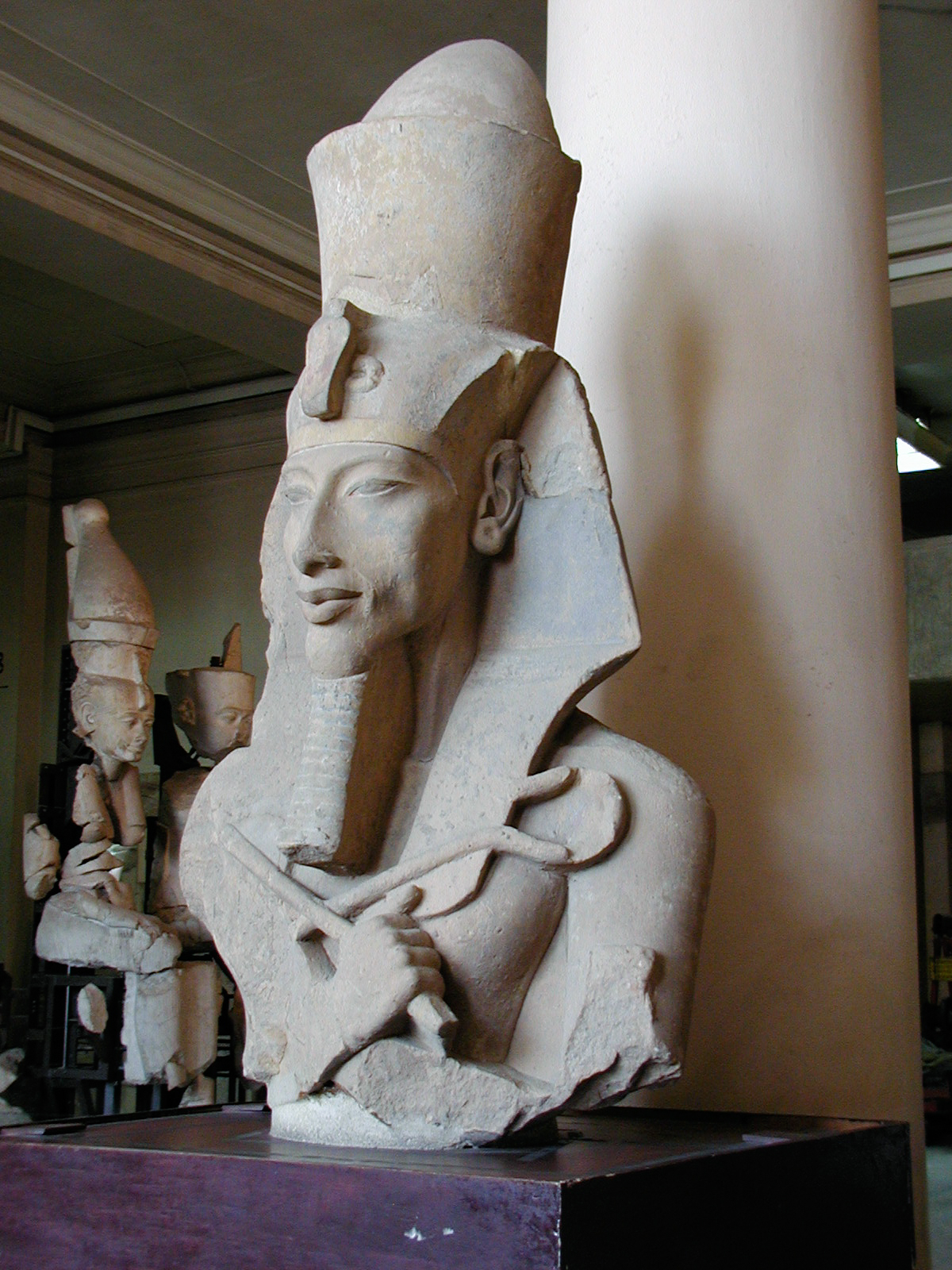
تمثال أخناتون
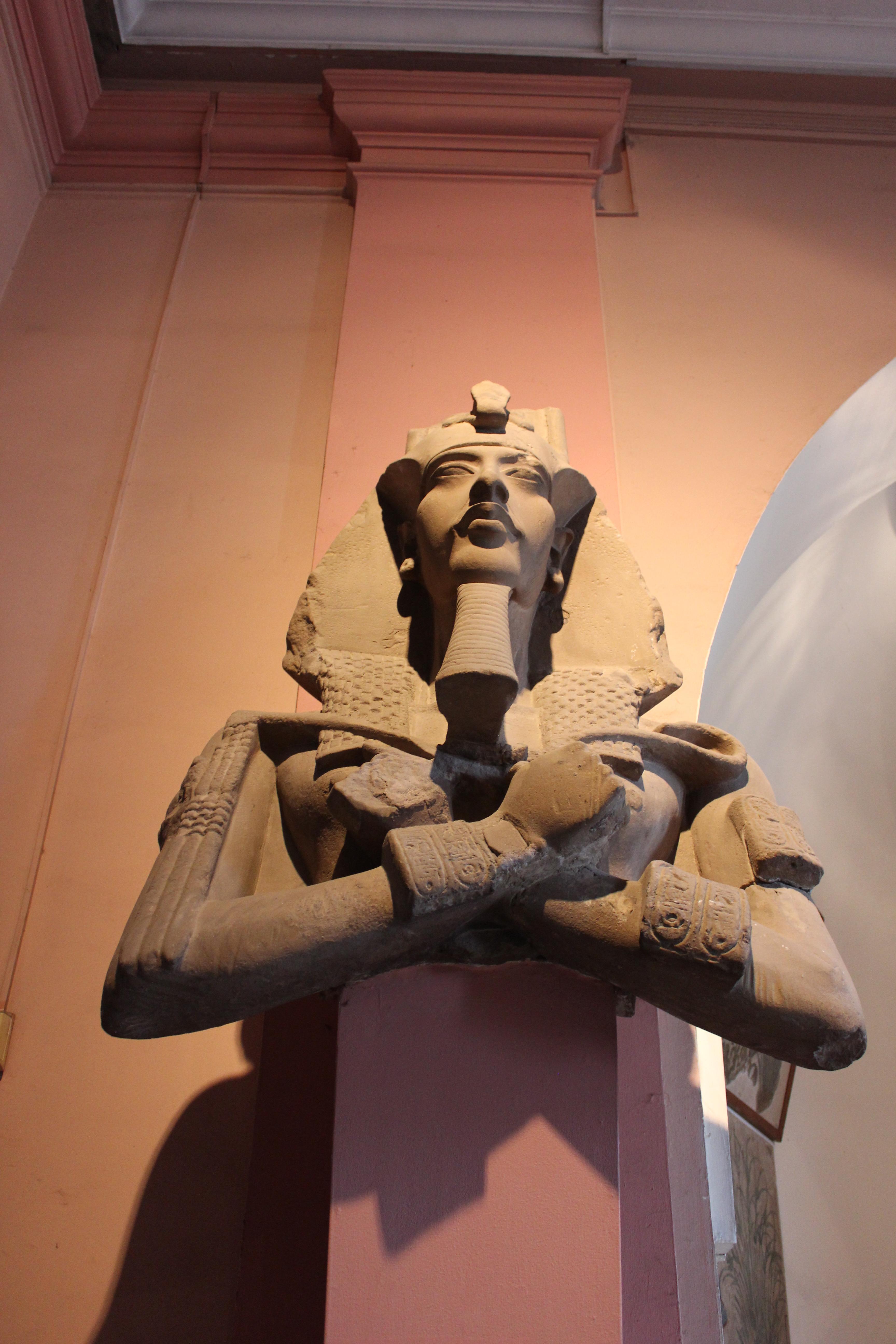
تمثال ضخم لأخناتون
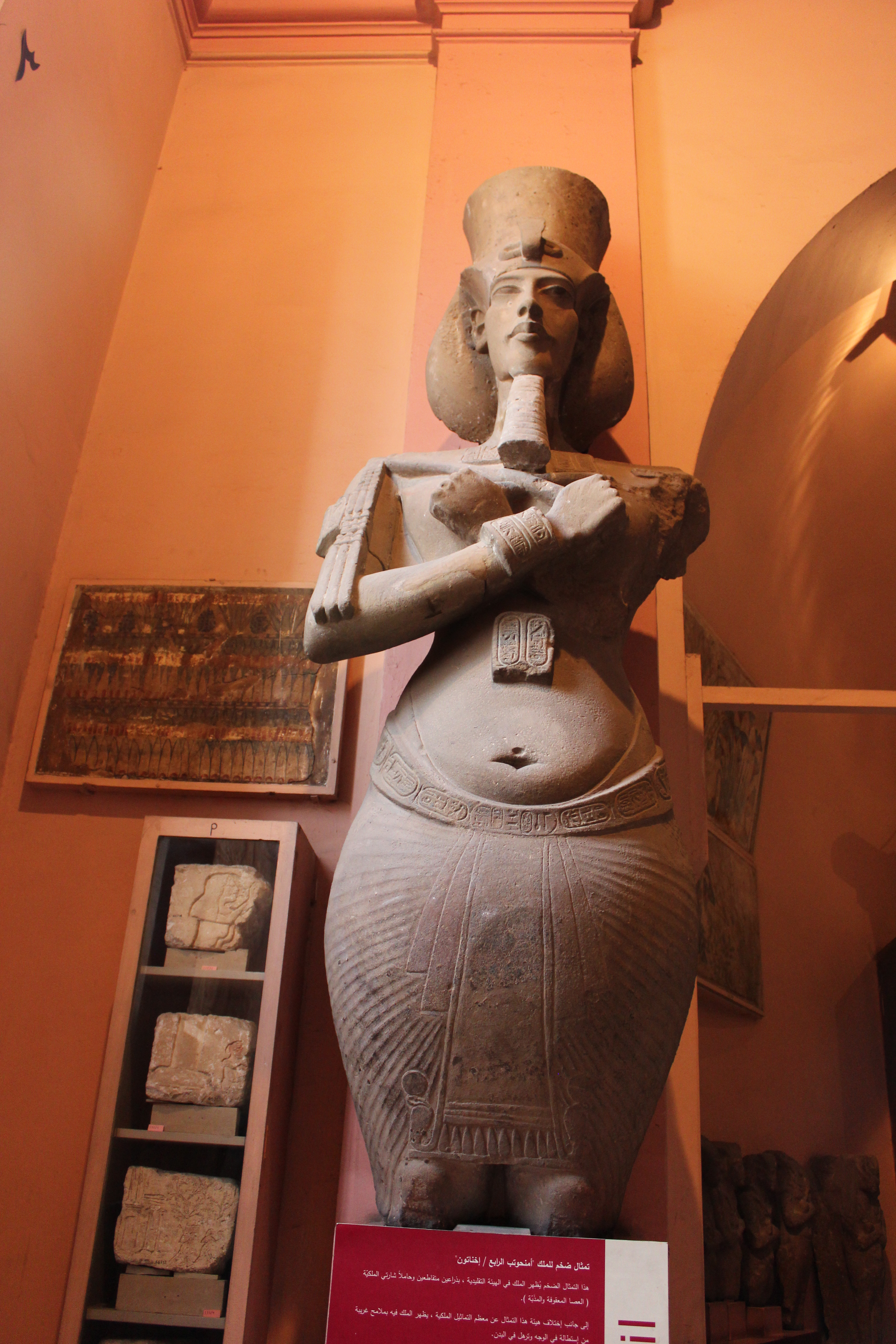
تمثال ضخم للملك أمنحوتب الرابع/أخناتون
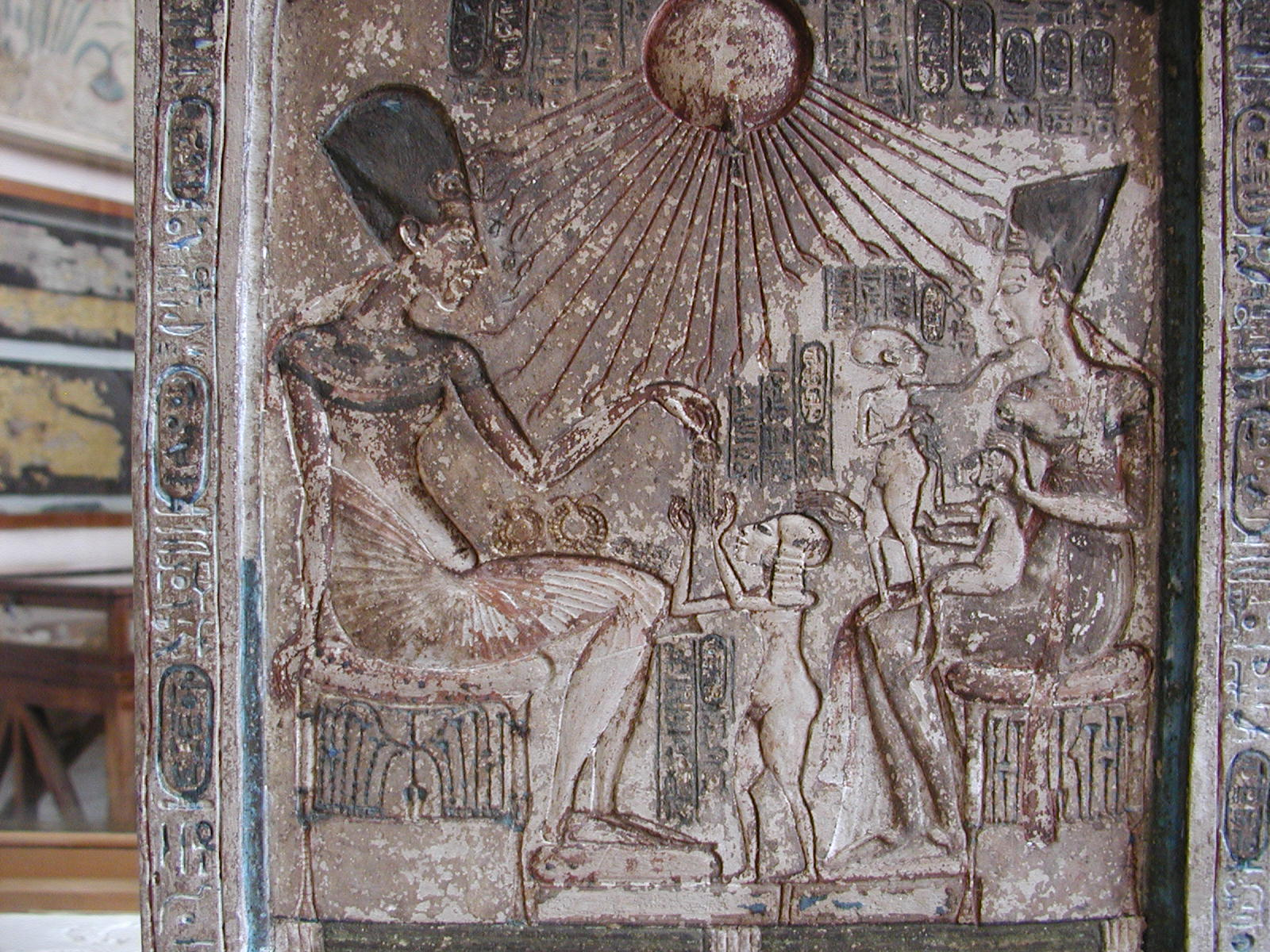
لوحة لأخناتون وعائلته
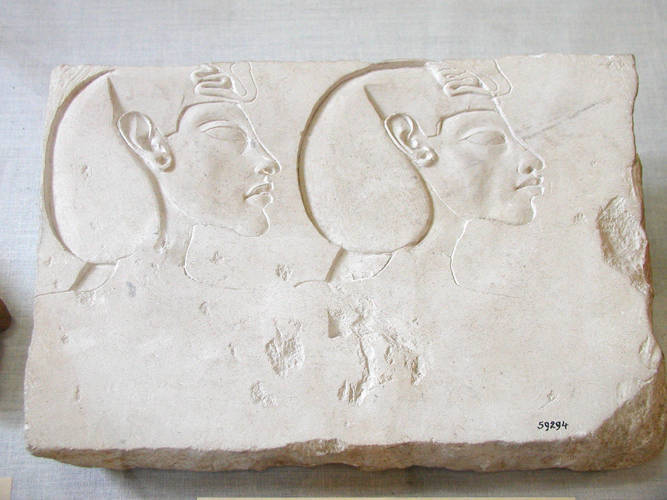
محاكمة أخناتون
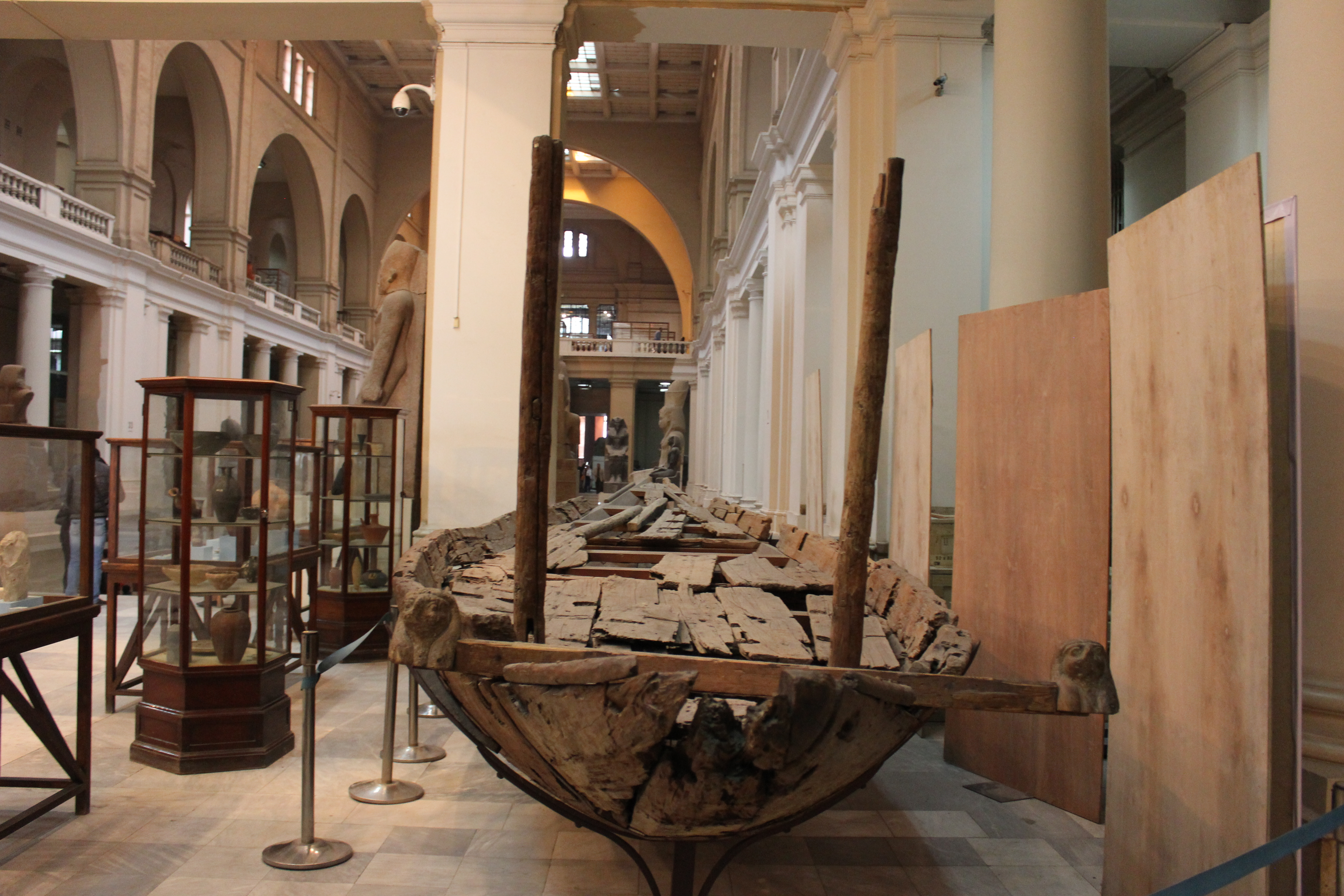
مراكب دهشور
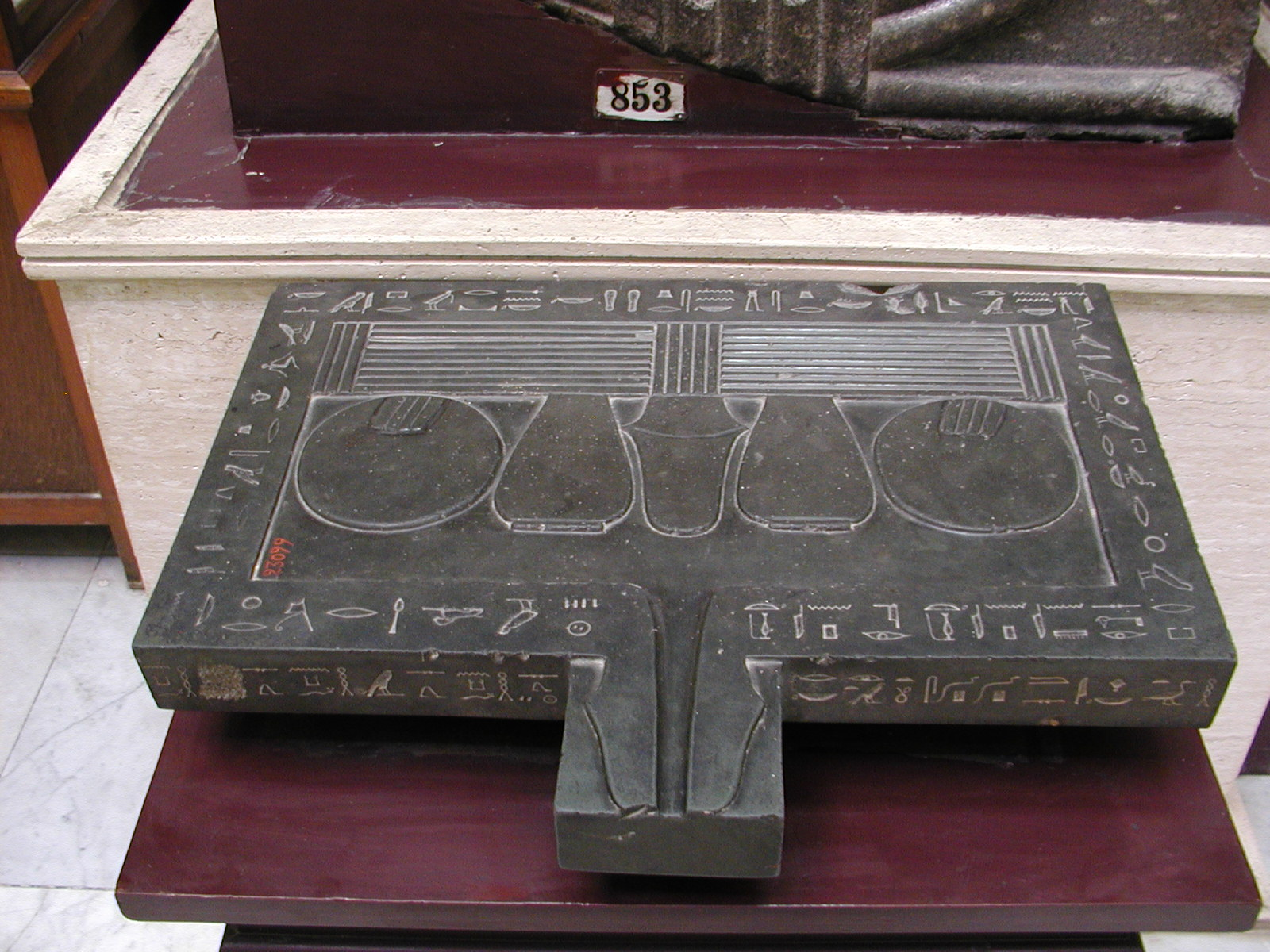
مائدة قرابين
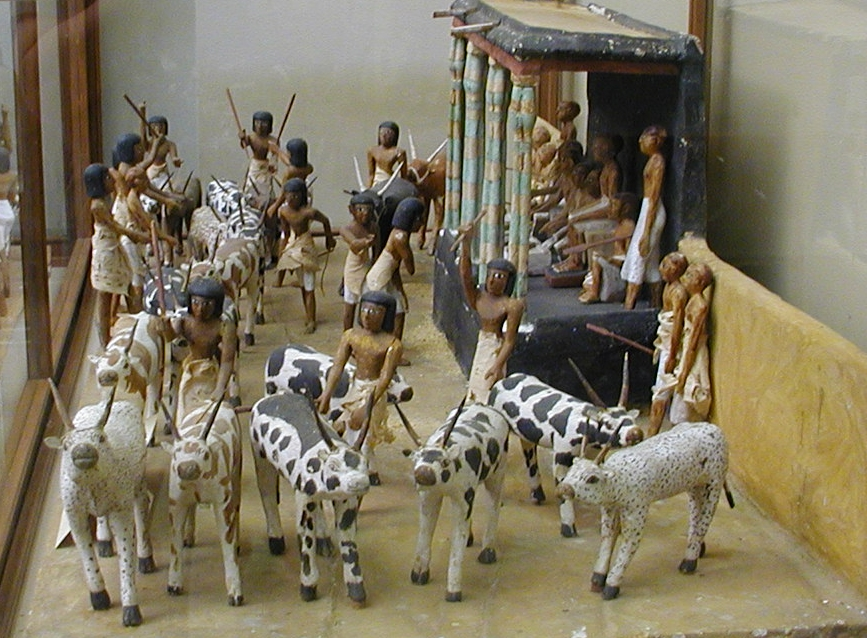
مكت رع يراقب ماشيته
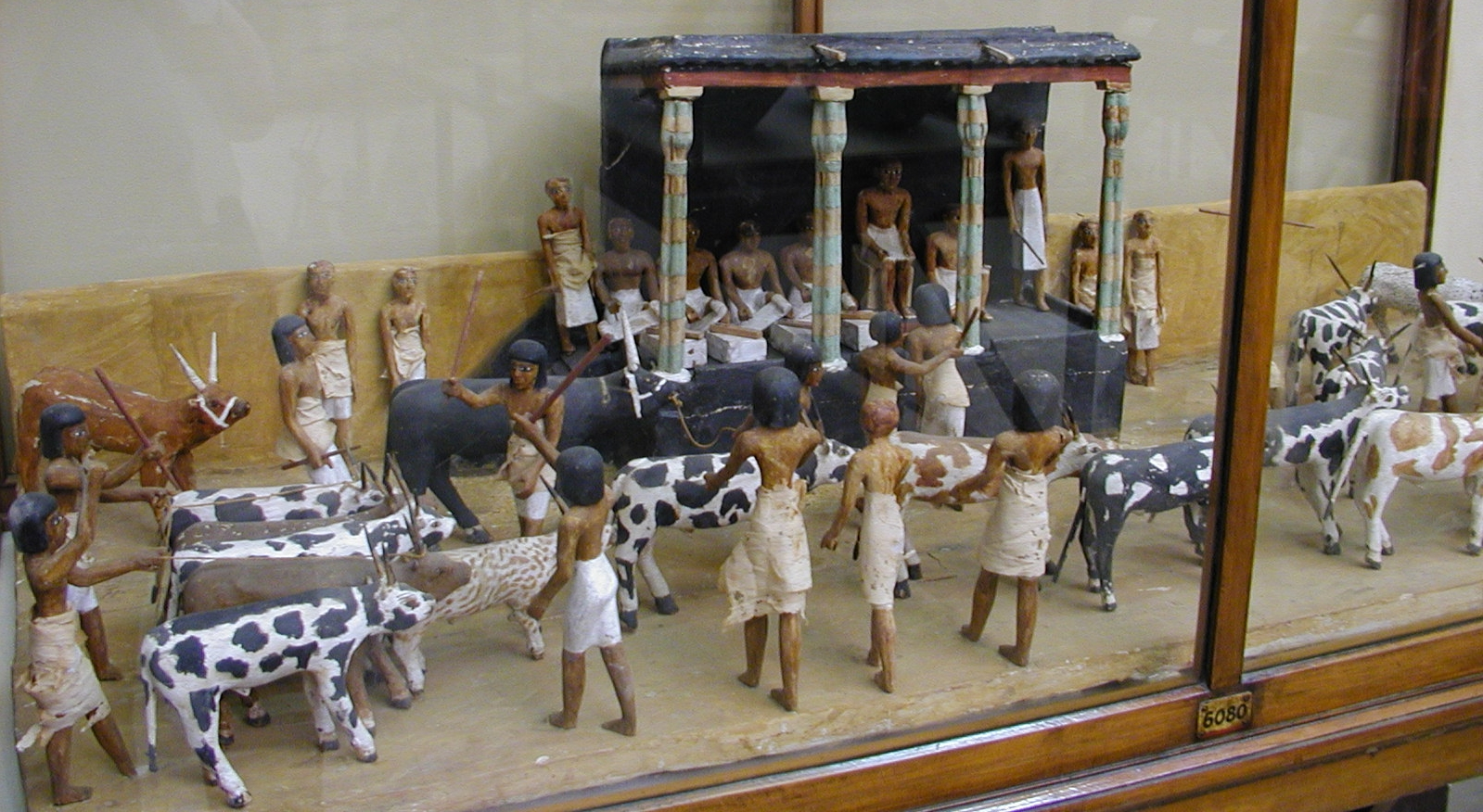
مكت رع يراقب ماشيته
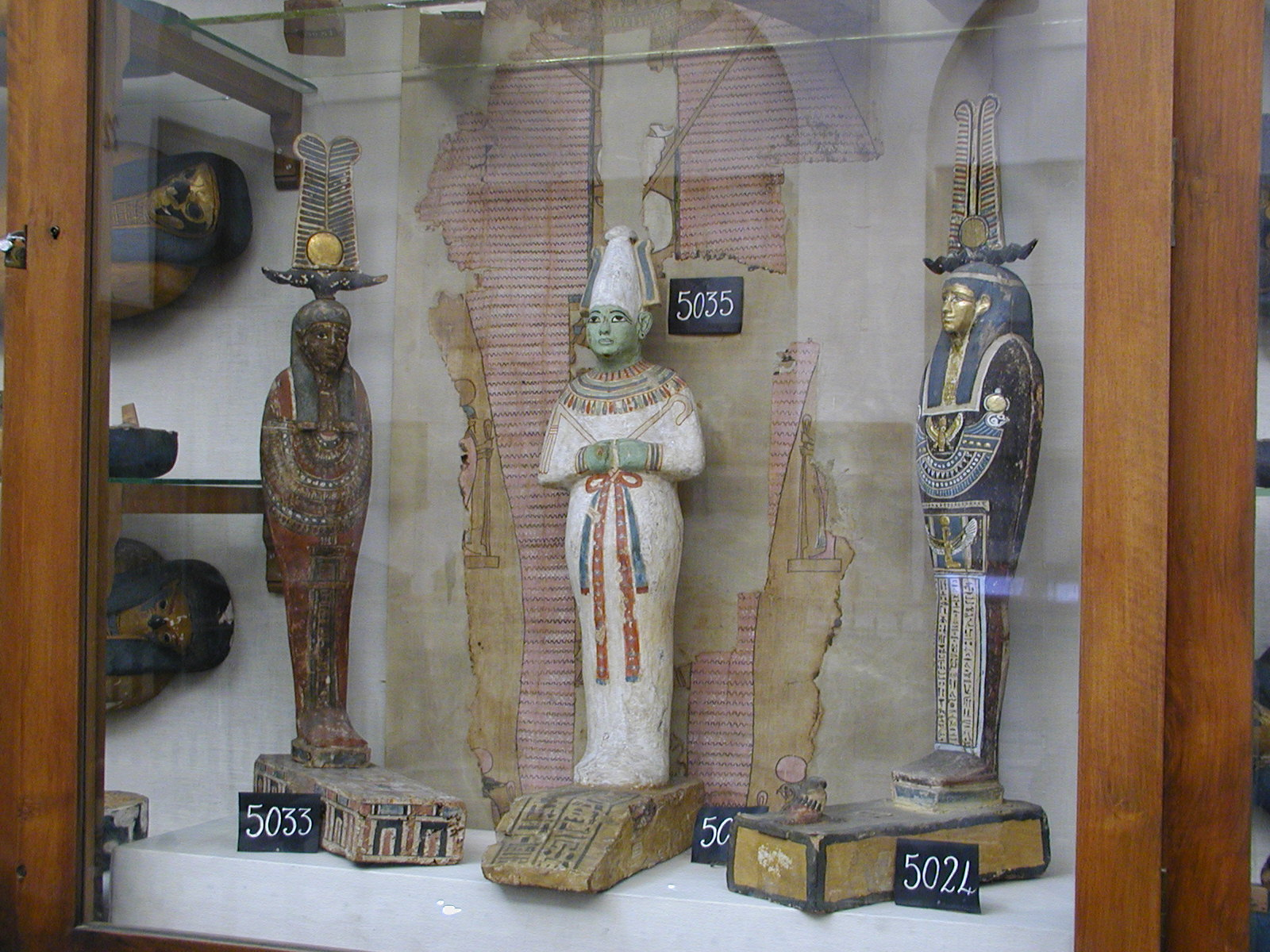
أوزوريس
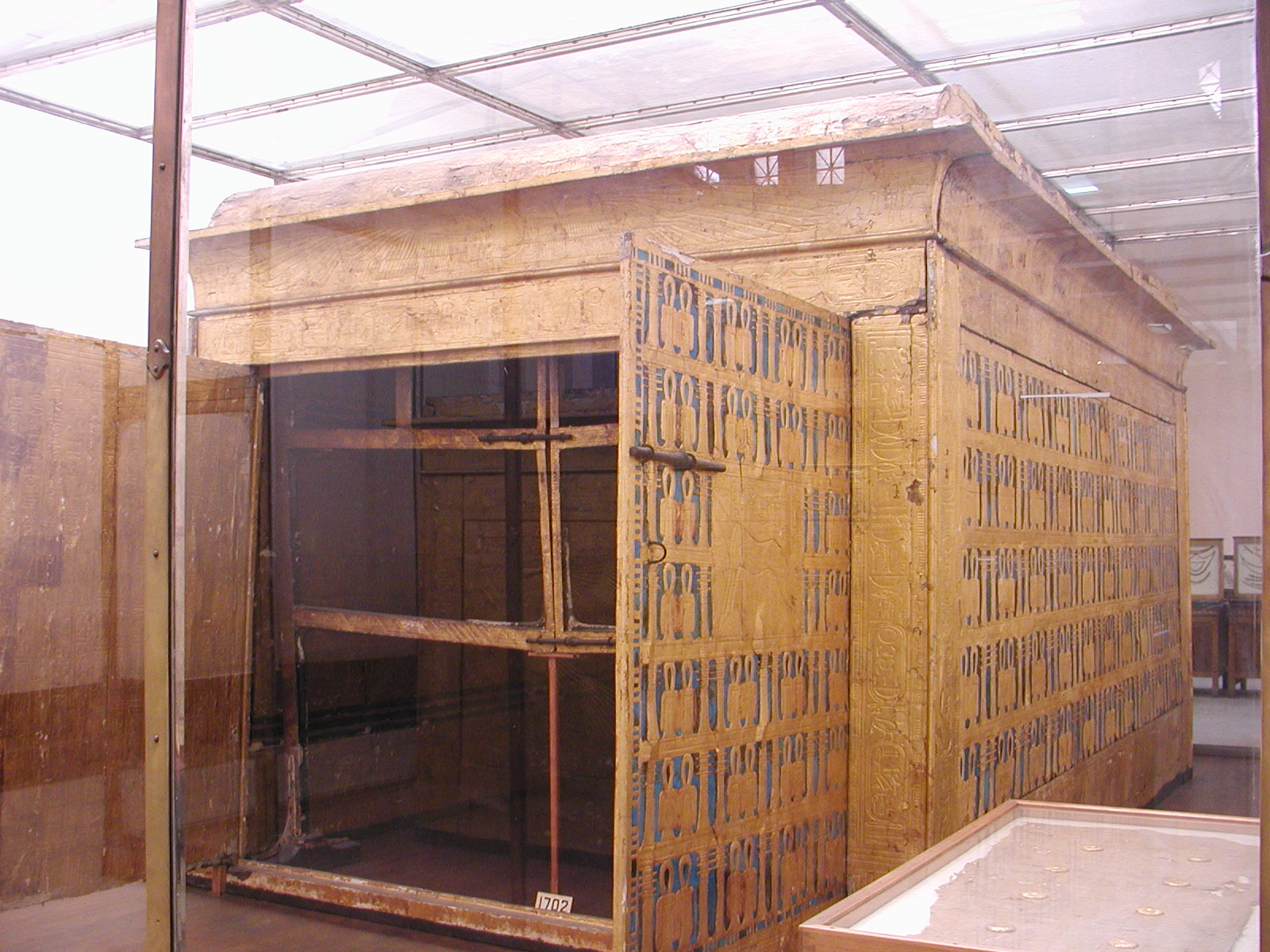
حجرة دفن توت عنخ آمون
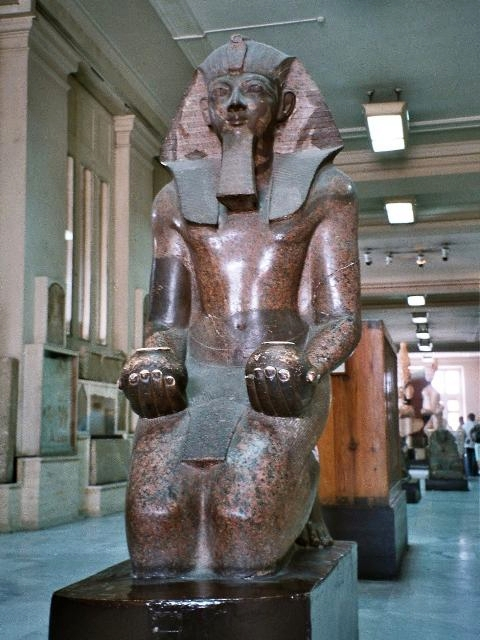
تحتمس الثالث
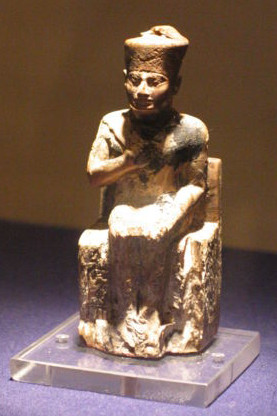
خوفو
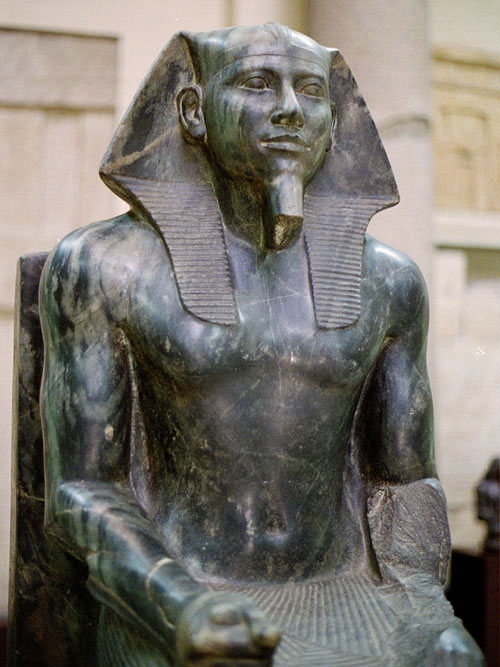
خفرع
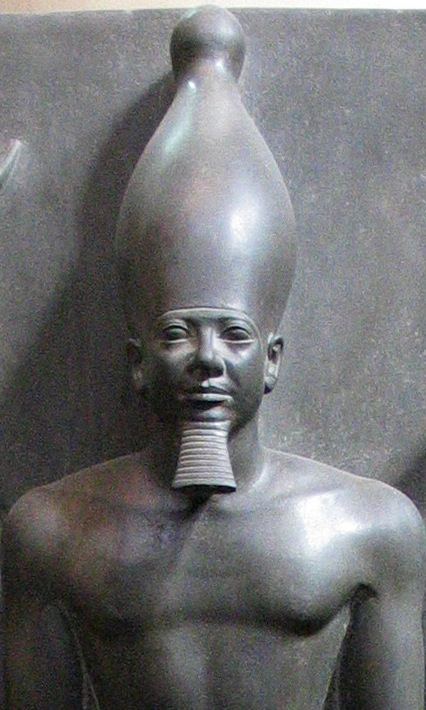
منقرع
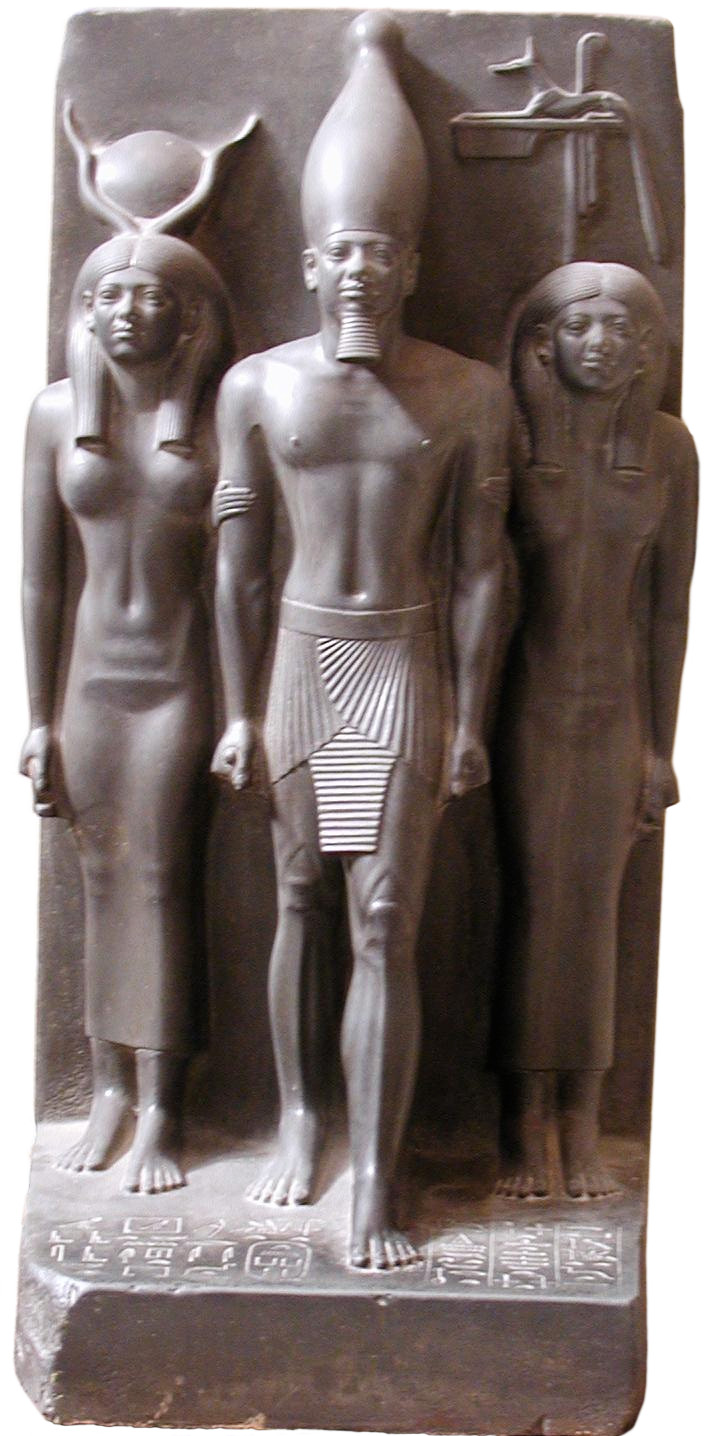
تمثال الثالوث للفرعون منقرع مع سيدتين: المعبودة حتحور إلى يمينه، وليينوبوليس إلى يساره
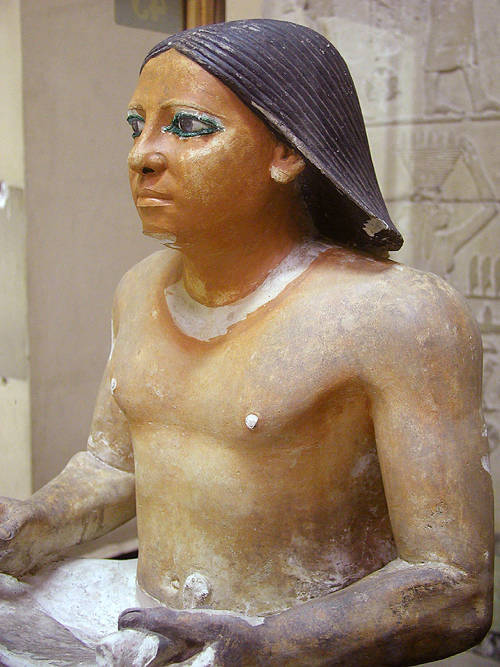
الكاتب المصري
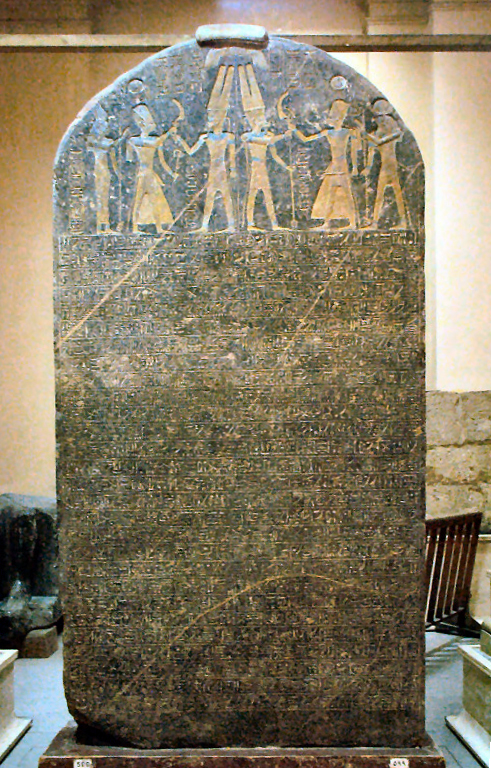
لوحة مرنبتاح
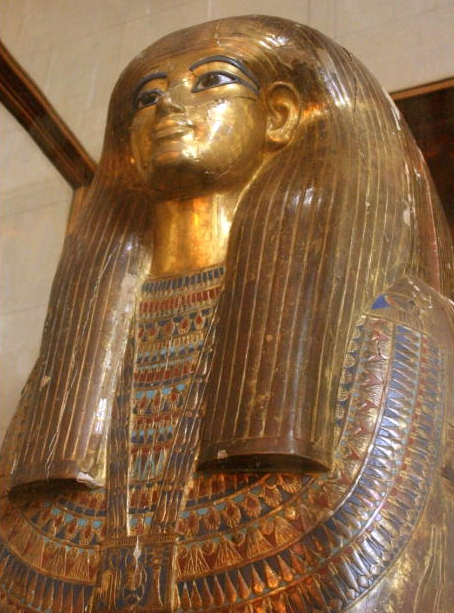
النعش الذهبي لتويا
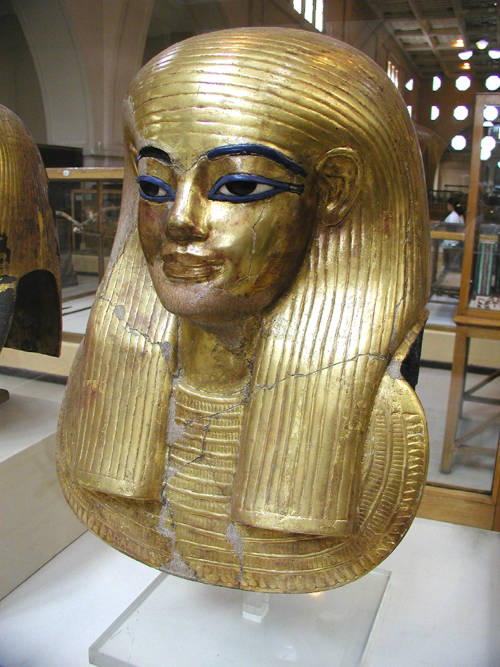
القناع الذهبي لمومياء يويا والد الملكة تيي
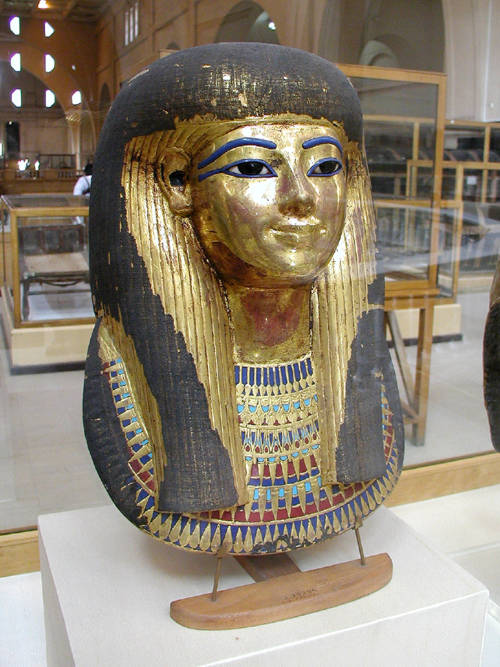
القناع الذهبي لمومياء تويا زوجة يويا وأم الملكة تيي
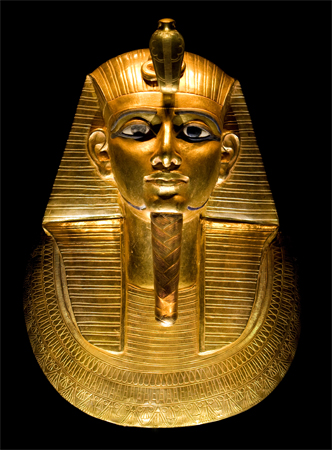
القناع الذهبى لبسوسنس الأول
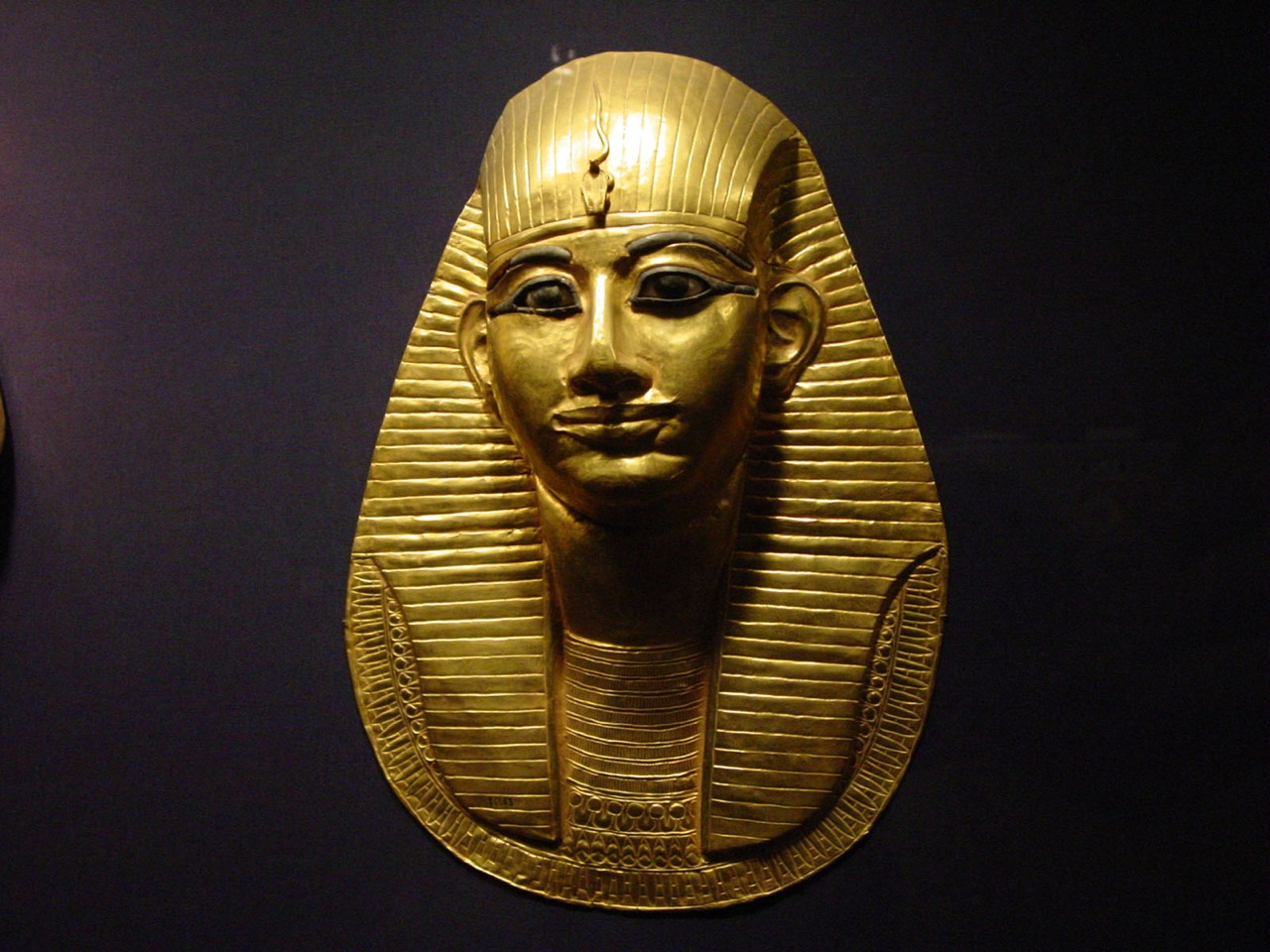
القناع الذهبي لأمينيموبي الأول
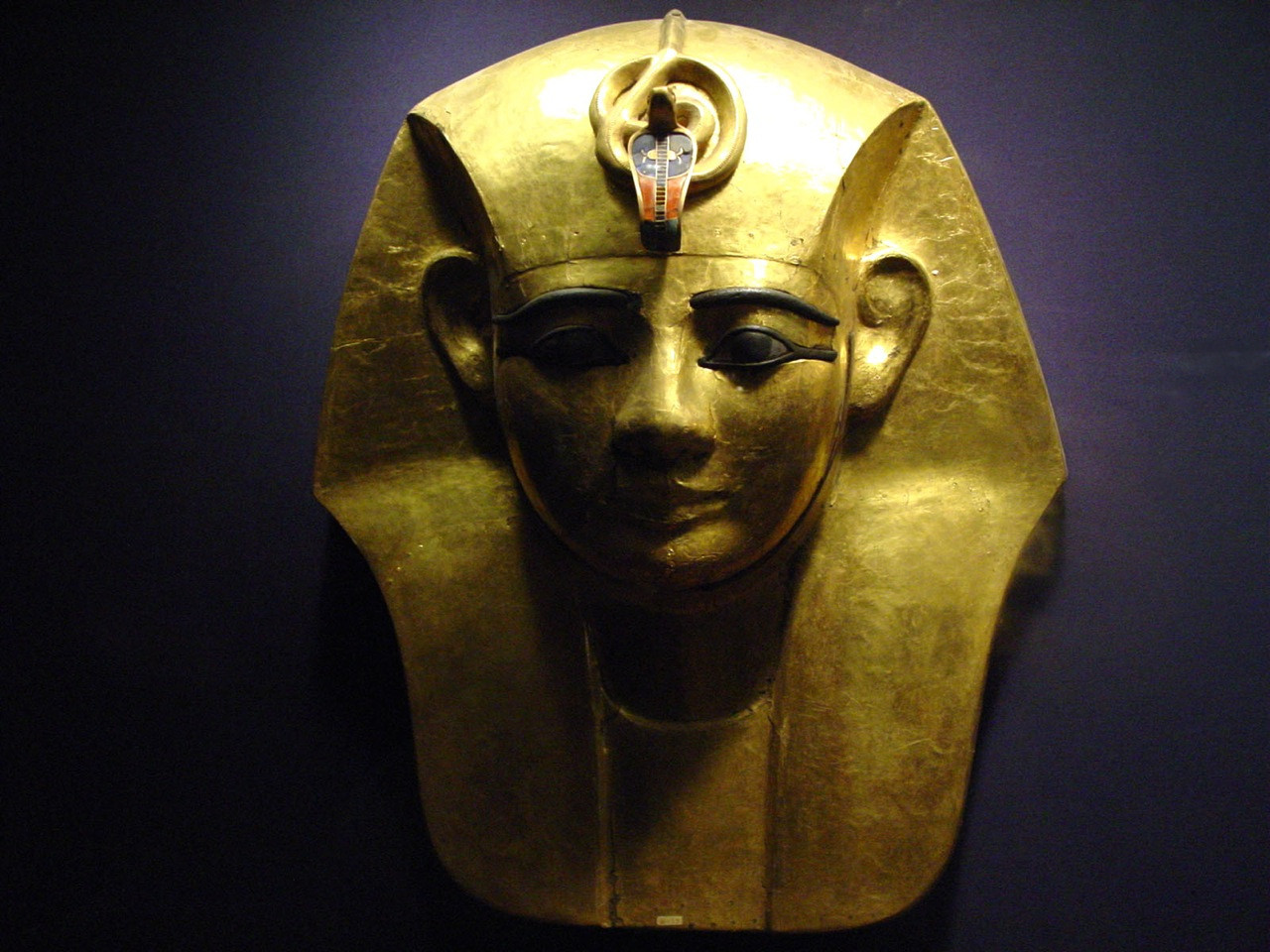
قناع أمينيموبي الأول
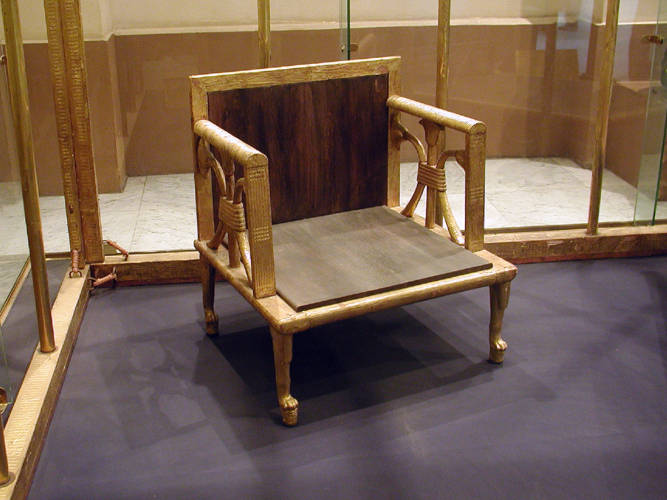
كرسي حتب حرس
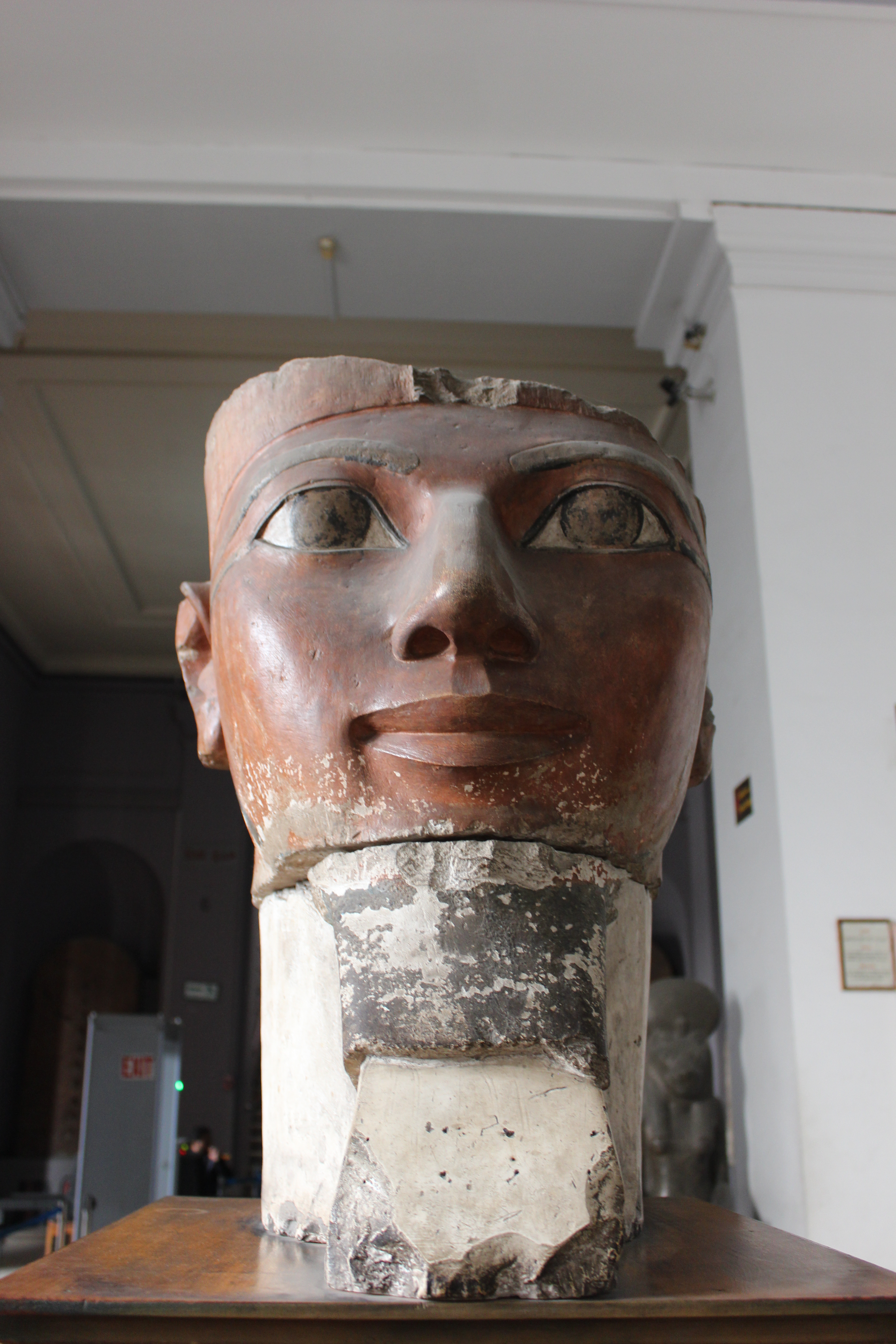
رأس من الحجر الجيري الملون من تمثال على هيئة أوزيريس للملكة حتشبسوت
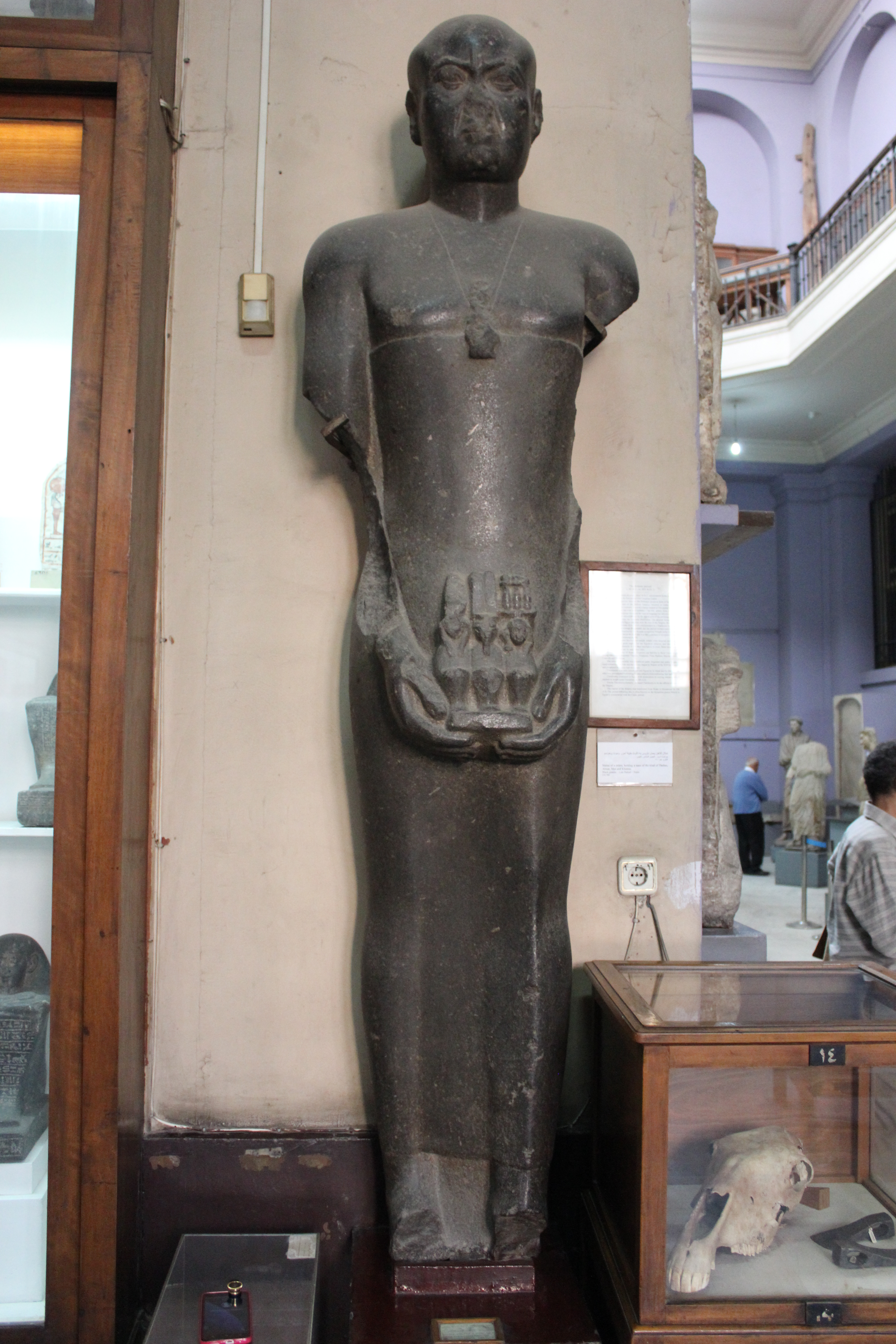
تمثال لكاهن يحمل ناووس به ثالوث طيبة آمون وموت وخونسو
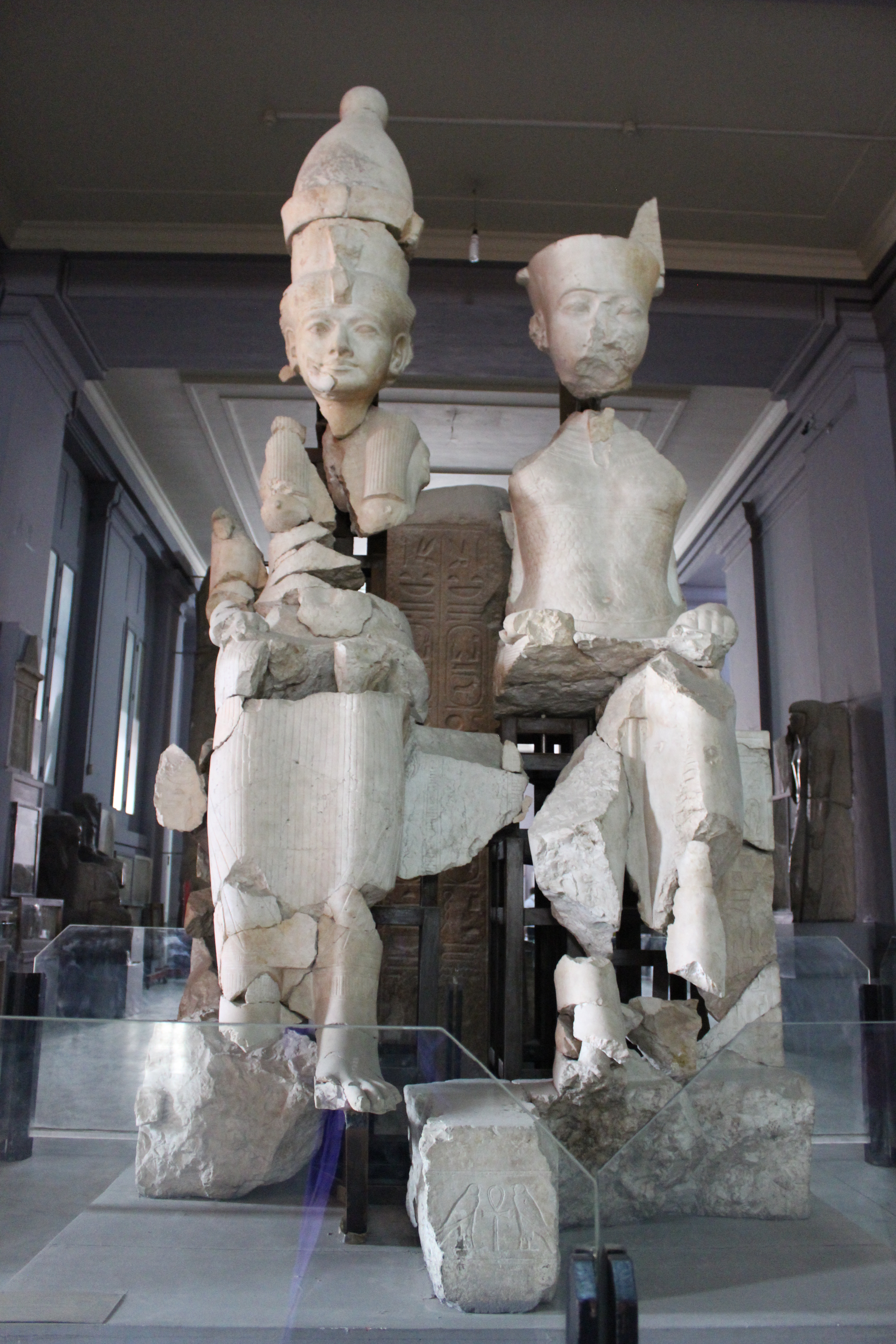
آمون وزوجته موط
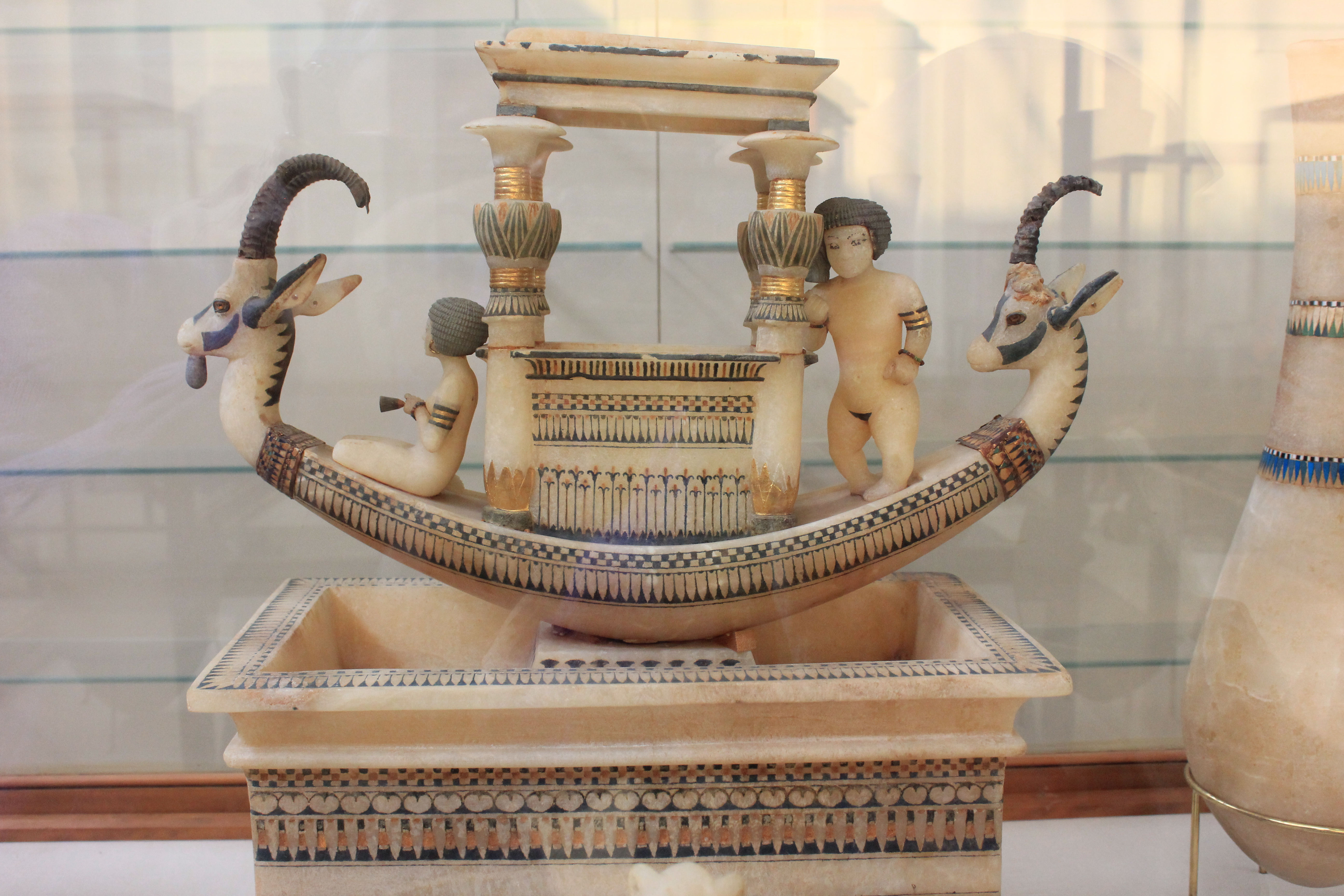
حوض من الألباستر
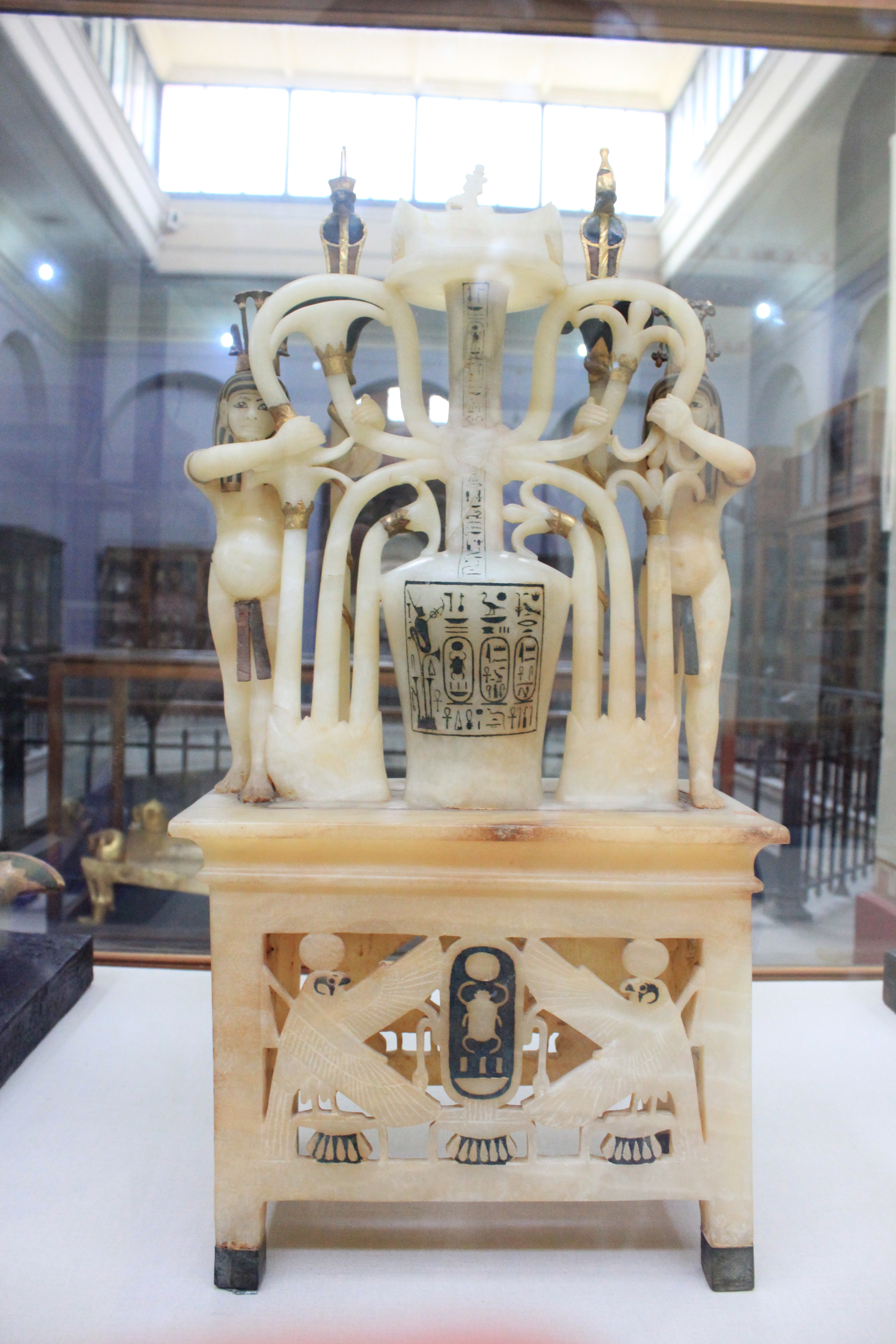
إناء ألباستر على شكل معبودي النيل
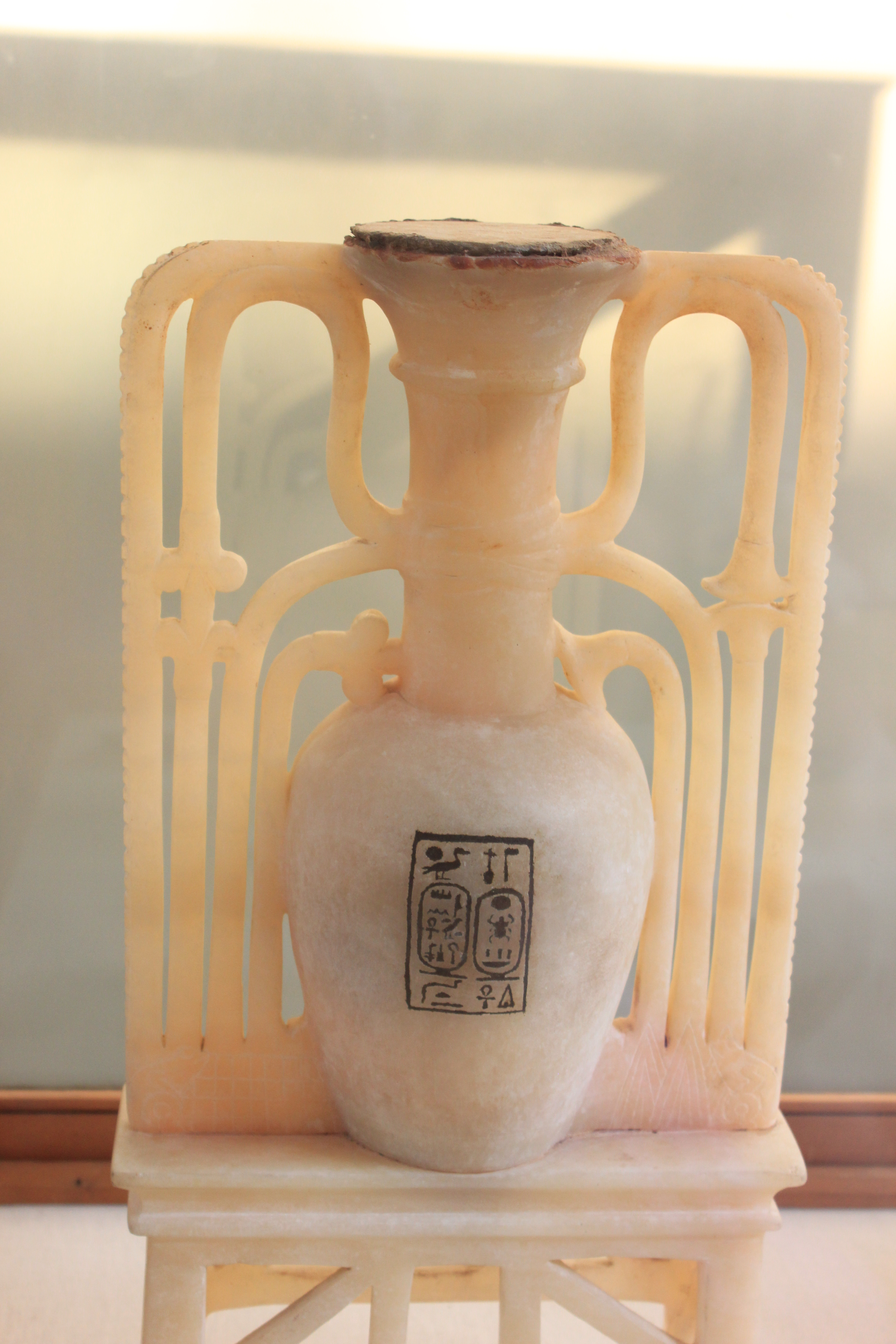
زهرية للدهان والمراهم
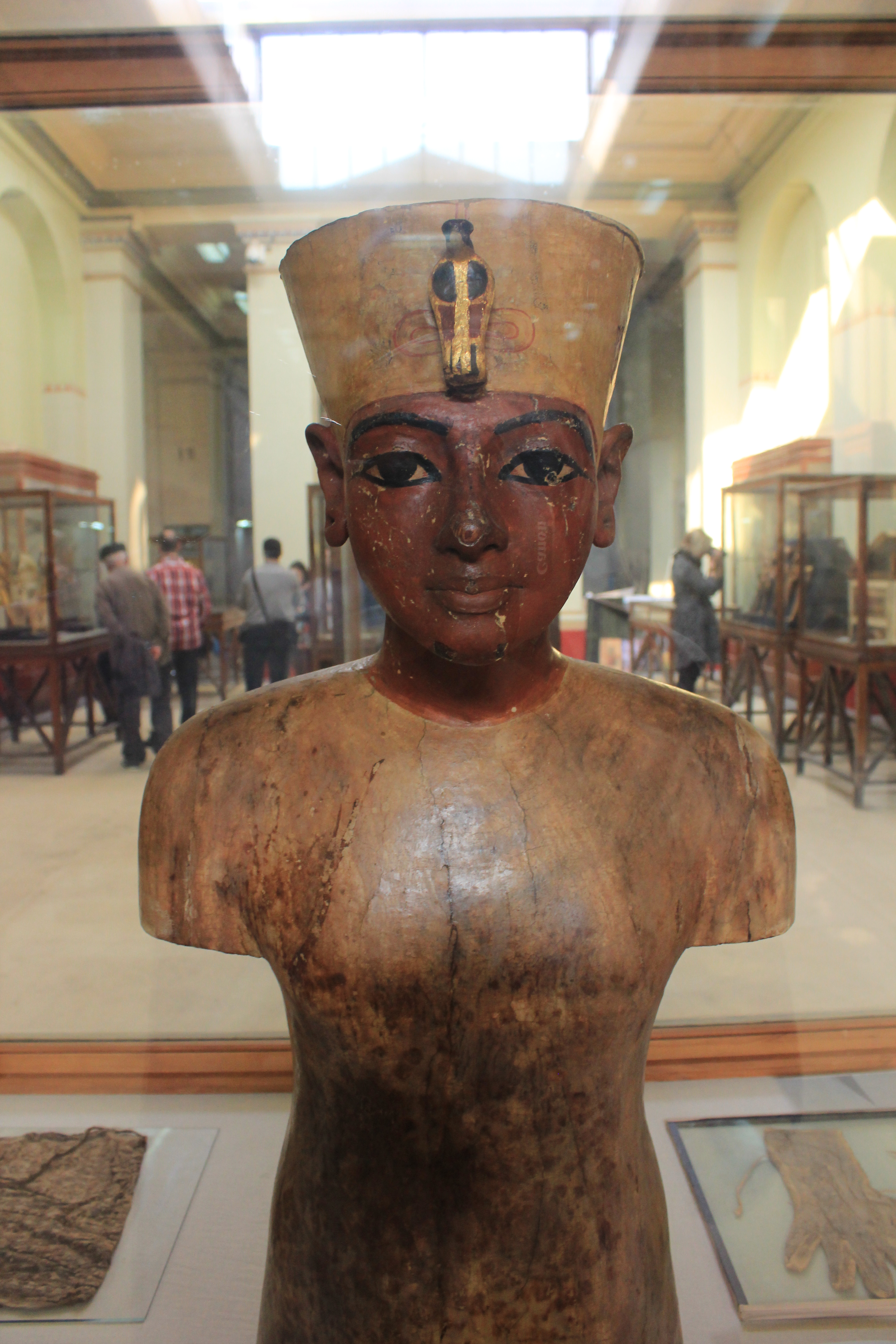
نموذج الملك توت عنخ آمون
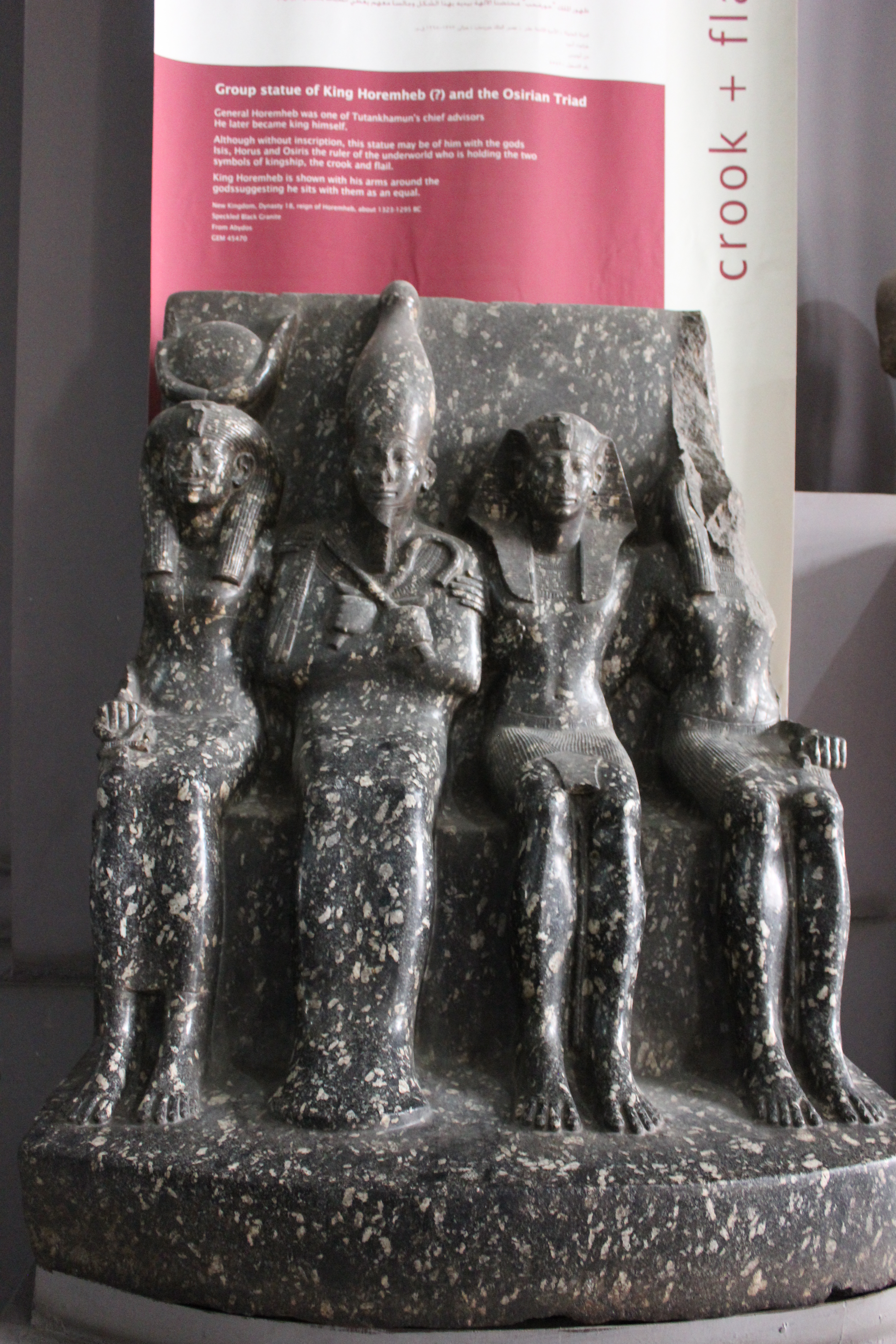
تمثال جماعي للملك حورمحب والثالوث الأوزيري
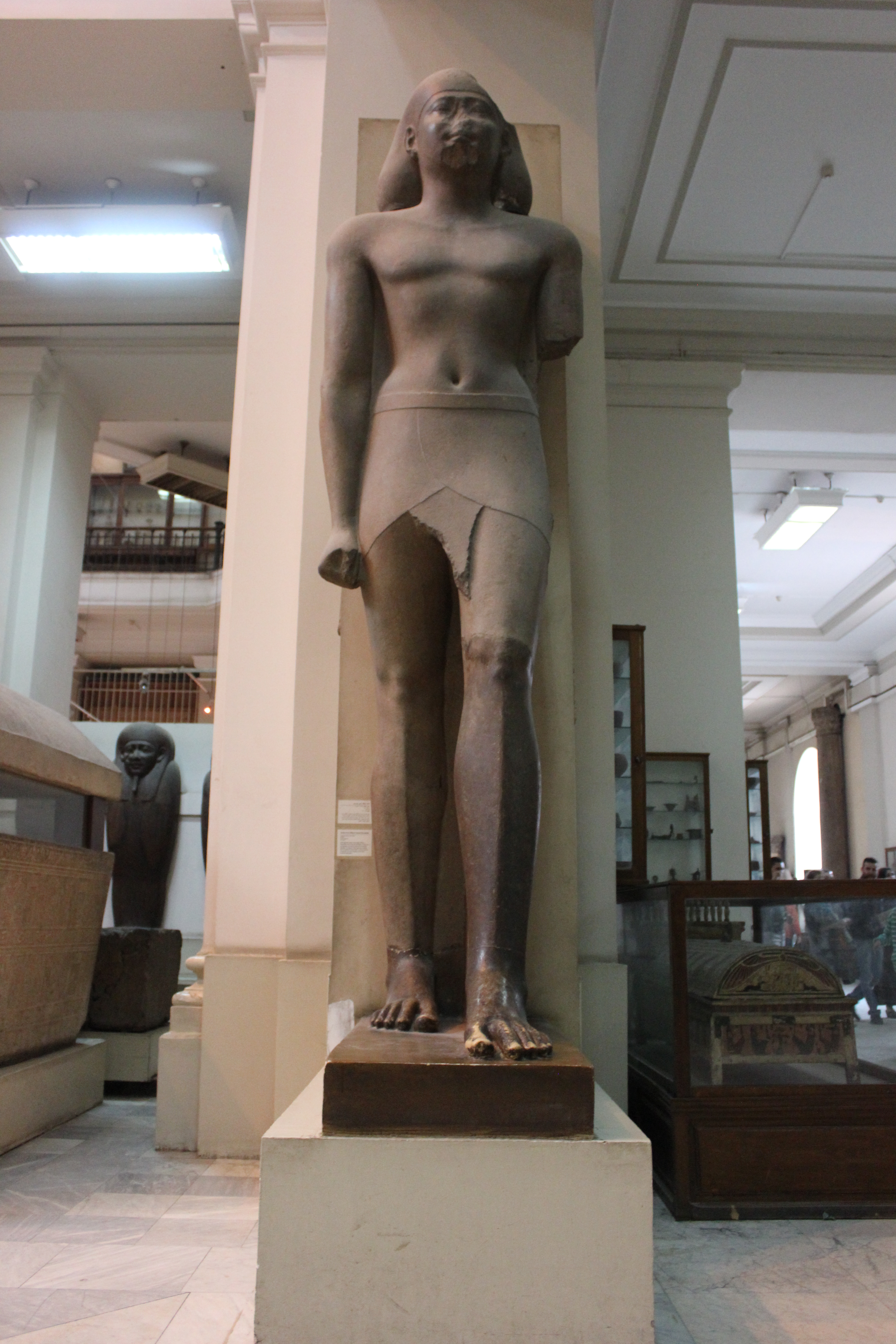
حورمحب
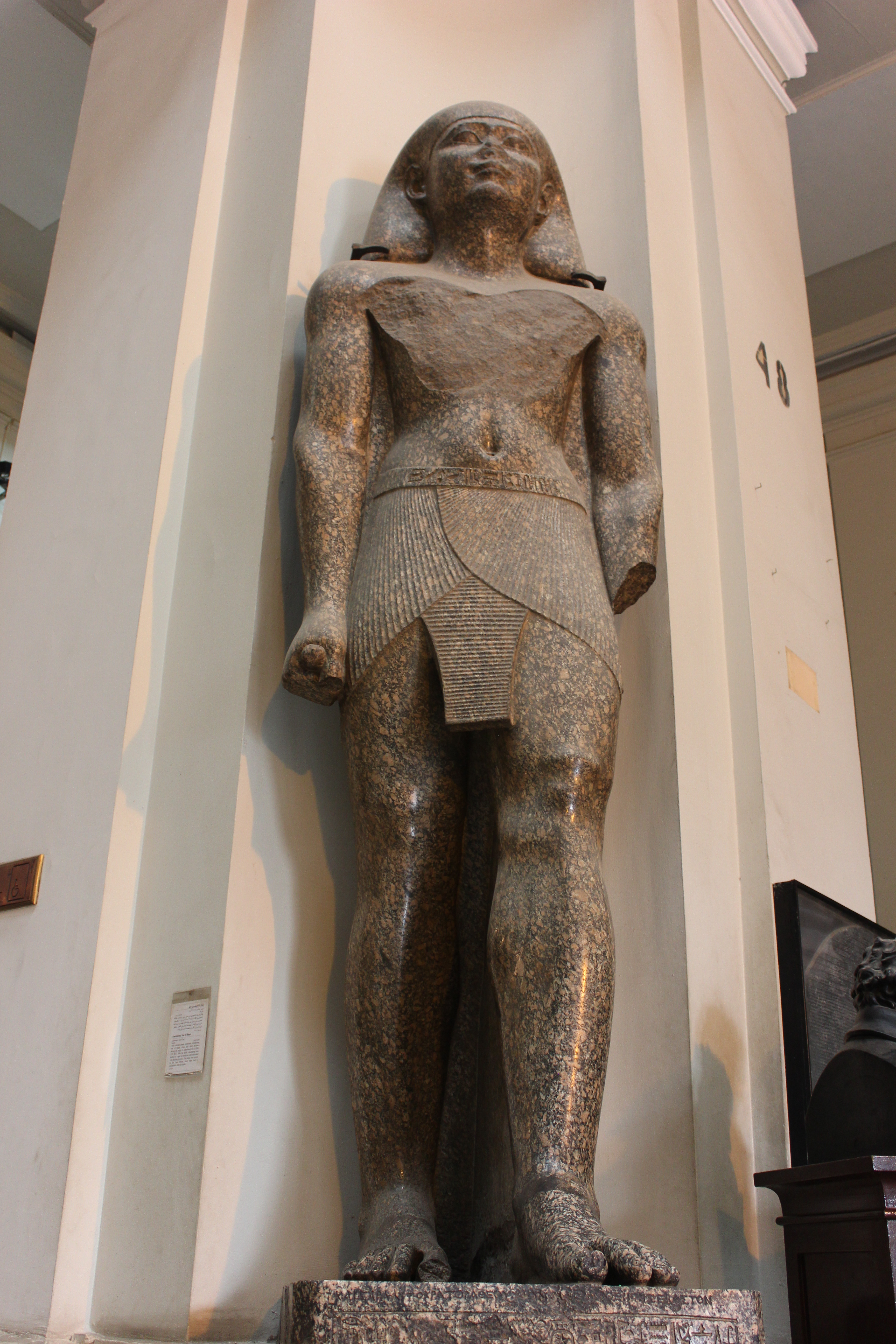
تمثال لأمنحتب بن حابو
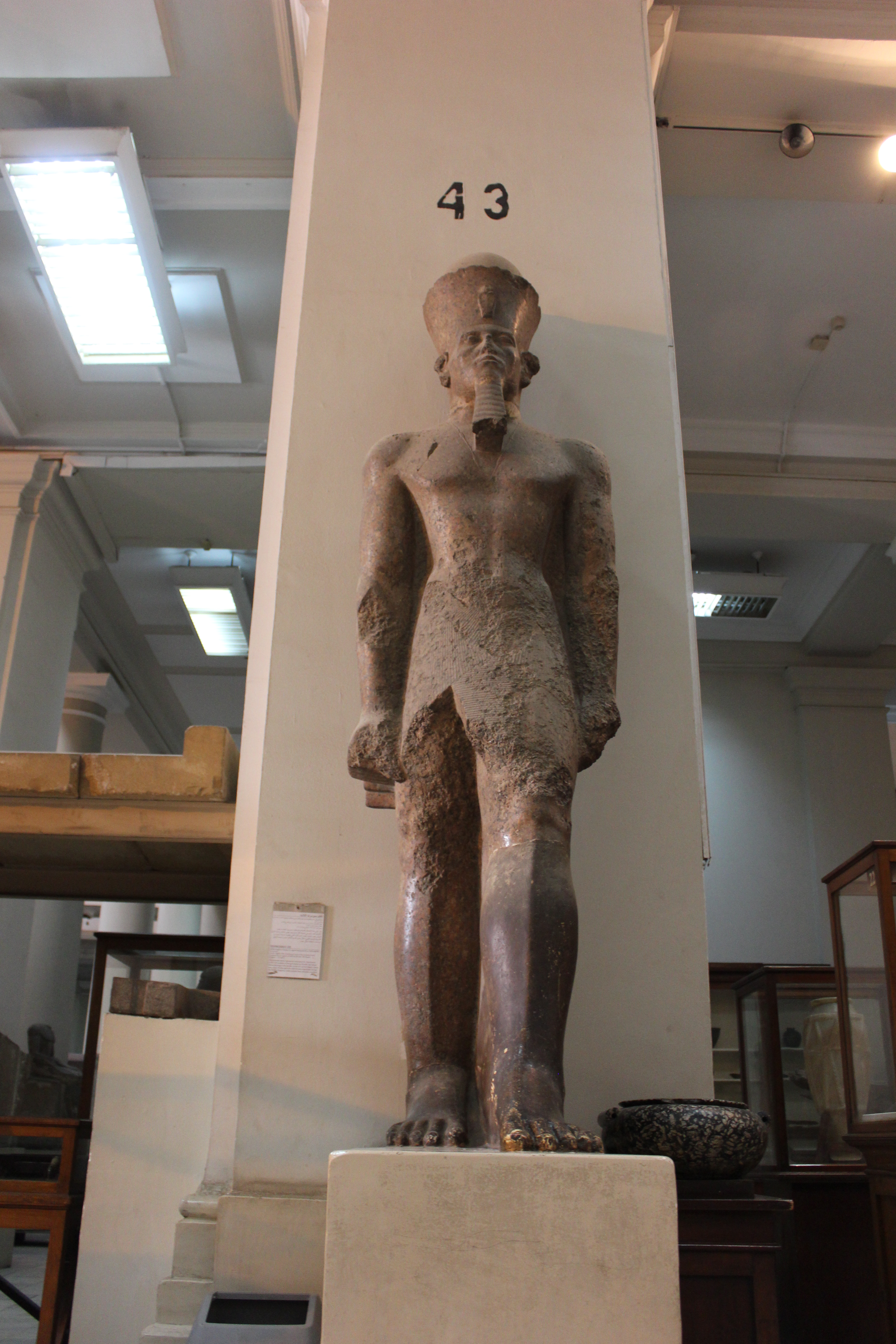
الملك سنوسرت الثالث
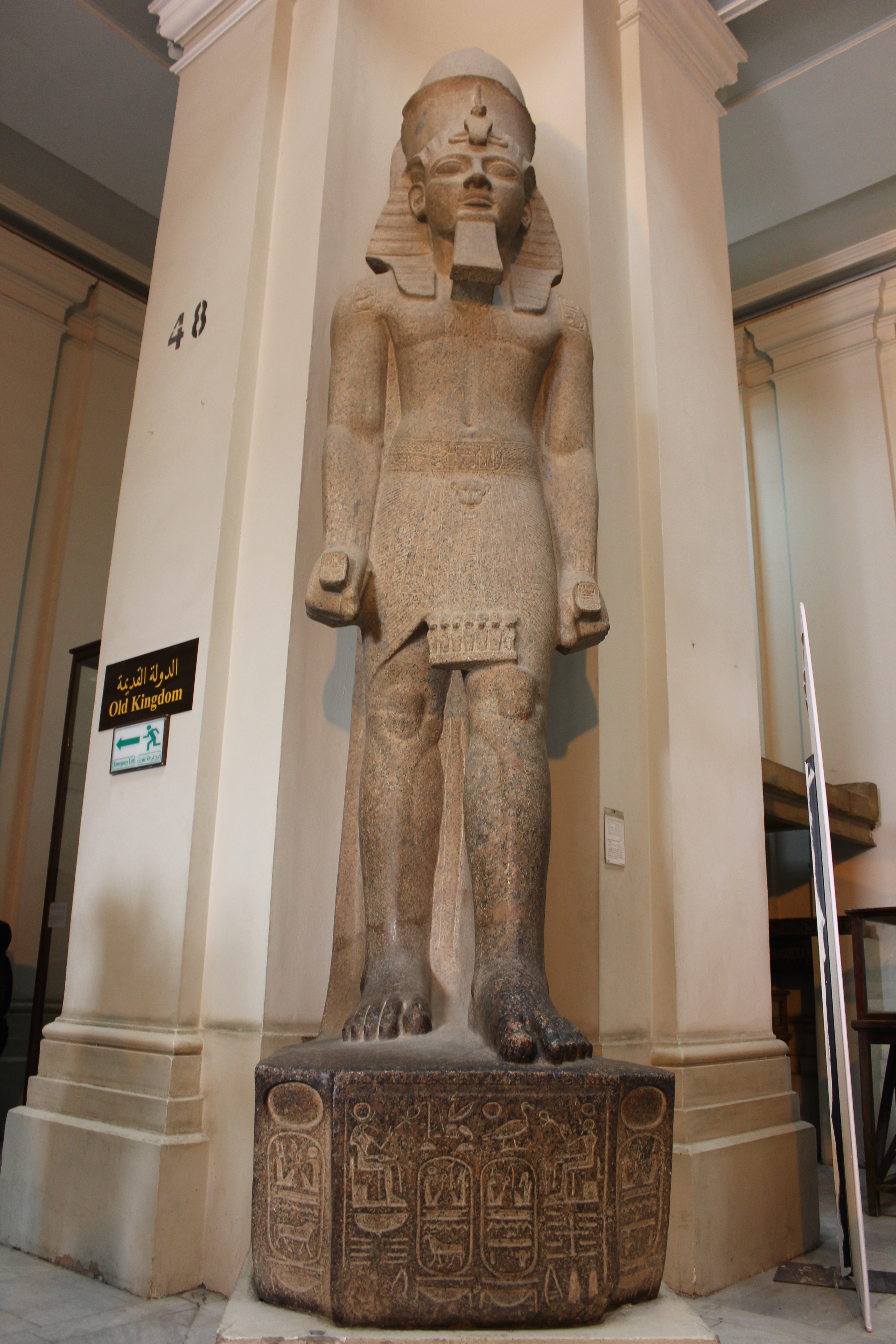
رمسيس الثاني عليه أسماء مرنبتاح
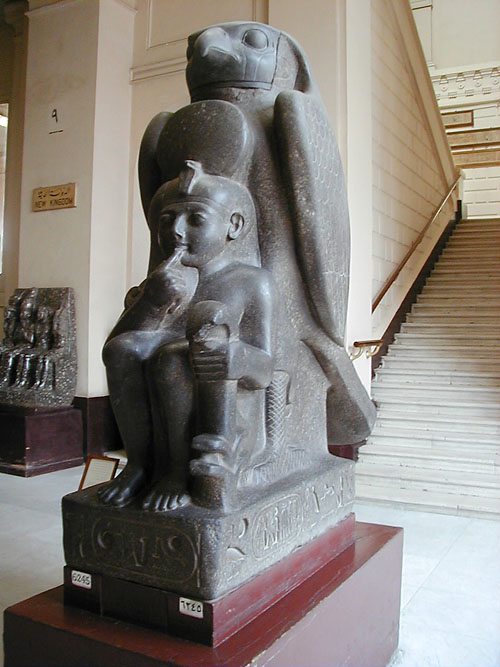
رمسيس الثاني كطفل
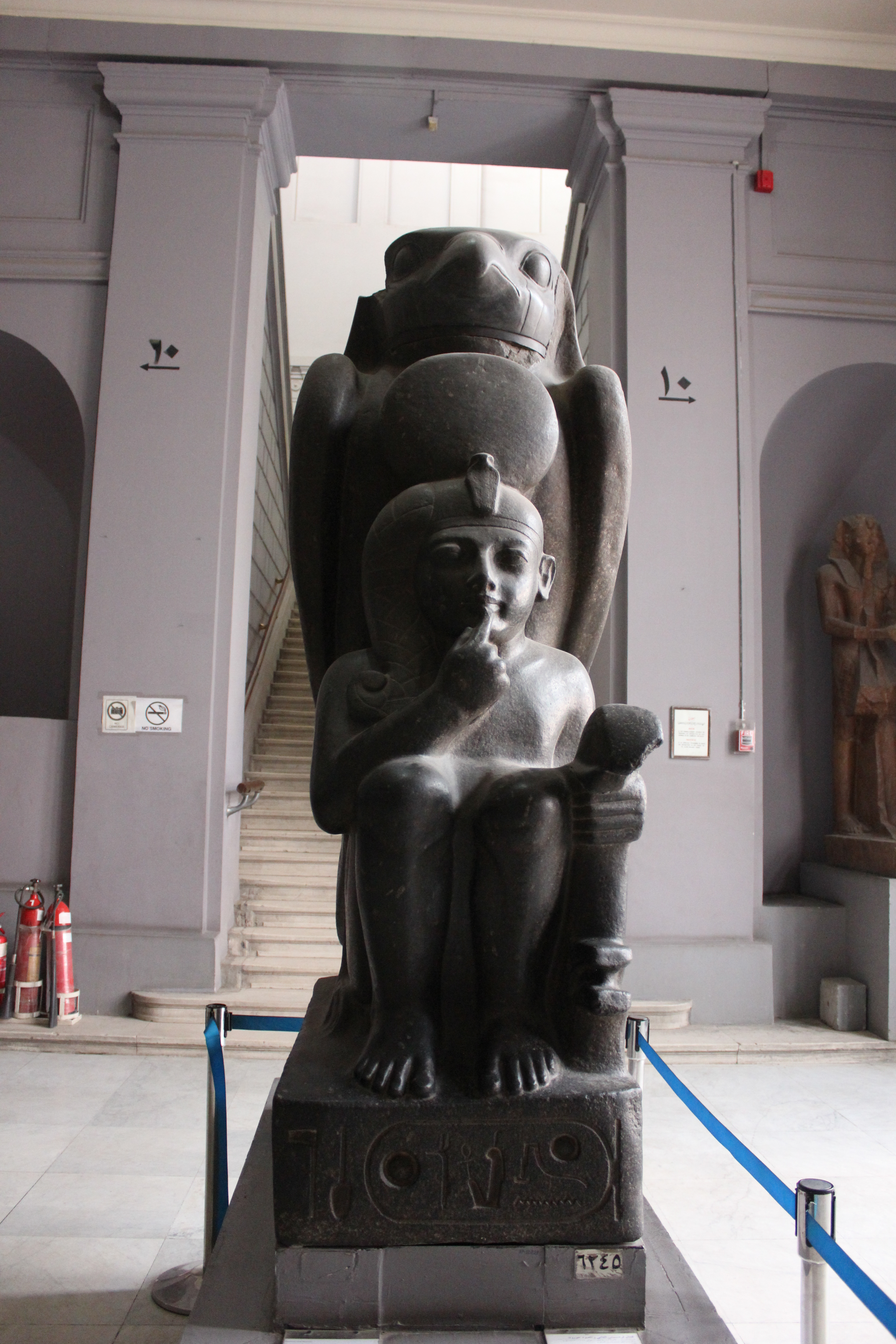
تمثال لرمسيس الثاني والمعبود حورون
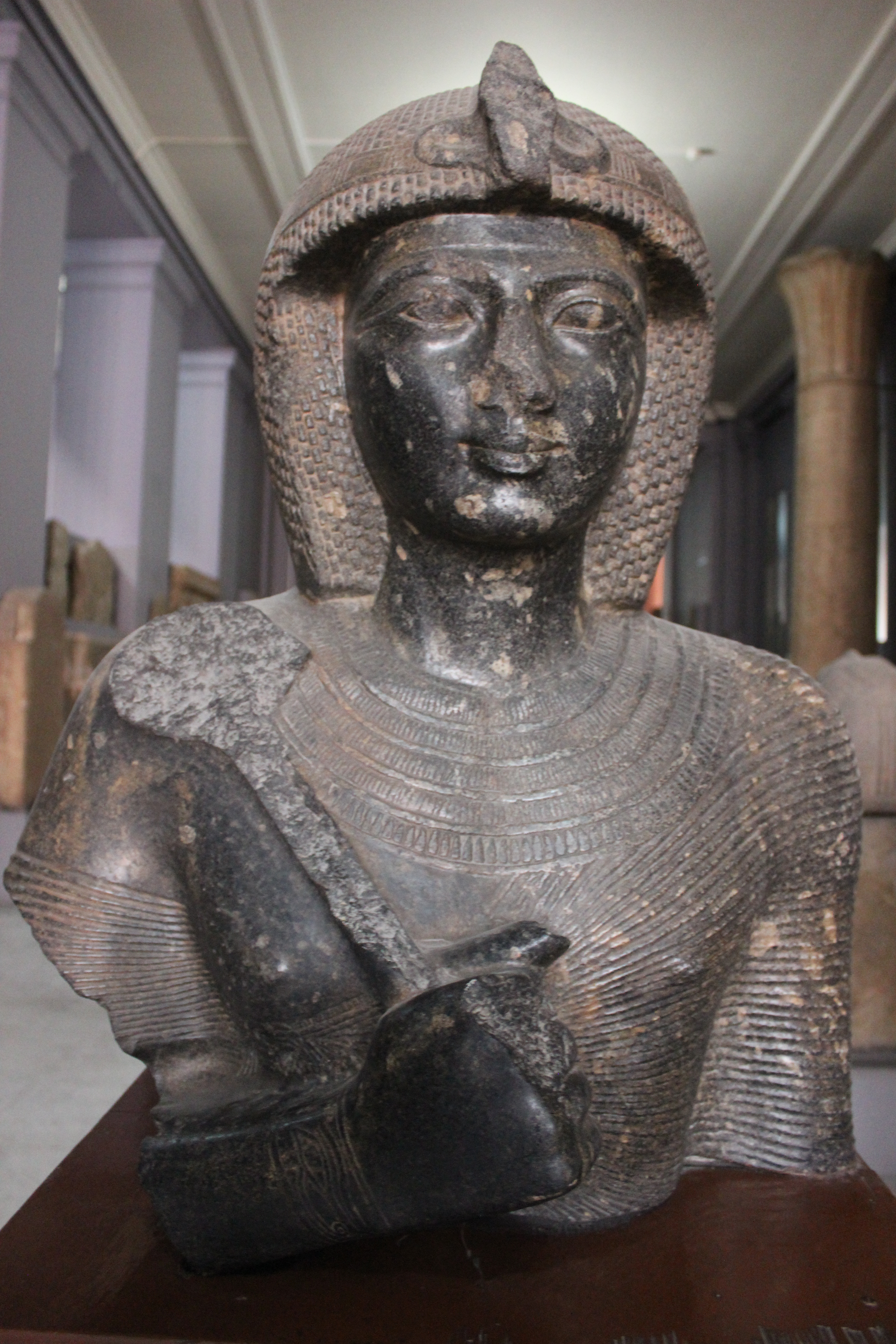
تمثال نصفي للملك رمسيس الثاني